# Przeworsk
Przeworsk (łac. Prevorscum, Civitas Prevorscensis, ukr. Переворськ, hebr. ‏פשבורסק‎) – miasto w Polsce, w województwie podkarpackim, siedziba powiatu przeworskiego i gminy wiejskiej Przeworsk, na Podgórzu Rzeszowskim, nad Mleczką, przy trasie międzynarodowej E40, dawna siedziba magnaterii polskiej. Jedno z najstarszych miast regionu. Za czasów I Rzeczypospolitej do powiatu przeworskiego należały miasta takie jak: Rzeszów, Łańcut, Leżajsk czy Sokołów Małopolski.
Prywatne miasto szlacheckie lokowane w 1394 roku położone było w XVI wieku w województwie ruskim. W latach 1975–1998 w województwie przemyskim. Jest członkiem Związku Miast Polskich. Jego herbem jest Leliwa.
Według danych GUS z 31 grudnia 2024 r. Przeworsk liczył 14 422 mieszkańców. Patronem miasta jest Święty Antoni z Padwy.
Pierwsza wzmianka o Przeworsku pochodzi z 1281 r. Miasto zostało lokowane w 1393 r. na przecięciu ważnych szlaków handlowych, w miejscu dawnego grodu ruskiego. Dzięki licznym przywilejom i utworzeniu w 1470 r. powiatu sądowego Przeworsk stał się drugim ośrodkiem miejskim ziemi przemyskiej i odbywały się w nim szlacheckie sądy ziemskie. Miasto przez lata odgrywało rolę ważnego centrum życia gospodarczego, głównie rzemiosła (tkactwo) i wymiany handlowej. Liczne najazdy wojsk tatarskich, kozackich, rosyjskich i szwedzkich spowodowały upadek Przeworska. Na przełom wieków XIX i XX przypada wzmożony rozwój miasta związany z powstaniem ordynacji Lubomirskich (1825), budową cukrowni (1895) i węzła kolejowego .
Współcześnie Przeworsk jest lokalnym ośrodkiem usługowo-przemysłowym, w którym krzyżują się ważne arterie komunikacyjne i zbiegają trzy linie kolejowe. Miasto stanowi centrum administracyjne powiatu – jest siedzibą m.in. starostwa, sądu rejonowego, prokuratury rejonowej, komendy powiatowej Policji i Państwowej Straży Pożarnej .
W mieście znajduje się ok. 110 obiektów zabytkowych. Do najważniejszych należą: średniowieczne, gotyckie klasztory obronne: Bernardynów (kościół Świętej Barbary) i Bożogrobców (bazylika z kaplicą Grobu Bożego), Ratusz, klasycystyczny Pałac Lubomirskich, barokowy klasztor szarytek, jedyny w Polsce żywy skansen „Pastewnik”.

## Położenie

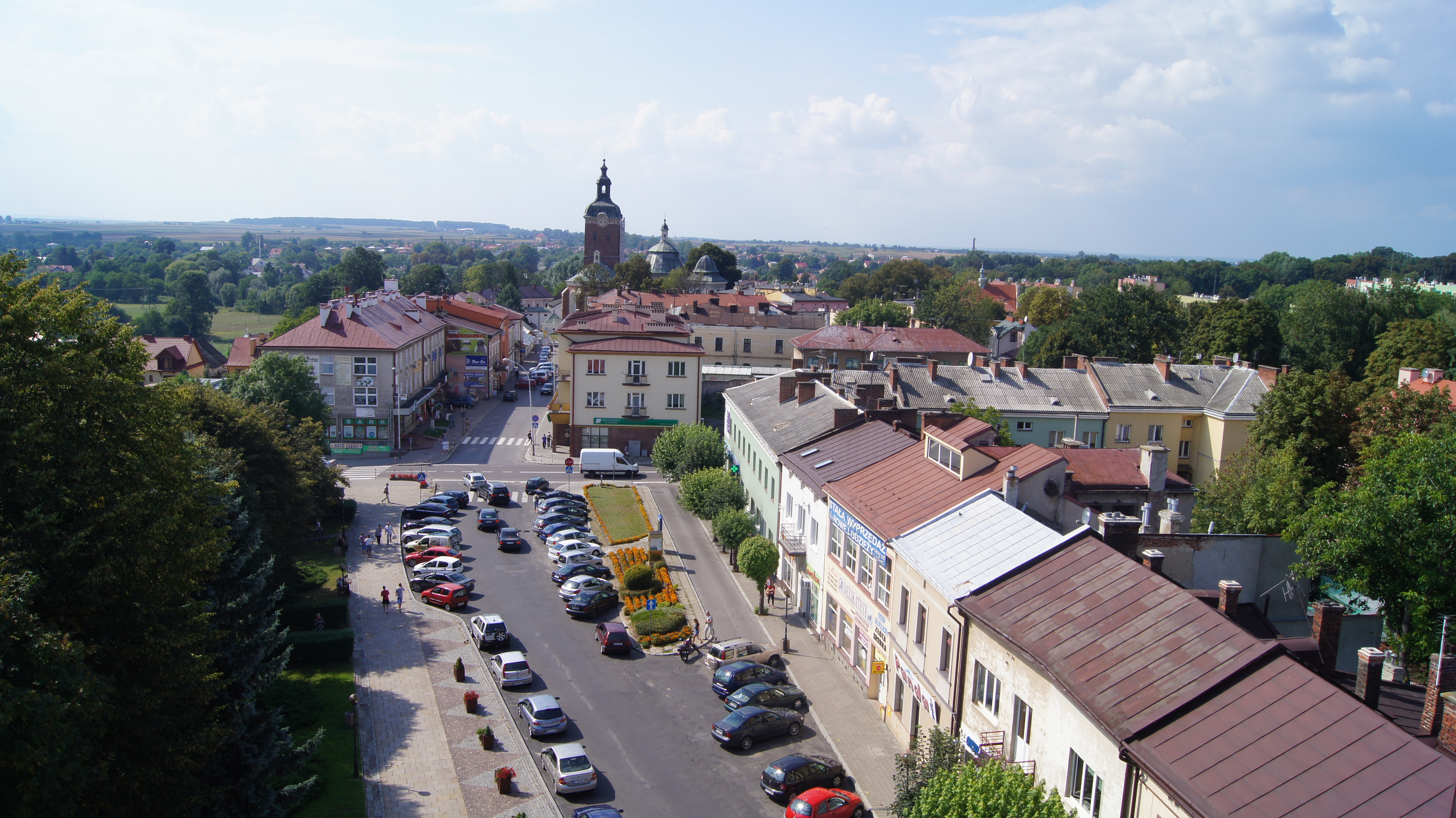
Widok z Ratusza

Przeworsk ma obszar 22,13 km² (2009), w tym: użytki rolne: 76% (1676 ha), użytki leśne: 0,4% (9 ha). Miasto stanowi 3,17% powierzchni powiatu. Sąsiaduje z gminą wiejską Przeworsk i gminą Zarzecze. Leży przy międzynarodowej trasie E40 (Drezno – Lwów), nad rzeką Mleczką.
Leży na terenie, którego część tworzy dno doliny fluwioglacjalnej, będącej częścią Kotliny Sandomierskiej. Krawędź niecki stanowią: od południa – próg karpacki, od północy – wał moreny czołowej za Sanem i Wisłokiem. Kolejna południową część terenu powiatu, tworzy pasmo Pogórza Karpackiego przedzielone przez rzekę Mleczkę, do której prostopadle przylegają wąskie i krótkie doliny.

## Środowisko geograficzne

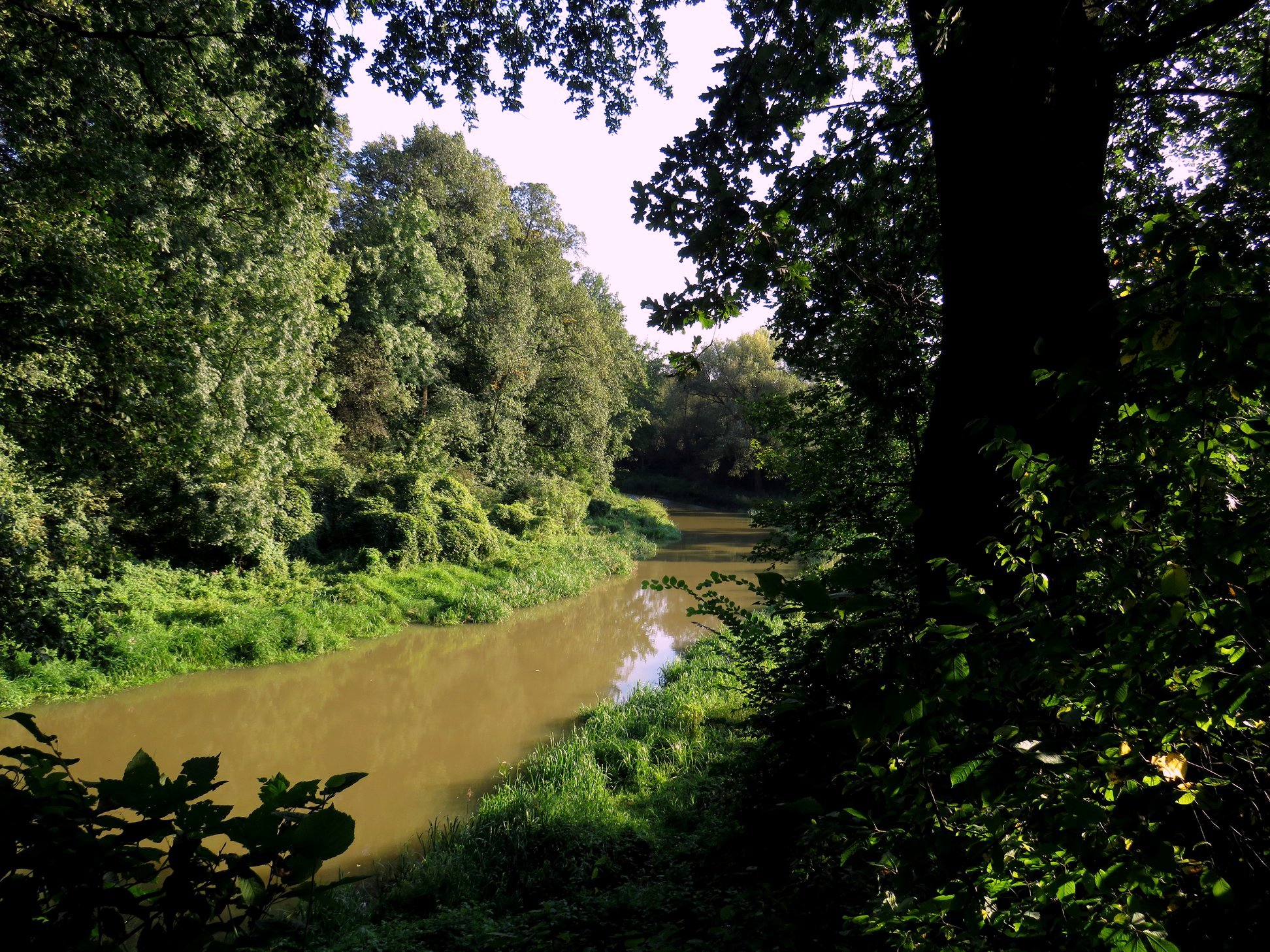
Rzeka Mleczka płynąca przez Przeworsk

### Świat roślinny i zwierzęcy
Świat roślinny i zwierzęcy okolic Przeworska jest stosunkowo ubogi. Lasy zajmują niewielką powierzchnię, głównie w widłach Wisłoka i Sanu. Występuje tu dorodny modrzew europejski. Na Pogórzu występują lasy mieszane z sosnami, jodłami, świerkami, bukami, brzozami, grabami, dębami i innymi. Nad brzegami rzek rosną wierzby, olchy i topole.
Interesujące pod względem przyrodniczym są łąki Rynny Podkarpackiej, na których spotkać można m.in. takie gatunki jak: pełnik europejski, goryczka wąskolistna, kosaciec syberyjski i goździk pyszny. Fauna miasta i jego okolic reprezentowana jest przez pospolite gatunki ptaków, ryb i bezkręgowców, a także sarny, dziki i nieliczne jelenie.

### Klimat
Klimat cechują następujące często w bardzo krótkim czasie zmiany pogodowe. Zimy bywają różne: wyjątkowo surowe bądź wyjątkowo łagodne. Lato jest upalne z niewielką ilością opadów i burz, albo chłodne i zachmurzone. Dlatego rozkład opadów jest bardzo niezrównoważony. Rejon przeworski znajduje się pod wpływem działania pn.-zach. prądów oceanicznych i wiatrów wiejących z pd.-wsch. niosących ze sobą silne i długotrwałe opady, zwłaszcza w letniej porze roku. Burze cechuje gwałtowność wywoływana silnymi wiatrami wiejącymi od Przełęczy Dukielskiej.
Zimne masy powietrza plasują się one wzdłuż rzeki Mleczki, wpływając na ruch przyziemnych mas powietrza. Ruch powietrza z obszarów wschodnich i południowo-wschodnich kształtuje się we właściwy sposób nad miastem, jeśli jest ciepły przewala się przez miasto jak przez garb górski i w terenach tuż u podnóża stoku pozostaje oziębione powietrze, w okresach zimy i wczesnej wiosny tworzy to tak zwane zamroziny. Znane są częstsze zamglenia, zwały mgieł przyziemnych. W południowej części miasta przymrozki są częstsze, szybciej wymarzają rośliny, a noce nawet w miesiącach letnich są tam chłodniejsze w porównaniu z samym rynkiem miasta czy terenami wschodniej części miasta. Najbardziej nasłonecznione są: stok południowy wierzchowiny, na której rozłożył się stary Przeworsk, następnie duże płaszczyzny falistego terenu na północnym wschodzie i wschodzie od centrum starówki .

### Gleby
| Klasa bonitacyjna | %     |
| ----------------- | ----- |
| I i II            | 56,4% |
| III               | 37,3% |
| IV                | 5,7%  |
| Σ                 | 100%  |

Na ziemi przeworskiej gleby są jakościowo zróżnicowane. Wzdłuż koryta Mleczki znajdują się bardzo korzystne dla rolnictwa mady. W wyższych partiach doliny Mleczki wykorzystuje się je jako grunty orne, na niższych, bardziej podmokłych pod łąki i pastwiska. Z kolei w okolicach linii kolejowej Łańcut – Przeworsk – Jarosław ciągnie się pas urodzajnych lessów, wyjątkowo dobrych, odpowiednich pod wszystkie uprawy, a szczególnie pod pszenicę i buraki cukrowe. Na północ od pasa lessowego występują głównie iły i mady.

## Toponimia

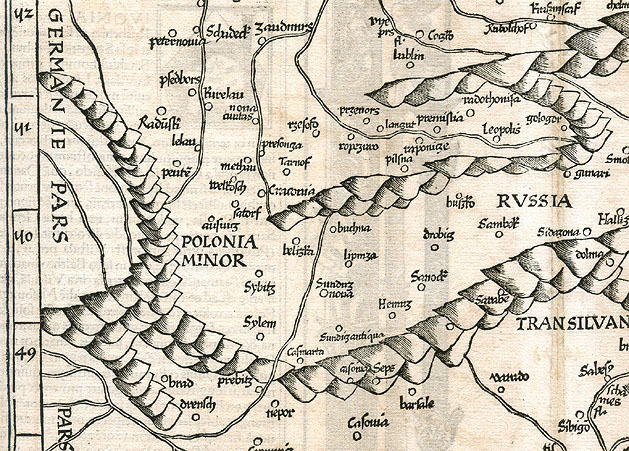
Martin Waldseemüller, fragment mapy Małopolski z zaznaczonym miastem Przeworsk (Przevors)

Najstarsza, zanotowana w latopisach ruskich z XIII wieku, nazwa miasta brzmi Pereworesk. W źródłach z XIV i XV wieku występują nazwy: Preworsko, Przeworsko, Przeworszko, Przeworscho, Przeiworsko, Przyworsko, Prziborsko. Od poł. XV wieku najczęściej używana jest nazwa Przeworsko. W takim brzmieniu występuje w księgach konsystorskich w Przemyślu (2. poł. XV wieku). Piętnastowieczne źródła lwowskie zawierają nazwy: Preworsko, Przeworsko, Prziworsko. W przywilejach dla osady z 1387 r. występuje Przeworsko, ale w Memoriale z 1465 r. zdecydowanie częściej pojawia się Przyworsko .
Posiadająca najpełniejsze, pierwotne brzmienie, nazwa Pereworesk(o), świadczy o bardzo starym, słowiańskim pochodzeniu osady. Składa się ze źródłosłowu wor, wora oraz przedrostka pere- i starodawnej słowiańskiej końcówki -sk, -sko. Słowo perwora, późniejsza przewora pochodzi od prasłowiańskiego wroti oznaczającego zamykanie, otwieranie . Bliskie semantycznie są mu takie rzeczowniki jak rozwora, zawora, wrota  oraz czasowniki zawrzeć, przewrzeć. Samo zaś określenie przewora, czyli przegroda , przeszkoda wskazuje, iż osada stanowiła w dawnych czasach przeszkodę na szlaku militarno handlowym. Przeworsk bowiem stanowił od IX wieku twierdzę graniczną, wchodzącą w zespół obronny ziemi przemyskiej. Sufiks -sk, -sko jest charakterystyczny dla starych osad i potwierdza prasłowiański rodowód miasta .
Inna hipoteza tłumaczy, że nazwy miast zakończone na -sk pochodzą od rzeki nad której leżą. Wprawdzie Przeworsk położony jest nad Mleczką, ale niewykluczone, że w przeszłości mogła się nazywać inaczej np. Przewora.

## Historia

### Najstarsze dzieje miasta

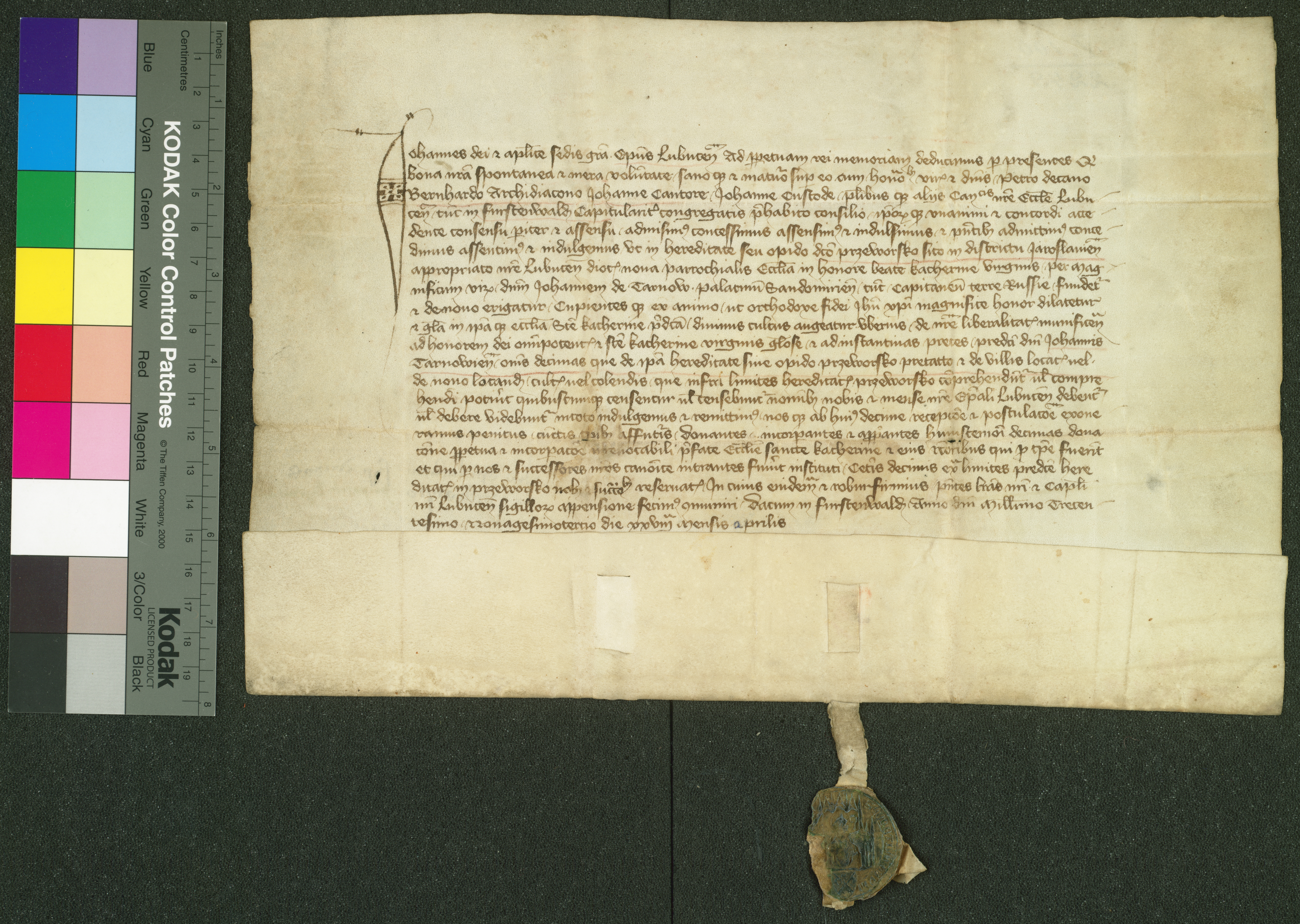
Przeworsk wymieniony w dokumencie fundacyjnym kościoła św. Katarzyny z 28 kwietnia 1393.

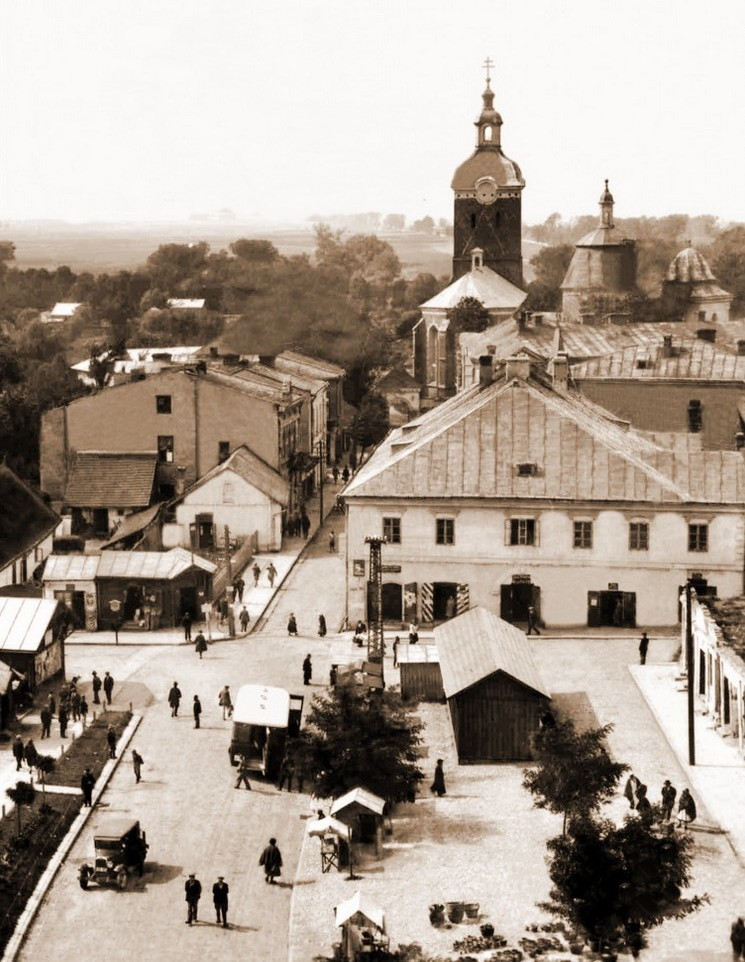
Widok miasta Przeworska – fot. archiwalna

Najstarsze ślady osadnictwa na ziemi przeworskiej sięgają młodszej epoki kamienia, 4500 r. p.n.e. Z tego okresu znaleziono w okolicach miasta krzemienne i kamienne toporki, siekierki, noże oraz ceramikę glinianą. Również w późniejszych okresach tereny obecnego miasta były zamieszkiwane nieprzerwanie. Świadczą o tym pochodzące z lat 2500–1700 p.n.e. naczynia z tzw. kultury ceramiki sznurowej. Znaleziska z epoki brązu to m.in. kobiecy naszyjnik związany z kulturą łużycką . Okres od I w. p.n.e. do V w. n.e. został nazwany kulturą przeworską, ze względu na liczne znaleziska archeologiczne w okolicy miasta. Okres ten cechował się wysokim stopniem rozwoju rzemiosła, głównie hutnictwa, kowalstwa i garncarstwa oraz szerokimi kontaktami handlowymi.

### Wczesne średniowiecze
We wczesnym średniowieczu przez miasto przebiegał szlak komunikacyjny łączący ośrodki miejskie wschodu i zachodu. Około VII w. w obrębie granic miasta istniała osada, a na przełomie X i XI w. powstał obronny gród. Miejscowa ludność związana była z plemionami zachodniosłowiańskimi, później przeszła pod władanie książąt ruskich. Wtedy to Przeworsk po raz pierwszy uzyskał status miasta na prawie ruskim  Pierwsza pisemna wzmianka o Przeworsku pochodzi z 1280 r. i związana jest ze zwycięstwem Leszka Czarnego pod Goźlicami nad wojskami Księcia ruskiego Lwa, po którym Leszek Czarny uderzył na ziemie pogranicza zdobywając m.in. wieś „Pereworesk” która została przez niego spalona .

### Nadanie praw miejskich
Dynamiczny rozwój osady umocniło włączenie w 1340 r. wsi Pereworesk do Polski przez króla Kazimierza Wielkiego. Za jego panowania nastąpił kolejny etap rozwoju osadnictwa na ziemi przeworskiej. Na wyludnione tereny przybywali Polacy, ale też Wołosi, Węgrzy, Rusini, osadzono na nich również wziętych do niewoli Tatarów. Stopniowo zagęszczała się sieć osad, następował rozwój gospodarczy regionu. W 1387 r. król Władysław Jagiełło aktem z 27 listopada 1387 r. w uznaniu zasług nadał osadę i szereg innych włości Janowi z Tarnowa ówczesnemu wojewodzie sandomierskiemu, którego pieczęcią i herbem była Leliwa. Dzięki Tarnowskim Przeworsk umocnił się gospodarczo, co zaowocowało nadaniem mu, 25 lutego 1393 r., praw miejskich. Rok później król Władysław Jagiełło wydał przywilej poszerzający te prawa. Ustanowił m.in. trzy jarmarki w roku, urząd burmistrza, sąd miejski z „prawem miecza”, czyli uprawnieniami do wykonywania publicznie na rynku wyroków śmierci. Mieszczan wyłączono spod władzy urzędników królewskich .

### Dynamiczny rozwój miasta

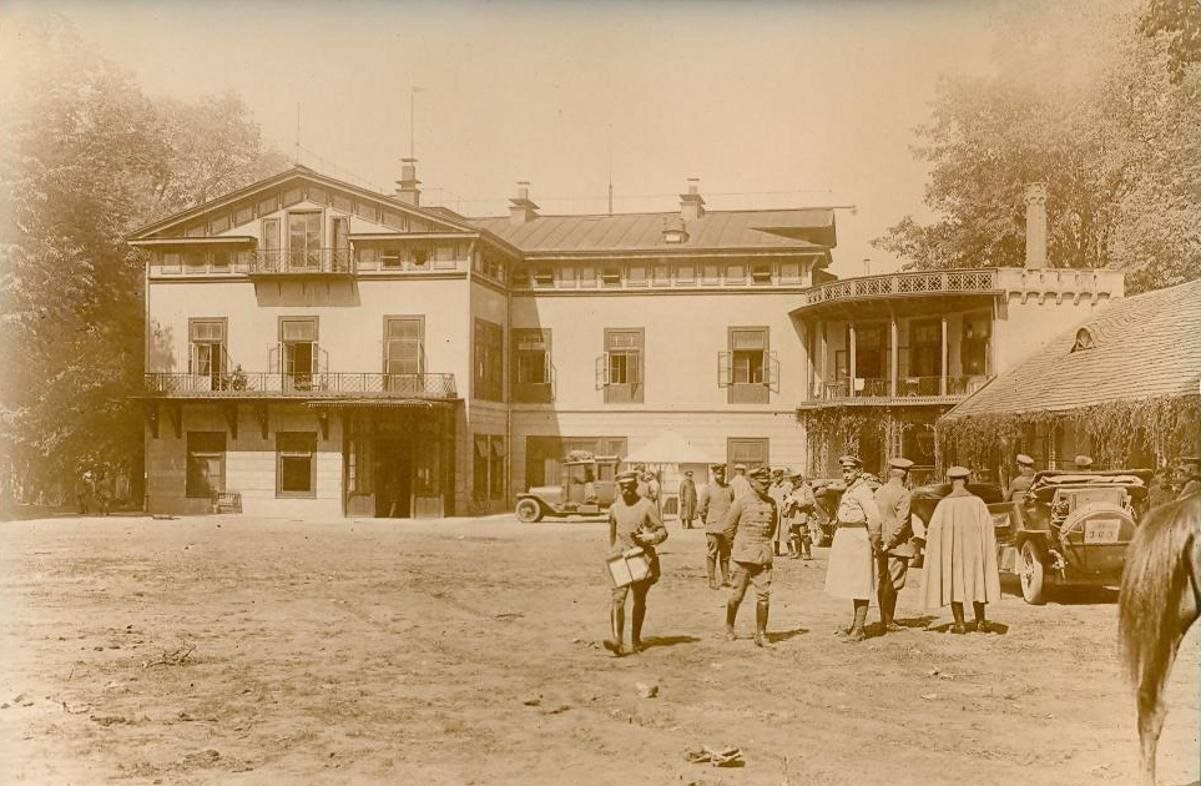
Pałac Lubomirskich

Do XVIII w. miasto stanowiło własność prywatną magnackich rodów: Tarnowskich, Ochyrów, Ostrogskich i Lubomirskich. Starania kolejnych właścicieli i przywileje sprawiły, że Przeworsk dynamicznie się rozwijał. W 1469 r. król Kazimierz Jagiellończyk nadał miastu prawo do organizowania corocznego jarmarku .
Od 1470 r. miasto było siedzibą ziemskiego sądu szlacheckiego dla zachodnich obszarów ziemi przemyskiej. Rozstrzyganie sporów wiązało się niejednokrotnie z prywatnymi wojnami magnatów. W 1604 r. doszło do bitwy pomiędzy Andrzejem Ligęzą a Mikołajem Spytkiem Ligęzą. Magnaci zajęli kamienice i rozlokowali się na przedmieściach. W wyniku zbrojnego starcia obaj ponieśli liczne straty .
Przeworsk od XV w. stał się ośrodkiem życia gospodarczego, głównie rzemiosła oraz wymiany handlowej. W XV i XVI w. miasto zajmowało drugą po Przemyślu pozycję w ziemi przemyskiej . Cechy odgrywały rolę w życiu miasta, organizowały obowiązkowy udział członków w obronie miasta, bezpieczeństwie przeciwpożarowym, religijnych uroczystościach czy kształtując cechowe towarzystwo. W przeworskich aktach miejskich znajduje się zapisek, iż około 1786 r. mieszkańcy Przeworska wykonywali około 30 zawodów zgrupowanych w 7 cechach: szewski, piekarzy, krawiecki, bednarzy, kowali, kowalski (zbiorowy), sukienników. Z końcem XVI wieku płóciennictwo stanowiło podstawę życia ekonomicznego miasta, w okresie rozkwitu zatrudnienie miał blisko 1000 tkaczy pracujących w około 600 warsztatach . W XVII i XVIII w. w mieście osiedlali się Żydzi stanowiąc w końcu tego okresu 1/3 liczby mieszkańców .

### Początki upadku miasta
W XVII w. miasto zostało dotkliwie zniszczone przez Tatarów (1612, 1624). Przeworsk niepokoiły również najazdy wojsk kozackich (1672, 1677) oraz szwedzkich (1702) i rosyjskich. W czasie potopu szwedzkiego w nocy 22/23 marca 1656 r. pod Przeworskiem obozował król Karol X. Dalszych zniszczeń dopełniły pożary (1712, 1717, 1739, 1740, 1759) oraz epidemie. Kryzys nie dotknął jedynie tkactwa .
Wraz z I rozbiorem Polski Przeworsk znalazł się na terytorium państwa austriackiego. Od 1773 do 1775 r. był siedzibą okręgu w cyrkule Pilzno, następnie należał do okręgu Krosno w tym cyrkule, zaś od 1782 r. należał do cyrkułu rzeszowskiego. Początkowo podległość pod koronę austriacką nie naruszyła pozycji przeworskich tkaczy. W wydanym po raz pierwszy w 1786 r. opracowaniu pt. „Geografia (...) Galicyi i Lodomeryi” jego autor, hrabia Ewaryst Andrzej Kuropatnicki, pisał o Przeworsku: Miasto domu xiążąt Lubomirskich, JO. Zofia z Korwinów Krasińskich xiężna Lubomirska, kasztelanowa krakowska, już do tego arcyludnego i sławnego fabryką tkaczów płóciennych, bawełnianych i wełnianych sprowadziła fabrykantów malowania obić, pasów jedwabnych i bogatych, płócien w kolory, drelichów, obrusów, serwet.
Lata 1804–1848 to rządy cesarzy austriackich Franciszka I oraz Ferdynanda I, czasy rządów policyjnych wykonywanych w duchu centralistycznym i germanizacyjnym. Wysokie podatki rujnowały rzemiosło, a ustanowienie nowych granic celnych spowodowało upadek przemysłu tkackiego. W 1859 r. zaborca wydał nową ustawę przemysłową, która pozwalała niecechowym rzemieślnikom tzw. partaczom na wykonywanie zawodu .

### Przełom XIX i XX wieku

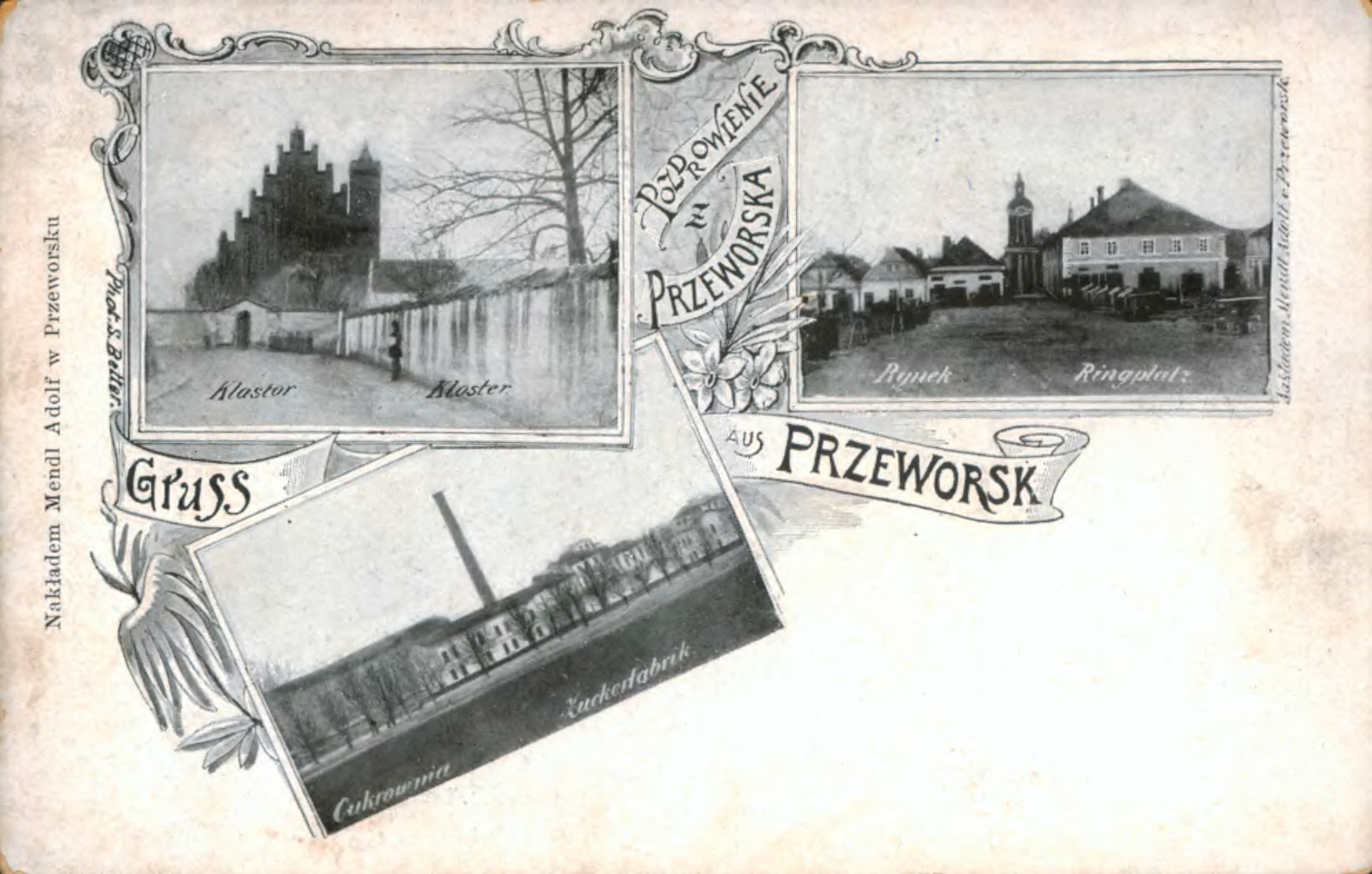
Historyczne widoki Przeworska – klasztor Bernardynów, rynek wraz z bazyliką oraz cukrownia

Rzemieślnicy idąc śladem większych miast, założyli w 1892 r., Stowarzyszenie Mieszczan „Gwiazda”. Rozwinęło to rzemiosło usługowe, a szczególnie rzeźnictwa, zwiększyło się zapotrzebowanie na nowe sklepy, wzrosło znaczenie handlu. Nowy etap w rozwoju miasta rozpoczęło wybudowanie cukrowni w 1895 r., z uruchomieniem jej wiąże się budowa kolei normalnotorowej Przeworsk – Rozwadów w 1899 r., a w 1902 r. wąskotorowej do Dynowa – była to druga tego rodzaju kolej w Galicji. Budowa cukrowni i rozwijający się węzeł kolejowy pociągnął za sobą wzrost zatrudnienia, zwiększył się handel, powstały nowe domy i urządzenia komunalne a miasto zaczęło nabierać nowego wyglądu. W 1903 r. rozpoczęto budowę bazaru, który został zlokalizowany na Rynku. Budowa szkoły żeńskiej, dobudowa skrzydła do szkoły męskiej i budowa elektrowni to projekty kilku większych inwestycji w ostatnim dziesięcioleciu przed I wojną światową. Realizację tych zamierzeń przerwała wojna, zahamowała również pomyślnie zapoczątkowany rozwój miasta. Podczas ofensywy galicyjskiej Przeworsk został zajęty 19 września 1914 r. przez wojska rosyjskie, po czym 12/13 maja 1915 r. ponownie przez austriackie. Cztery lata wojny cofnęły Przeworsk w rozwoju o kilkanaście lat. Spłonęła m.in. cukrownia. Zrujnowane miasto przedstawiało obraz typowego, podupadłego miasteczka galicyjskiego. Po wojnie lata 1925–1933 należały do najpomyślniejszych pod względem przypływu dochodu, wykorzystano je na szereg inwestycji, m.in. budowę elektrowni, szkoły żeńskiej .

### Dwudziestolecie międzywojenne i II wojna światowa

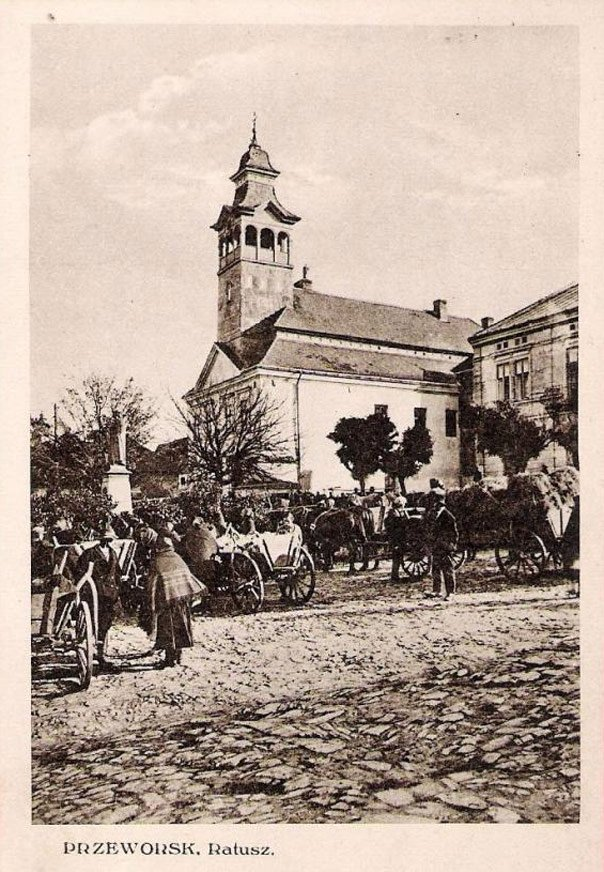
Ratusz przed 1939

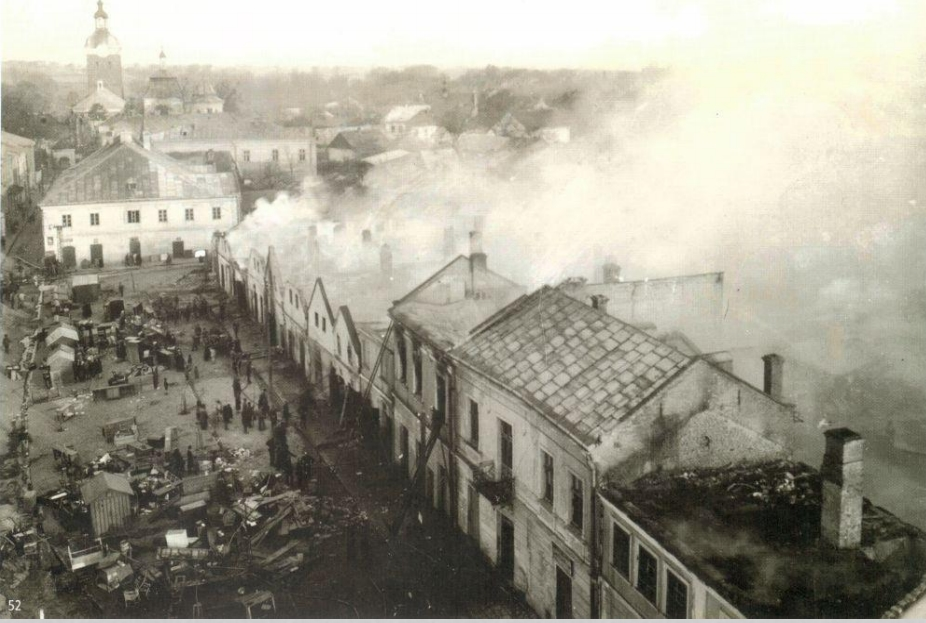
Pożar miasta w 1930 r. spowodowany od świec zapalonych w synagodze przeworskiej

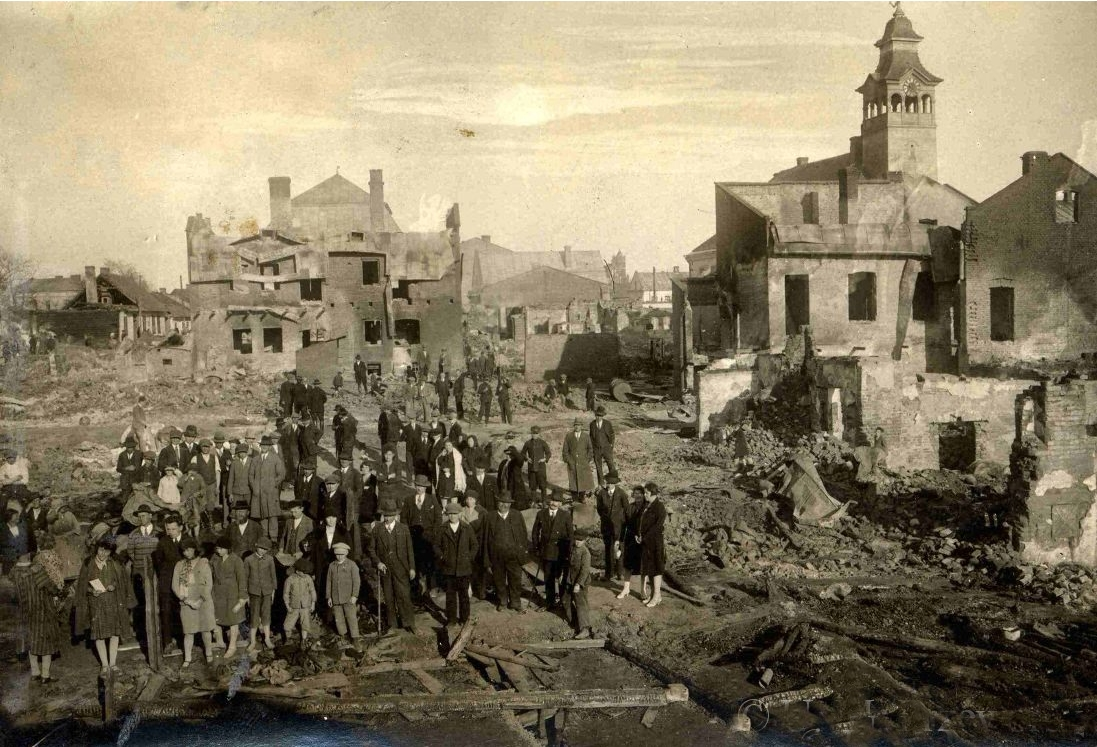
Zniczone centrum miasta po pożarze, 1930 r.

W 1920 roku doszło w mieście do ekscesów antyżydowskich. Polscy żołnierze łapali ortodoksyjnych Żydów i obcinali im brody. W nocy z 25 na 26 kwietnia 1930 r., w mieście wybuchł pożar, podczas którego spłonęło 38 budynków. To wydarzenie wykazało brak odpowiedniego zabezpieczenia przeciwpożarowego, dlatego też, aby w przyszłości uniknąć tego typu niespodzianek Rada Miejska uchwałą z dnia 11 marca 1931 r. postanowiła rozpocząć budowę wieży wodnej z rurociągami i hydrantami. Kolejnym wydarzeniem było utworzenie wyczekiwanego przez 35 lat samorządu powiatowego i odłączenie się od Łańcuta 16 marca 1929 r. W 1938 r. zarząd miejski przy współudziale Związku Miast Polskich przystąpił do opracowania planu zagospodarowania przestrzennego na skutek wzmożonego ruchu budowlanego oraz przygotowania terenów dla budownictwa mieszkaniowego i przemysłowego. Przyczyniło się to do rozwoju miasta, które zaczęło nabierać tempa, zahamowanego na długie lata przez wybuch II wojny światowej .
Miasto zajęte zostało przez Niemców 9 września 1939 r. Trzy dni później spłonęła synagoga. 27 września w ciągu jednej doby wysiedlono za San 1470 mieszkańców narodowości żydowskiej. Okupacja znacznie pogorszyła sytuację mieszkańców, ograniczone były swobody obywatelskie, a polityka okupanta prowadziła do fizycznego i biologicznego wyniszczenia narodu polskiego i żydowskiego. Osiągnięciem i elementem walki z okupantem było zorganizowanie w 1940 r., tajnego nauczania na poziomie szkoły średniej ogólnokształcącej przez ks. Józefa Stefańskiego, później przez akcje Tajnej Organizacji Nauczycielskiej na czele z Kazimierzem Koczocikiem .

### PRL i czasy współczesne

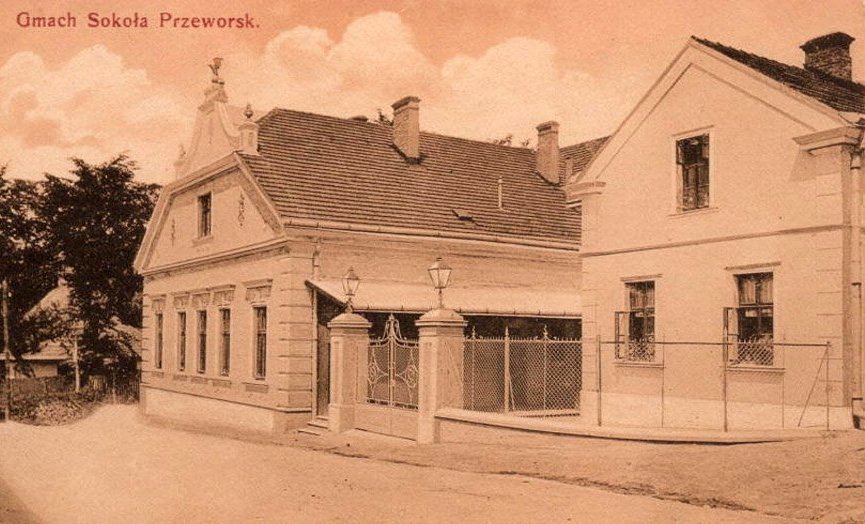
Gmach „Sokoła”

27 lipca 1944 r. 121 dywizja gwardii, 112 rylsko-korosteńska dywizja piechoty oraz 8 gwardyjski korpus pancerny wchodzące w skład 1 Frontu Ukraińskiego zajęły Przeworsk (ku czci poległych żołnierzy wzniesiono jeszcze w 1944 roku Pomnik Wdzięczności w miejskim parku).
Po wojnie rozpoczął się trudny okres, mieszkańcy przystąpili do usuwania zniszczeń. Dzięki zaangażowaniu ludności Przeworska w szybkim czasie uruchomiono nauczanie w szkołach, powstawały nowe miejsca pracy oraz zakłady. Rozwijało się rolnictwo, gospodarka komunalna, budownictwo mieszkaniowe. Miasto nabrało nowego wyglądu estetycznego, polepszono warunki bytowe i mieszkaniowe, wybudowano elektrownie, rzeźnie, łaźnie i pralnie, wodociągi, kanalizację i gazociągi. Zmodernizowano ulice, wyremontowano placówki handlowo-usługowe i gastronomiczne, zbudowano nowe bloki mieszkalne i zakłady przemysłowe (m.in. Zakład Przemysłu Odzieżowego „Vistula”), hotel „Leliwa”, dom kultury, basen kąpielowy, szpital. 27 lipca 1969 roku na ówczesnym placu XXX-lecia PRL odsłonięto Pomnik Walki i Męczeństwa. Na przełomie lat 70. i 80. XX w. dzięki prowadzonym na szeroką skalę inwestycjom i zaangażowaniu mieszkańców miasto otrzymało tytuł Mistrza Gospodarności .
Od 1989 r. rozpoczęły się zmiany ustrojowe i polityczne. Nastąpiła wówczas rozbudowa sieci wodociągowych, kanalizacyjnych i gazowych. Władze miasta rozbudowały także placówki oświatowe – oddając do użytku gimnazjum z nowoczesną halą sportową. Zmiany gospodarcze spowodowały upadek kilku przeworskich przedsiębiorstw. W ostatnich latach w Przeworsku rozpoczęto wiele inwestycji, niektóre ze wsparciem funduszy unijnych. 6 września 1995 r. z Przeworska startował V etap 52. edycji wyścigu kolarskiego Tour de Pologne. Od 2008 r. tworzona jest miejska teleinformatyczna sieć szerokopasmowa. Mieszkańcy Przeworska dzięki temu mają dostęp do darmowego internetu za pomocą technologii Wi-Fi .

## Rozwój urbanistyczno-architektoniczny
| Rodzaj                          | Pow.    | %     |
| ------------------------------- | ------- | ----- |
| Użytki rolne                    | 1668 ha | 75,4% |
| Tereny mieszkaniowe/osiedlowe   | 138 ha  | 6,2%  |
| Tereny komunikacyjne            | 174 ha  | 7,9%  |
| Grunty pod wodami               | 25 ha   | 1,1%  |
| Tereny leśne i zadrzewione      | 8 ha    | 0,4%  |
| Grunty przemysłowe              | 38 ha   | 1,7%  |
| Grunty zabudowane               | 78 ha   | 3,5%  |
| Tereny rekreacyjno-wypoczynkowe | 25 ha   | 1,1%  |
| Tereny różne i nieużytki        | 17 ha   | 0,8%  |
| Pozostałe                       | 42 ha   | 1,9%  |
| Powierzchnia miasta (Σ)         | 2213 ha | 100%  |

Na pograniczu polsko-ruskim, w miejscu dzisiejszego miasta powstał w X w. gród kniazia ruskiego. Zlokalizowany został w naturalnie obronnym miejscu – na wzgórzu, gdzie obecnie znajduje się zespół klasztoru Bożogrobców. Z czasem podgrodzie przerodziło się w osadę, a następnie wieś, spełniającą wówczas funkcję administracyjno-handlowo-obronną .

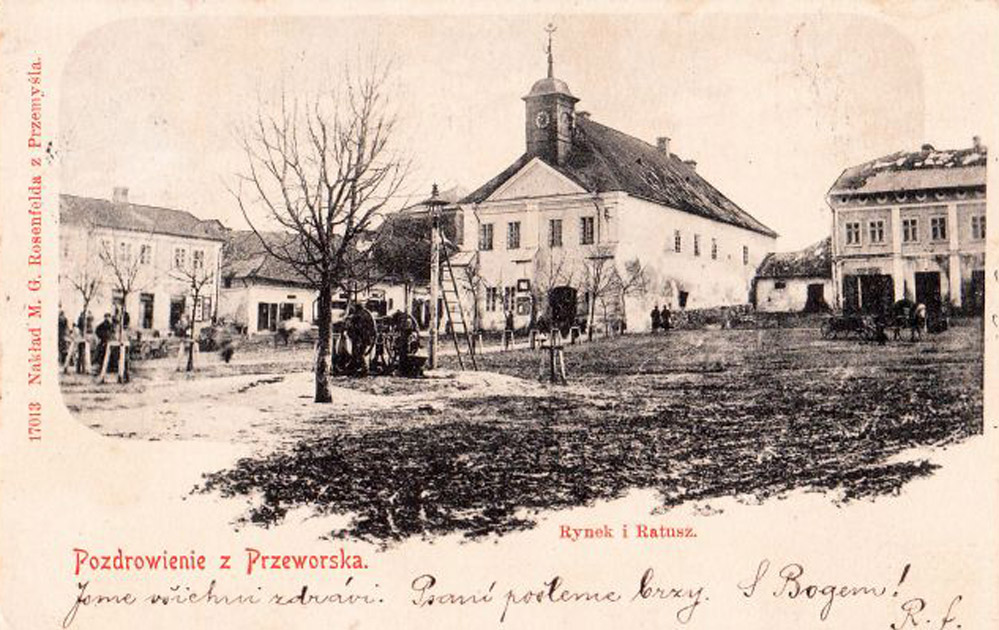
Ratusz przed przebudową

Gdy w 1387 r. Jan z Tarnowa otrzymał od Władysława Jagiełły część Rusi Czerwonej ze wsią Przeworsko pragnął uczynić z osady ośrodek administracyjny. Uzyskał od króla pozwolenie na założenie miasta, wyrażone w dokumencie z 1393 r. Przeworsk przybrał wówczas kształt typowego, średniowiecznego miasta. Centrum miasta położone jest na owalnym wzgórzu o wysokości 212 m n.p.m., które od południa posiada wysoką skarpę, od północy fosę, zaś od strony wschodniej i zachodniej również skarpę, tyle że niższą .
Śródmieście otoczone było wałem i fosą, później murem z 3 obronnymi bramami (Łańcucką, Jarosławską i Kańczucką, zwaną Węgierską) i 5 basztami. Charakterystyczny elementy w rozplanowaniu miasta to: sieć dróg – szlaków komunikacyjnych w kierunkach wschód–zachód (tak zwany szlak ruski), na południe (trakt węgierski) i na północ (droga do Sandomierza), wąskie uliczki i obszerny rynek, czyli główny plac targowy. Z rynku prowadzą pod kątem prostym ulice w cztery strony świata. We wschodniej części rynku, na najwyższym punkcie wzniesiono w XV w. Ratusz. Za Ratuszem, na obecnym Małym Rynku, znajdował się kościół pw. św. Katarzyny, wybudowany około 1380 r. Obok ratusza, od strony północnej Żydzi mieli synagogę, wzniesioną w 1626 r.  Zachodni kraniec wzgórza zajął gotycki kościół farny wraz z klasztorem Bożogrobców. Na wschodnim zaś krańcu miasta stoi warowny klasztor Bernardynów, ufundowany przez Rafała Tarnowskiego.

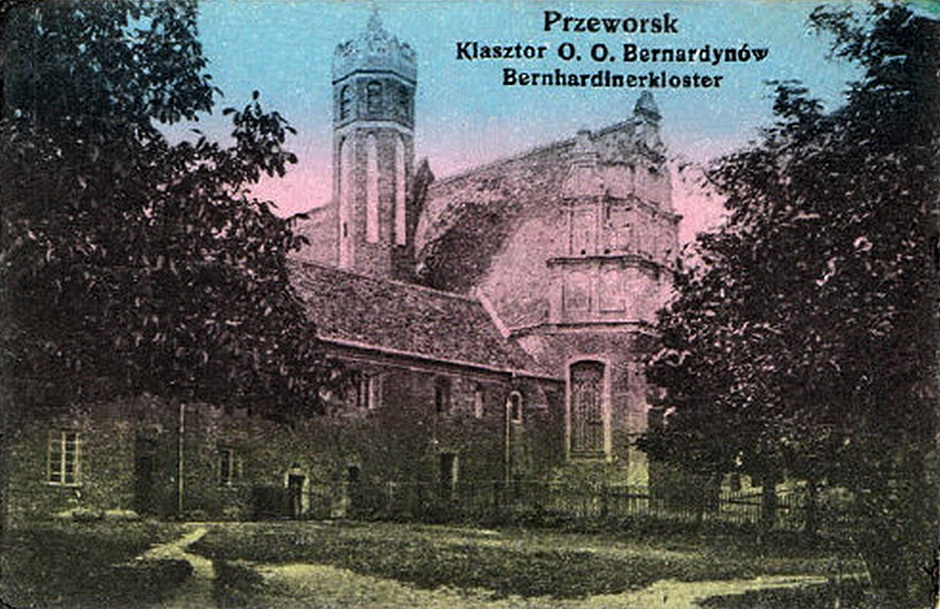
Kościół i klasztor oo. Bernardynów

Napady nieprzyjaciół ze wschodu, Tatarów, Turków spowodowały, że w 1510 r. zaczęto otaczać miasto murami. Zespół obronny Przeworska składał się z trzech ośrodków: miejskiego, od wschodu warownego klasztoru Bernardynów, od zachodu klasztoru Bożogrobców. Klasztory od strony miasta oddzielone były murami wewnętrznymi. Baszty i bramy wzmacniały obronność murów. Od strony południowej, za klasztorem Bernardynów, jak również Bożogrobców, murów nie było, pozwalało na to ukształtowanie wyniosłego terenu tej części miasta oraz błota i bagna zapewniające dostateczne warunki obronne .

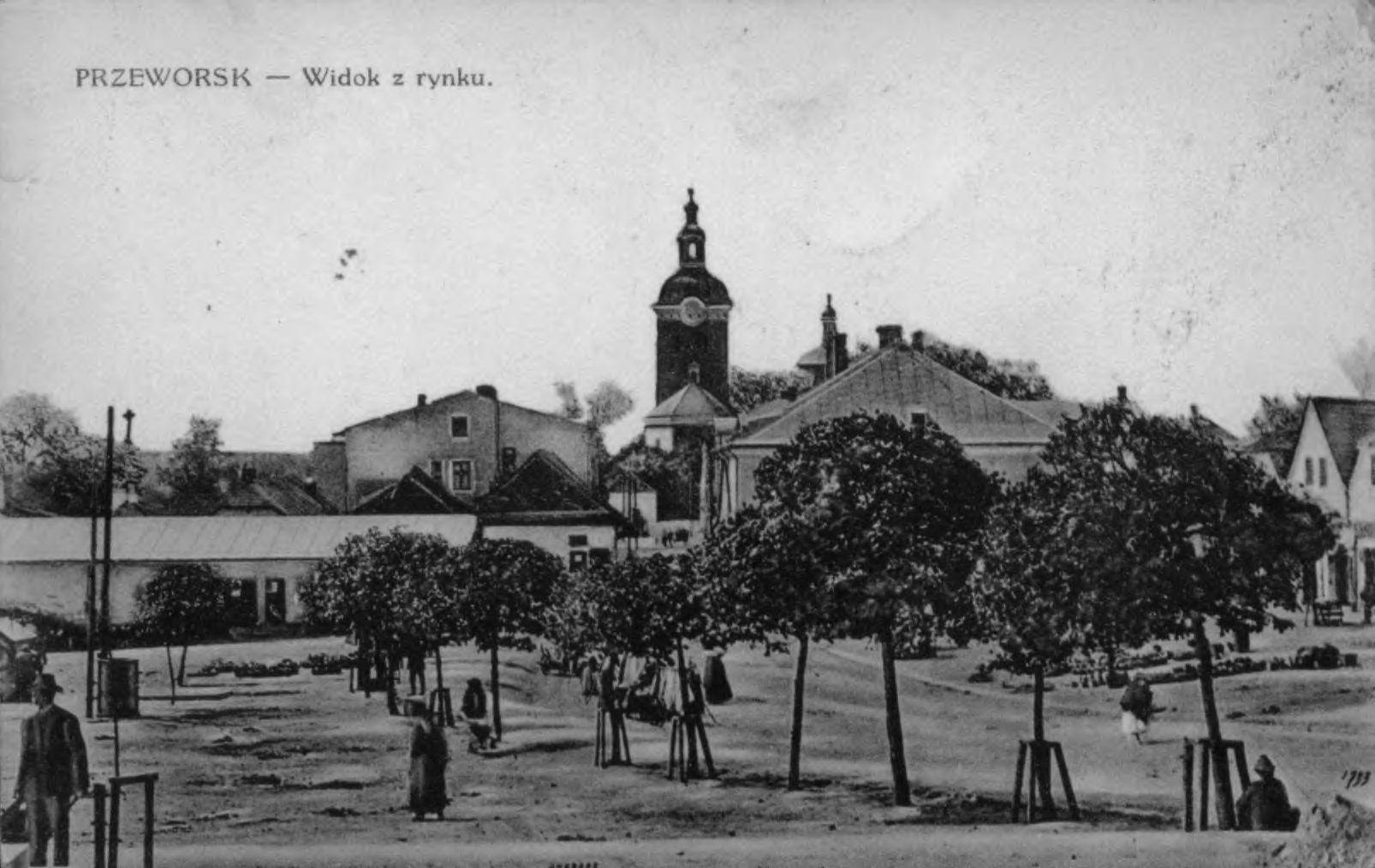
Widok z rynku na bazylikę

Rynek i ulice zabudowane były w większości domami parterowymi z drzewa, niekiedy ze ścianą frontową z cegły, a nawet pierwszym traktem murowanym, gdy w budynku mieścił się lokal handlowy. Spotykać można było również domy murowane, a nawet piętrowe. W 1785 r. liczba domów w śródmieściu wynosiła 174 . Ewaryst Andrzej Kuropatnicki we wspomnianym wyżej opracowaniu pt. „Geografia (...) Galicyi i Lodomeryi” pisał w 1786 r.: Ratusz z zegarem, studnia publiczna z nakryciem pięknym i facyaty na domach w rynku i po ulicach zdobią to miasto.
Poza zasięgiem obwarowań miejskich powstały zarządzane przez magistrat przedmieścia. Przedmieście Łańcuckie zajmowało obszar po zachodniej stronie miasta. W 1785 r. liczyło 59 domów. Działał szpital Świętego Ducha z kościołem Świętego Michała Archanioła (na miejscu którego wzniesiono klasztor Szarytek), drewniany kościół Matki Bożej Śnieżnej oraz browar. Przedmieście Jarosławskie, liczące w 1785 r. 61 domów, ciągnęło się po północnej stronie murów obronnych. Znajdowały się tam zabudowania poczty dyliżansowej. Południowy teren wzgórza, za Bramą Kańczucką, po rzekę Mleczkę należał do Przedmieścia Kańczuckiego, obejmującego ogrody, stawy i 75 domów, zamieszkałych głównie przez tkaczy. Wschodni obszar miasta, za klasztorem Bernardynów, nazywał się Przedmieściem Pruchnickim. Zamieszkałe przez rolników łanowych obejmowało 27 domów i blichownię płótna. Pod administrację miasta należała wieś Mokra Strona oraz pastwisko Świnimost (obecne Chałupki) .
| Rodzaj                                                                                  | Pow.    | %      |
| --------------------------------------------------------------------------------------- | ------- | ------ |
| Grunty Skarbu Państwa (bez przekazanych w użytkowanie wieczyste)                        | 161 ha  | 7,26%  |
| Grunty Skarbu Państwa przekazane w użytkowanie wieczyste                                | 121 ha  | 5,46%  |
| Grunty Skarbu Państwa, przedsiębiorstw państwowych i innych państwowych osób prawnych.  | 1 ha    | 0,04%  |
| Grunty gmin i związków międzygminnych z wyłączeniem gruntów przekazanych do użytkowania | 139 ha  | 6,27%  |
| Grunty gmin i związków międzygminnych przekazanych w użytkowanie wieczyste              | 50 ha   | 2,25%  |
| Grunty osób fizycznych                                                                  | 1632 ha | 73,67% |
| Grunty spółdzielni                                                                      | 17 ha   | 0,76%  |
| Grunty kościołów i związków wyznaniowych                                                | 32 ha   | 1,44%  |
| Grunty powiatów i związków powiatów z wyłączeniem gruntów przekazanych w użytkowanie    | 27 ha   | 1,21%  |
| Grunty powiatów przekazane w użytkowanie wieczyste                                      | 11 ha   | 0,49%  |
| Grunty spółek prawa handlowego i innych                                                 | 24 ha   | 1,08%  |
| Powierzchnia miasta (Σ)                                                                 | 2215 ha | 100%   |

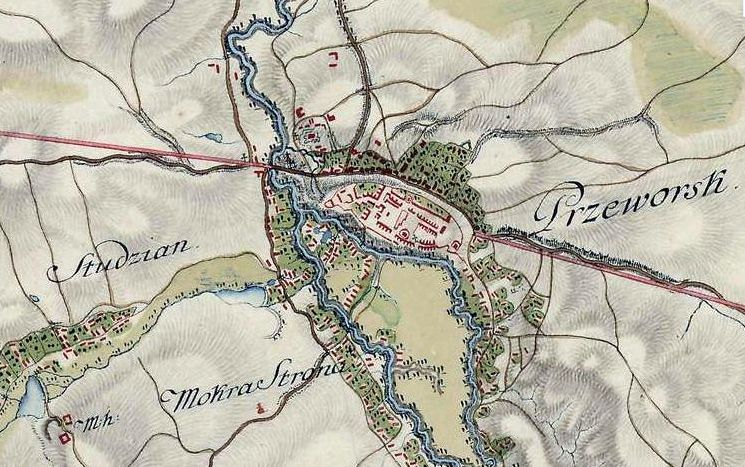
Przeworsk w 1772 r.

Z czasem obszar miasta ulegał z biegiem lat stopniowemu zmniejszaniu. Z Przedmieścia Jarosławskiego i Pruchnickiego, jak również z Mokrej Strony utworzone zostały dwie samodzielne wsie podległe dworowi, ponadto miasto straciło łąki, błonia i młyny. Na obszarze dawnego pastwiska Świniomost powstała wieś Chałupki, która tak samo została przejęta przez administrację dworską. Zmalała też liczba domów. Kiedy w XV w. było 672 domy, to w 1785 r. już tylko 392 .
W stylu barokowym wzniesiono kościół Matki Bożej Śnieżnej wraz z klasztorem Sióstr Szarytek. Z tego okresu pochodzą również: kaplica Grobu Bożego dobudowana do kościoła farnego w latach 1692–1712, kaplica Świętego Antoniego w zespole klasztornym Bernardynów z 1757 r. Wówczas powstała też oberża, przebudowana następnie w duchu klasycyzmu. W krajobrazie miasta pojawia się również klasycystyczny Pałac Lubomirskich w zespole pałacowo-parkowym wraz z towarzyszącymi mu oficynami .

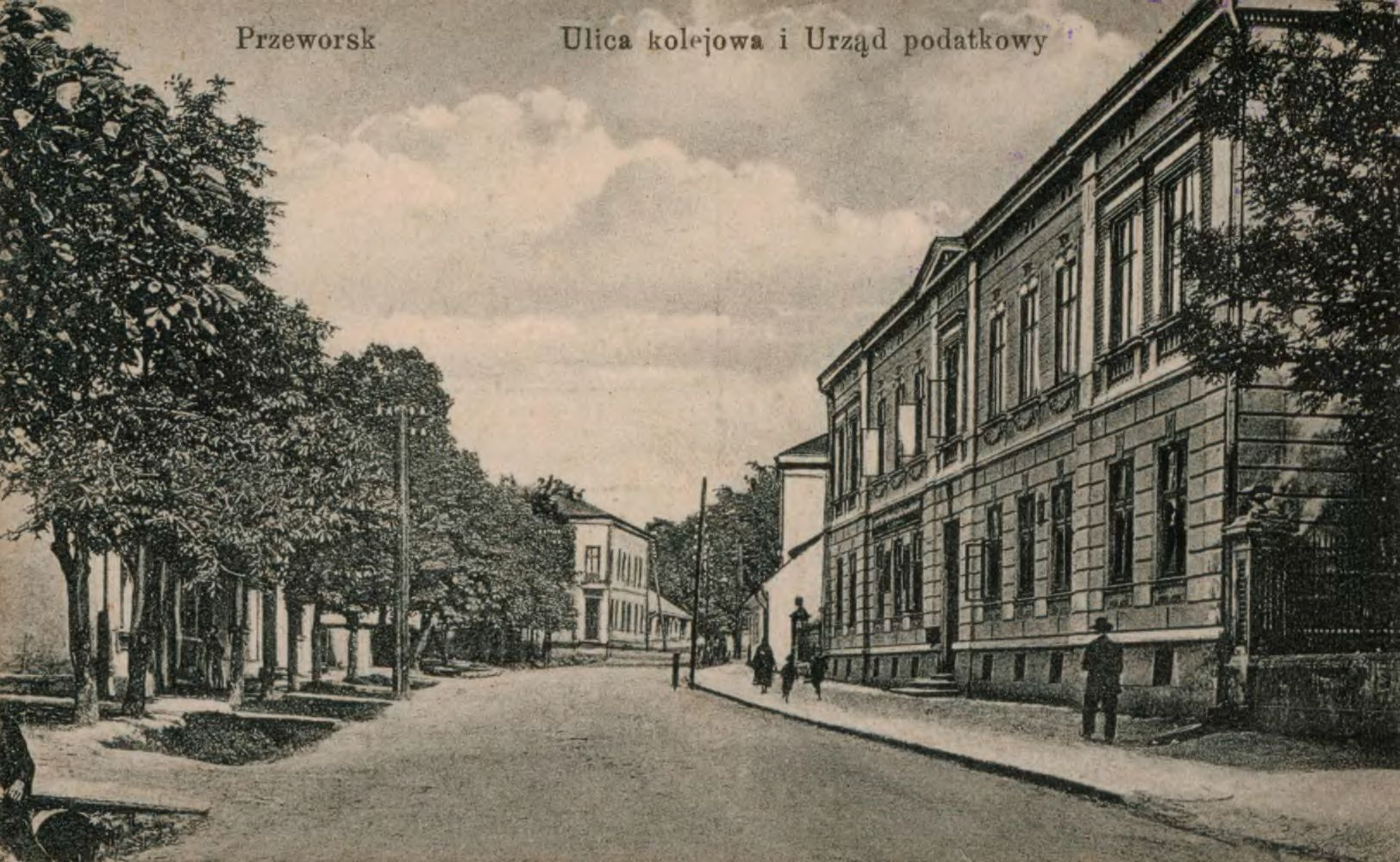
Ulica Krakowska – widok archiwalny

W okresie rozbiorów zniszczono wiele znaczących obiektów: zburzono okazałe bramy, baszty i mury miejskie. Rozebrano dwa kościoły: w 1793 r. Świętej Katarzyny i w 1789 r. Matki Bożej Śnieżnej. Na zmianę układu przestrzennego miała wpływ budowa nowej, cesarskiej drogi Kraków-Lwów (1785). Nowy bieg i nawierzchnię tłuczniową nadano również gościńcom do Dynowa (1879), Markowej (1895) oraz Leżajska i Zarzecza .

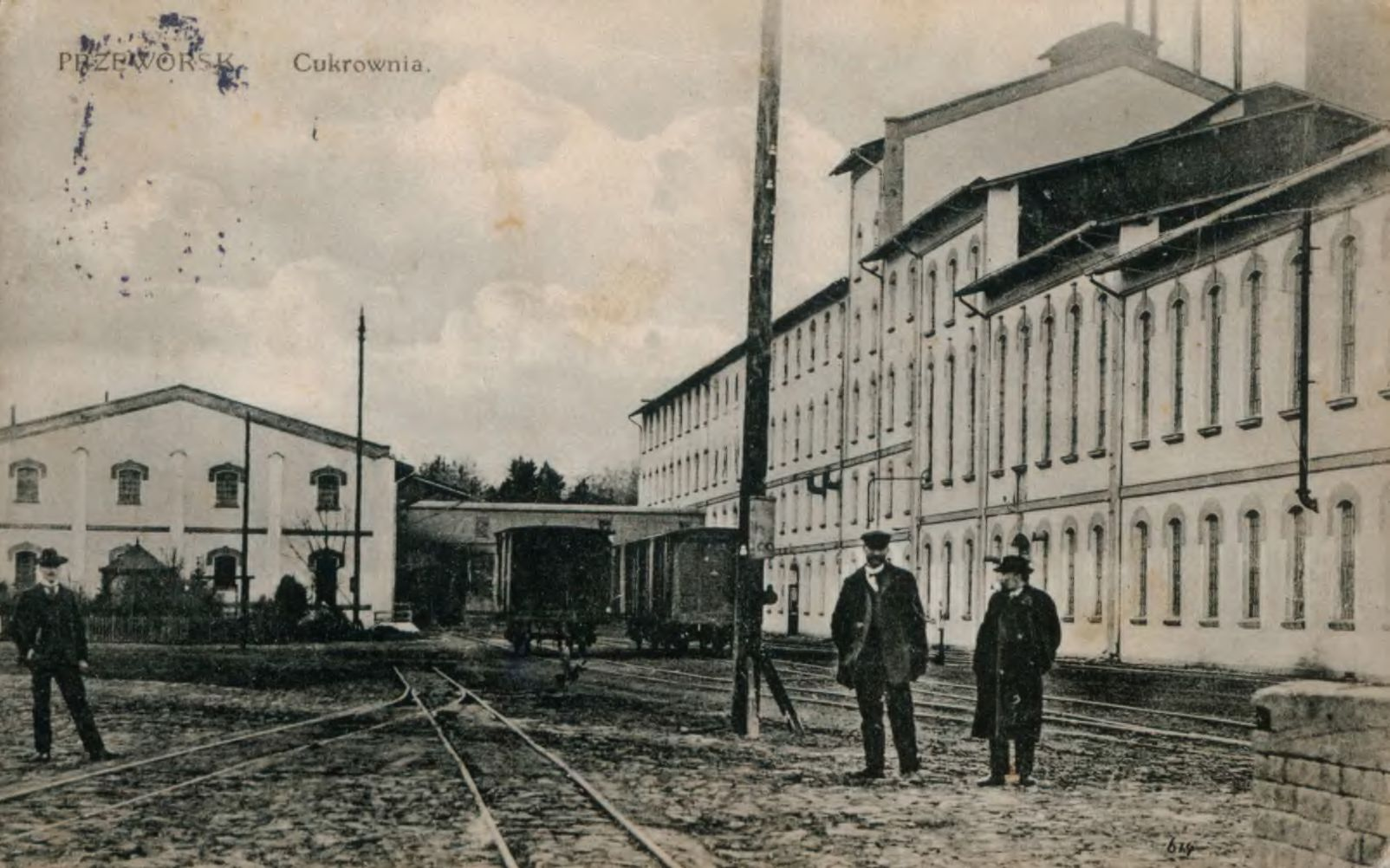
Przeworska cukrownia

W zabudowie miasta przeważała architektura drewniana. Tylną ścianę wielu domów zastępowały mury – nie pełniły już bowiem funkcji obronnej. Rynek i place służyły targom i jarmarkom. Wygląd miasta w tym okresie nie przedstawiał się imponująco. Sytuację zmieniła budowa przeworskiej cukrowni w 1895 r. oraz węzła kolejowego. Linia kolejowa z Krakowa dotarła do miasta w 1859 r. W 1902 r. położono tory na trasie Przeworsk – Rozwadów, zaś w 1904 r. powstała kolej wąskotorowa do Dynowa. Równocześnie powstały dworce Przeworsk Główny i Wąskotorowy oraz towarzysząca im infrastruktura .
Na przełomie XIX i XX w. powstały liczne nowe obiekty: budynek tzw. Starej Poczty (1905), eklektyczna kamienica Kasy Zaliczkowej (1900), neogotycka Miejska Szkoła Męska (1904), neobarokowa kamienica miejska nr 2 (1902). W 1909 r. miasto rozbudowało ratusz (powstała nowa wieża), Towarzystwo Sokół przystosowało budynek dawnego browaru (1896), zaś Towarzystwo Gwiazda Przeworska zaadaptowało dawne koszary (1905). Inwestycją gminy żydowskiej była mykwa (1909) . Władysław Pretorius wzniósł neobarokową kamienicę (1909), zaś Bolesław Zborowski budynek (ob. szkoła muzyczna) w duchu eklektyzmu. Z okazji rocznicy bitwy grunwaldzkiej wzniesiono pomnik króla Władysława Jagiełły (1910). Przy ul. Słowackiego wybudowano rzeźnię. Urządzano chodniki, utrwalano nawierzchnie jezdni ulic, wykonano nową kanalizację, ulice oświetlono latarniami naftowymi, podnoszono wygląd estetyczny miasta. W 1866 r. powstał nowy cmentarz (obecnie zw. Starym). Liczba domów w 1880 r. wynosiła 333 .
W 1922 r. do Przeworska przyłączono podmiejską gminę Budy Przeworskie. W 1926 r. oddano do użytku elektrownię. W latach 1929–1931 wzniesiono budynek szkoły żeńskiej. Po pożarze miasta, przystąpiono w 1931 r. do budowy wieży wodnej. W 1934 r. przyłączono do miasta wieś Mokrą Stronę oraz część Gorliczyny. W latach 1935–1937 wzniesiono gmach sądu o charakterystycznej, modernistycznej bryle .
Liczne zniszczenia przyniósł wybuch II wojny światowej i okupacja niemiecka. Podczas bombardowania miasta w 1939 r. uszkodzeniu uległ budynek cukrowni, spalono 88 budynków mieszkalnych, wyburzono synagogę, renesansowy budynek Starego Sądu, fragmenty murów obronnych. Ulice i place otrzymały nazwy niemieckie .

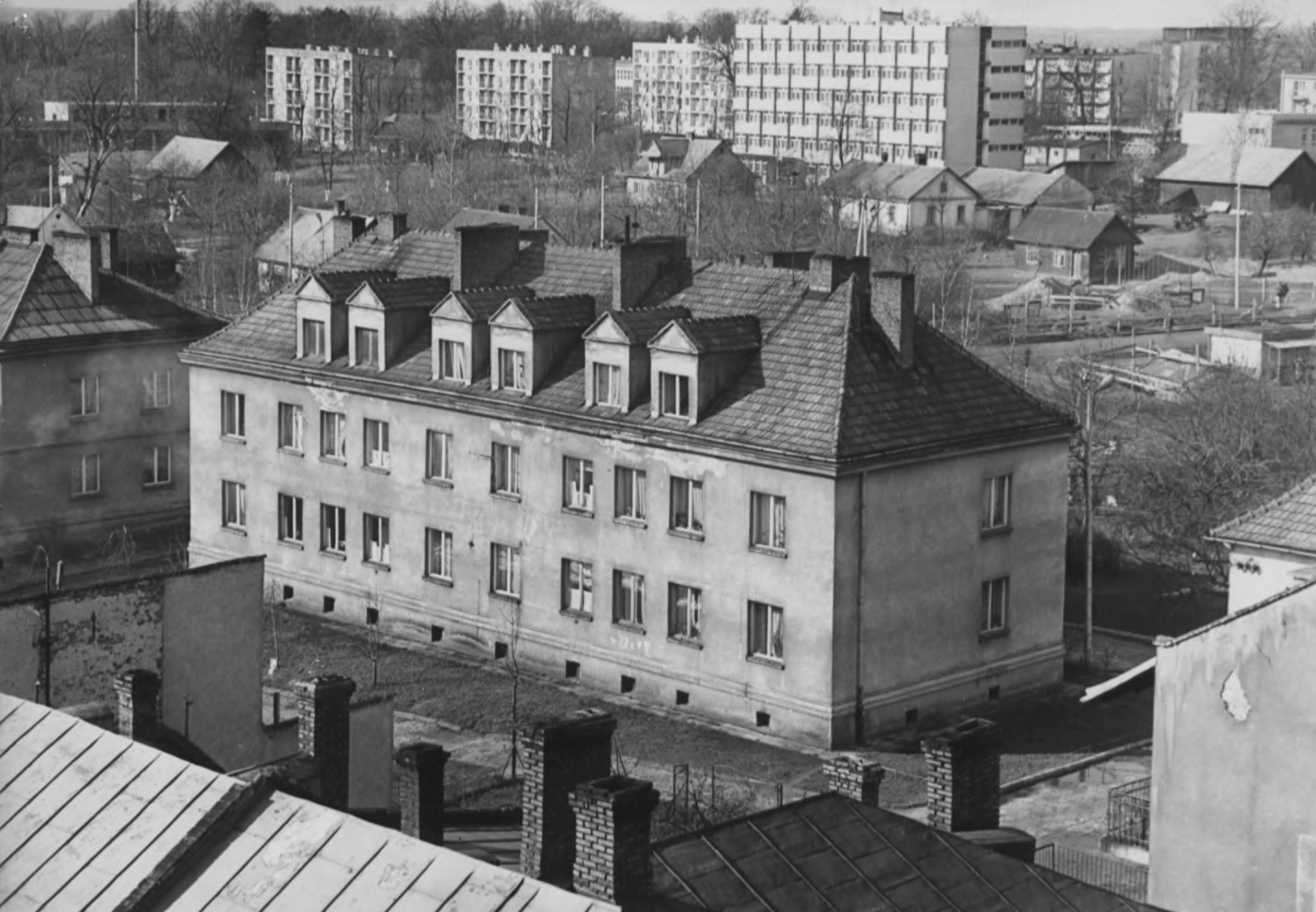
Zabudowa miasta (1971)

Okres PRL przyniósł liczne zmiany w architektonicznym krajobrazie miasta. Powstały nowe osiedla domów jednorodzinnych: na dawnym Błoniu Rzeźniczym (1955), Nowej Wsi (1957), ul. Głębokiej (1959), ul. Łańcuckiej (1960–1969), ul. Lwowskiej (1966). Wybudowano również obiekty wielomieszkaniowe. Wiele instytucji państwowych wzniosło swe siedziby np. Powiatowy Zarząd Dróg Lokalnych (1964), Cech Rzemiosł Różnych (1964), Straż Pożarna (1962), Szkoła Podstawowa nr 1 (1964), Dworzec autobusowy (1969). W czynie społecznym wzniesiono Pomnik Walki i Męczeństwa (1969) . W latach 1947–1962 rozbudowano przeworską cukrownię, powstały budynki Spółdzielni Inwalidów Zgoda, Dziewiarskich Zakłady Przemysłu Terenowego i Zakłady Przemysłu Odzieżowego Vistula (1974). Wzniesiono budynek Prezydium Powiatowej Rady Narodowej (ob. Urząd Miasta), Szpital Rejonowy oraz Miejski Ośrodek Kultury .
W 1992 r. poświęcono nowy kościół pw. św. Józefa Sebastiana Pelczara, zlokalizowany przy ul. Jedności (Parafia Gorliczyna). Parafia Chrystusa Króla wzniosła kaplicę przy ul. Misiągiewicza (2001), obecnie trwa budowa kościoła pw. Chrystusa Króla. Pozostałe inwestycje w mieście to budowa Gimnazjum nr 1 (2002) wraz z Halą Sportową im. Tadeusza Ruta, powstanie licznych obiektów handlowo-usługowych, przebudowa dworca kolejowego oraz trwająca budowa autostrady A4 w północnej części miasta.

## Demografia
Miasto liczyło w 2010 roku 15 733 mieszkańców.
Ludność według faktycznego miejsca zamieszkania. Dane z 31 grudnia 2011 r.:
| Opis                              | Ogółem | Ogółem | Kobiety | Kobiety | Mężczyźni | Mężczyźni |
| --------------------------------- | ------ | ------ | ------- | ------- | --------- | --------- |
| Jednostka                         | osób   | %      | osób    | %       | osób      | %         |
| Populacja                         | 15 928 | 100    | 8337    | 52,34   | 7591      | 47,66     |
| Gęstość zaludnienia [mieszk./km²] | 719,75 | 719,75 | 376,73  | 376,73  | 343,02    | 343,02    |

Struktura płci i wieku mieszkańców Przeworska (2011):
Wykres liczby ludności miasta Przeworska na przestrzeni wieków 

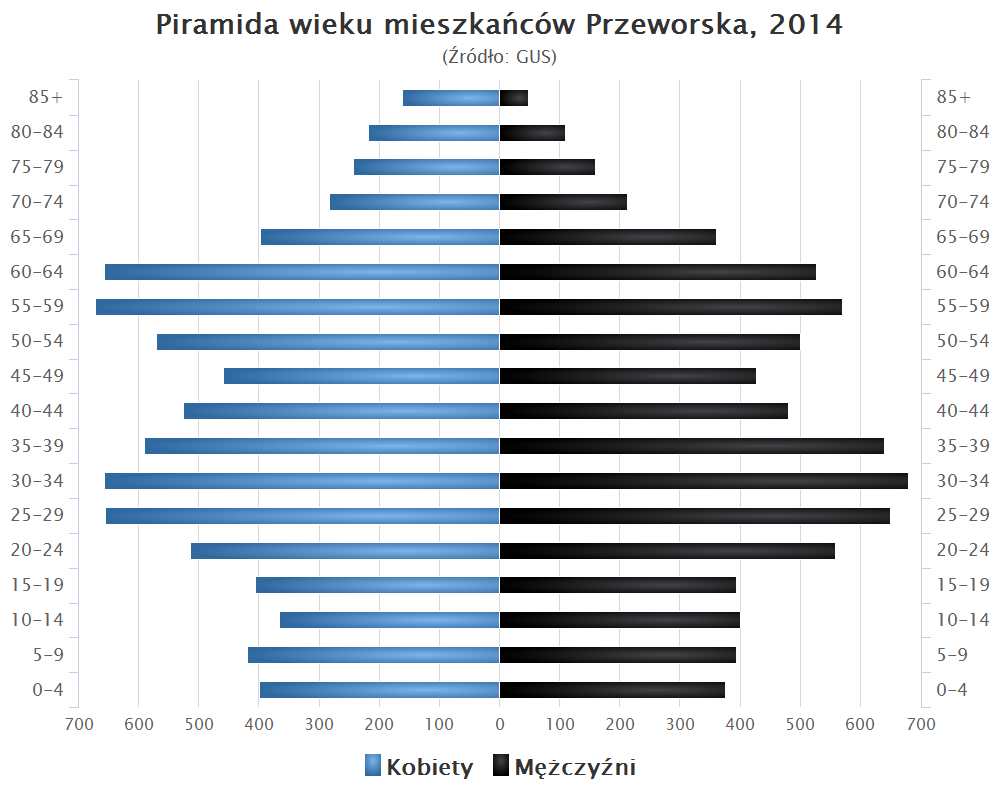
Piramida wieku mieszkańców Przeworska w 2014 roku

## Gospodarka
| Rodzaj                       | Powierzchnia | %      |
| ---------------------------- | ------------ | ------ |
| Grunty orne                  | 1467 ha      | 66,74% |
| Pastwiska                    | 8 ha         | 0,36%  |
| Łąki                         | 165 ha       | 7,5%   |
| Sady                         | 25 ha        | 1,14%  |
| Użytki rolne (Σ)             | 1665 ha      | 75,75% |
| Lasy                         | 5 ha         | 0,23%  |
| Pozostałe grunty i nieużytki | 528 ha       | 24,02% |
| Użytki i nieużytki rolne (Σ) | 2198 ha      | 100%   |

### Historia

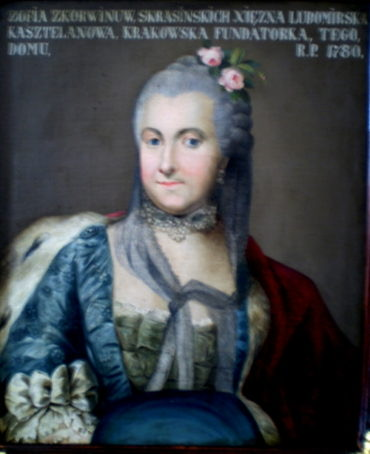
X. Zofia Lubomirska założycielka fabryki jedwabiu i wraz z mężem, Antonim, fundatorka zespołu klasztornego i kościoła M.B. Śnieżnej

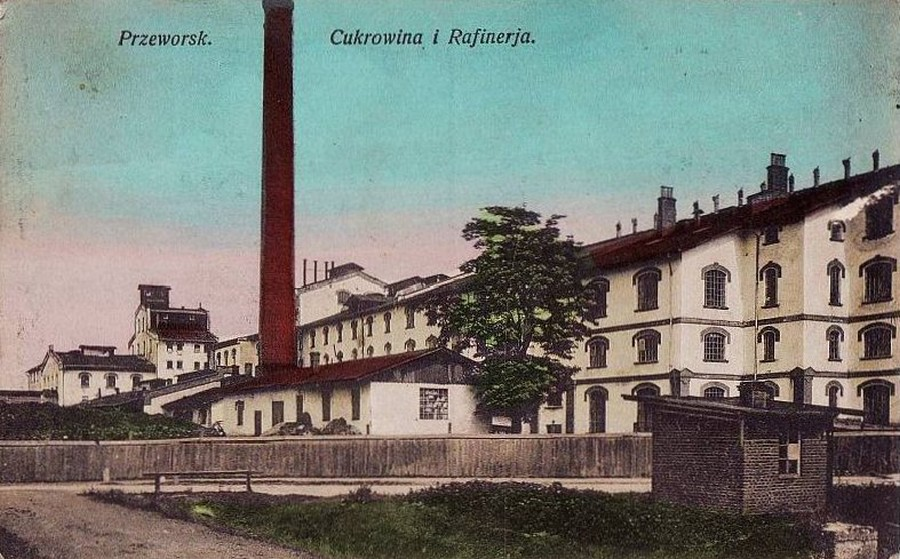
Cukrownia w Przeworsku

Od średniowiecza gospodarczą podstawę Przeworska stanowiła produkcja rzemieślnicza. W XV i XVI w. zorganizowały się w mieści organizacje cechowe. Największe znaczenie posiadali kuśnierze, szewcy, rzeźnicy, piekarze, krawcy, bednarze, kowale, sukiennicy . Jednak dominującą pozycję w mieście i okolicy osiągnęli tkacze. W okresie rozkwitu zatrudnionionych było tysiąc tkaczy pracujących w 600 warsztatach . Do najważniejszych odbiorców należały Węgry, Wołoszczyzna i Francja – miasto Lyon miało w Przeworsku stałego przedstawiciela . Do XVIII w. Przeworsk uznawany był za jeden z najważniejszych w kraju ośrodków produkcji płótna .
W 1771 r. Zofia Lubomirska założyła Fabrykę Jedwabiu produkującą znane na cały kraj jedwabne obicia i pasy kontuszowe. Do upadku ekonomicznego miasta doprowadziła rabunkowa polityka gospodarcza zaborcy. Dopiero w 1835 r. miejscowy aptekarz Franciszek Ksawery Kuhn wskrzesił tradycje przemysłu jedwabniczego .
Wzmożony progres gospodarczy nastąpił wraz z wzniesieniem w 1895 r. pierwszej w Galicji cukrowni. Na rozwój przemysłu w mieście miała wpływ budowa węzła kolejowego – powstały linie do Krakowa i Lwowa (1859), Rozwadowa (1902) i Dynowa (1904). Tereny wzdłuż dzisiejszej ulicy Lubomirskich zajęły kompleksy przemysłowe .
Znaczący wkład w przemysłowy miała Ordynacja Lubomirskich – uważana za najlepiej zarządzany majątek ziemski w ówczesnej Galicji. W jej skład wchodziły :
- Rafineria Spirytusu
- Fabryka Wódek, Likierów i Rumu
- Fabryka Serów Deserowych
- Cegielnia Parowa
- Fabryka Pustaków i Płyt Betonowych
- Olejarnia Parowa
- Młyny Walcowe i Motorowe
- Warsztaty Mechaniczne
- Stolarnia Motorowa

Po wojnie produkcję podjęła cukrownia, cegielnia, marmoladziarnia, olejarnia, fabryki wody sodowej, fabryka cukierków, mleczarnia, serownia i fabryka wódek. Z czasem Przeworsk stał się znaczącym ośrodkiem przemysłowym w regionie. Powstały liczne zakłady pracy:
- Okręgowa Spółdzielnia Mleczarska
- Spółdzielnia Inwalidów „Zgoda” (1950)
- Powiatowa Spółdzielnia Pracy Usług Wielobranżowych (1951)
- Zakład Dziewiarski – Filia „Jarlan” (1955)
- Powiatowy Ośrodek Maszynowy (1957)
- Przedsiębiorstwo Naprawy Taboru Leśnego (1966)
- Wydział Filialny Wytwórni Sprzętu Komunikacyjnego „PZL-Rzeszów” (1969)[35]
- Zakłady Przemysłu Odzieżowego „Vistula” (1974)[30]

### Obecnie
W strukturze przestrzennej przemysłu województwa miasto jest jednym z ośrodków tzw. układu przykarpackiego. Na terenie Przeworska znajduje się rejon inwestycyjny Podstrefy Nowa Dęba Tarnobrzeskiej Specjalnej Strefy Ekonomicznej.
W 2008 r. w mieście działało 1468 podmiotów gospodarczych, w tym 1405 podmiotów należących do sektora prywatnego. W 2011 r. działalność prowadziły 23 spółki handlowe z udziałem kapitału zagranicznego. W mieście w 2007 r. najwięcej prywatnych przedsiębiorstw, tzn. 455 związanych było z motoryzacją (PKD sekcja G). Druga pod względem wielkości grupa związana z opieką zdrowotną i pomocą społeczną liczyła 161 przedsiębiorstw (PKD sekcja Q). W czerwcu 2013 w Powiatowym Urzędzie Pracy było zarejestrowanych 1290 bezrobotnych mieszkańców Przeworska.
Zgodnie ze strategią rozwoju miasta głównymi pracodawcami są: RAUCH Polska Sp. z o.o. (przetwórstwo owoców), Zakłady Gumowe „Geyer & Hosaja” Sp. z o.o. (produkcja opon), B&P Engineering (wytwórca linii technologicznych do produkcji zagęszczonych soków owocowych), „Megastyl” i „Szewpol Plus” (producent okien i drzwi), „TRAX-BRW Sp.z o.o.” (przemysł meblarski), „Kruszgeo” S.A. (producent kruszywa).

## Transport
W środkowym paśmie aktywności społeczno-gospodarczej województwa miasto stanowi węzeł komunikacyjny o znaczeniu regionalnym. Krzyżują się szlaki drogowe, w mieście znajduje się również węzeł kolejowy. Najbliższy port lotniczy znajduje się w oddalonej o 40 km Jasionce pod Rzeszowem.

### Transport drogowy
Miasto przecina autostrada A4 (Jędrzychowice – Korczowa) będąca fragmentem drogi międzynarodowej E40 (Calais – Ridder) oraz droga krajowa nr 94 wzdłuż ulic: Łańcucka, Krakowska, Jagiellońska i Lwowska. Węzeł autostrady A4 zlokalizowany jest na północny zachód od granic miasta. 12 km na północ od miasta droga krajowa nr 77 krzyżuje się z drogą wojewódzką nr 835. Do 2023 roku ulice: Gorliczyńska, Tysiąclecia, Słowackiego i Węgierska leżały w ciągu drogi wojewódzkiej nr 835 (Elizówka – Grabownica Starzeńska). Wzdłuż 25 ulic przebiegają drogi powiatowe o łącznej długości 17,632 km. Drogi gminne na terenie Przeworska mają łączną długość 31,352 km, w tym 22,9 km stanowią drogi utwardzone.
W Przeworsku znajduje się dworzec autobusowy oraz 15 przystanków: „Burdasz”, „CPN”, „D.K”, „Dom Kultury”, „Gorlicz.”, „PST.”, „Skrzyżowanie”, „Szpital”, „ul. Jagiellońska MOK”, „ul. Gorliczyńska”, „ul. Gorliczyńska, PST”, „ul. Krakowska”, „ul. Studziańska”, „ul. Misiągiewicza”, „ul. Węgierska”. Miasto posiada połączenia autobusowe z Rzeszowem, Przemyślem, Krakowem, Warszawą, Katowicami, Łodzią, Poznaniem, Wrocławiem, Jelenią Górą i Zakopanem. Autobusy kursują również do okolicznych miejscowości.

### Transport kolejowy

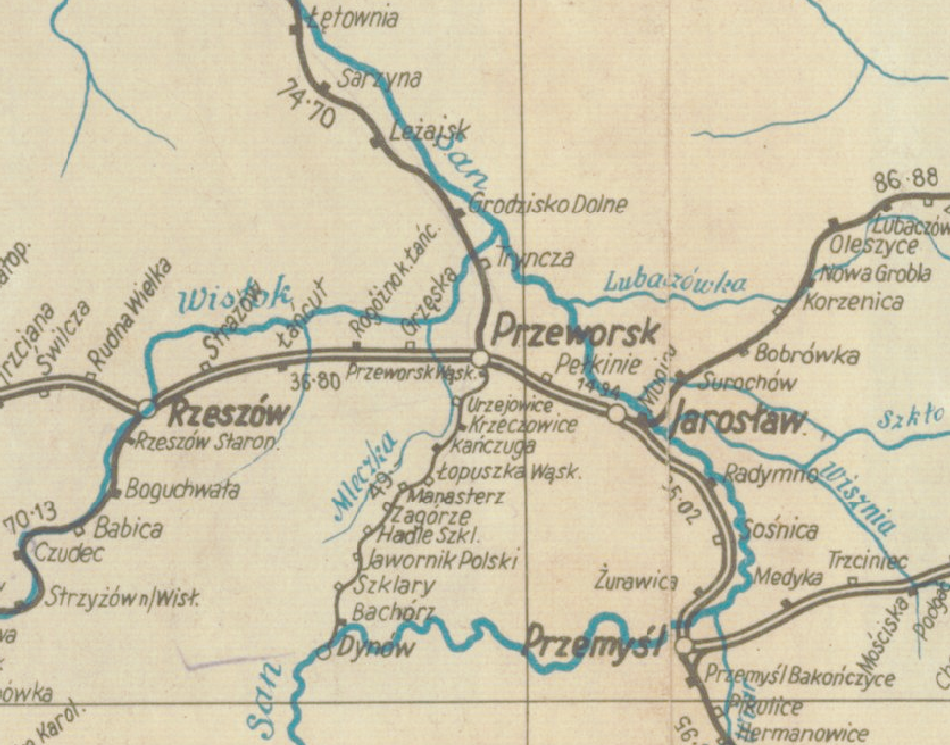
Przeworski węzeł kolejowy w 1930 r.

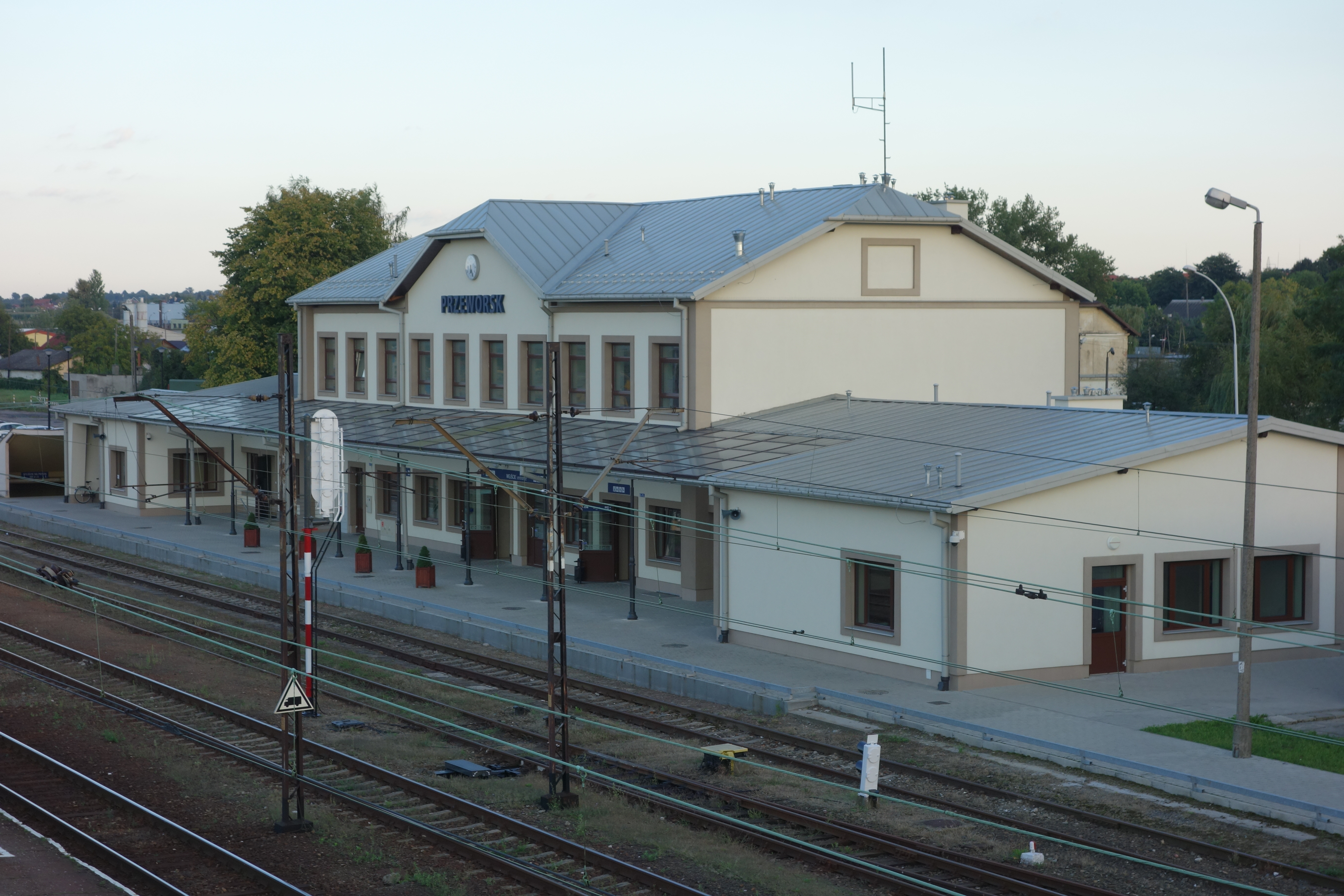
Dworzec PKP w Przeworsku

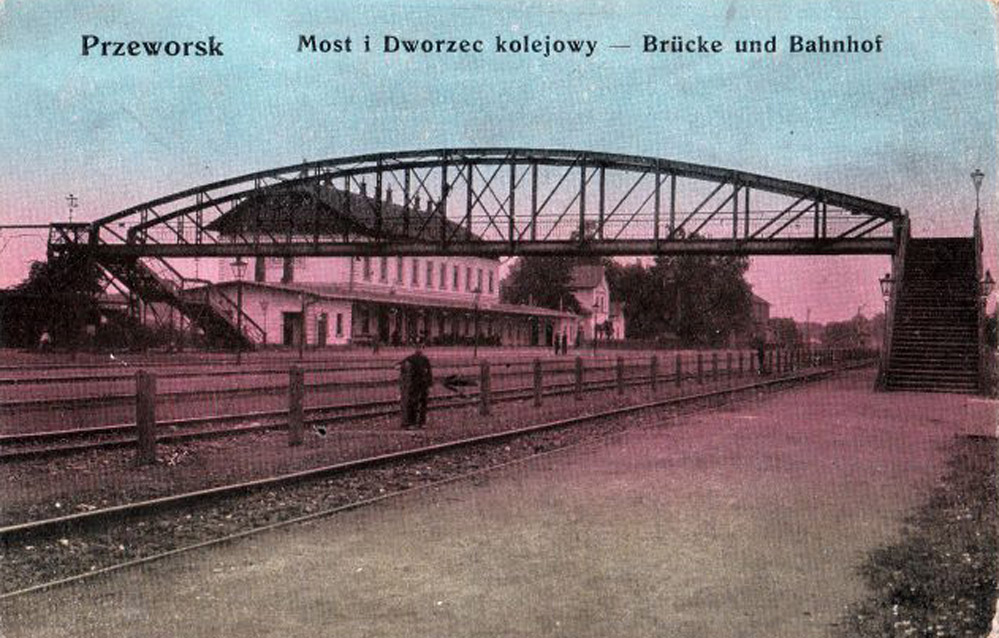
Stacja kolejowa w 1913

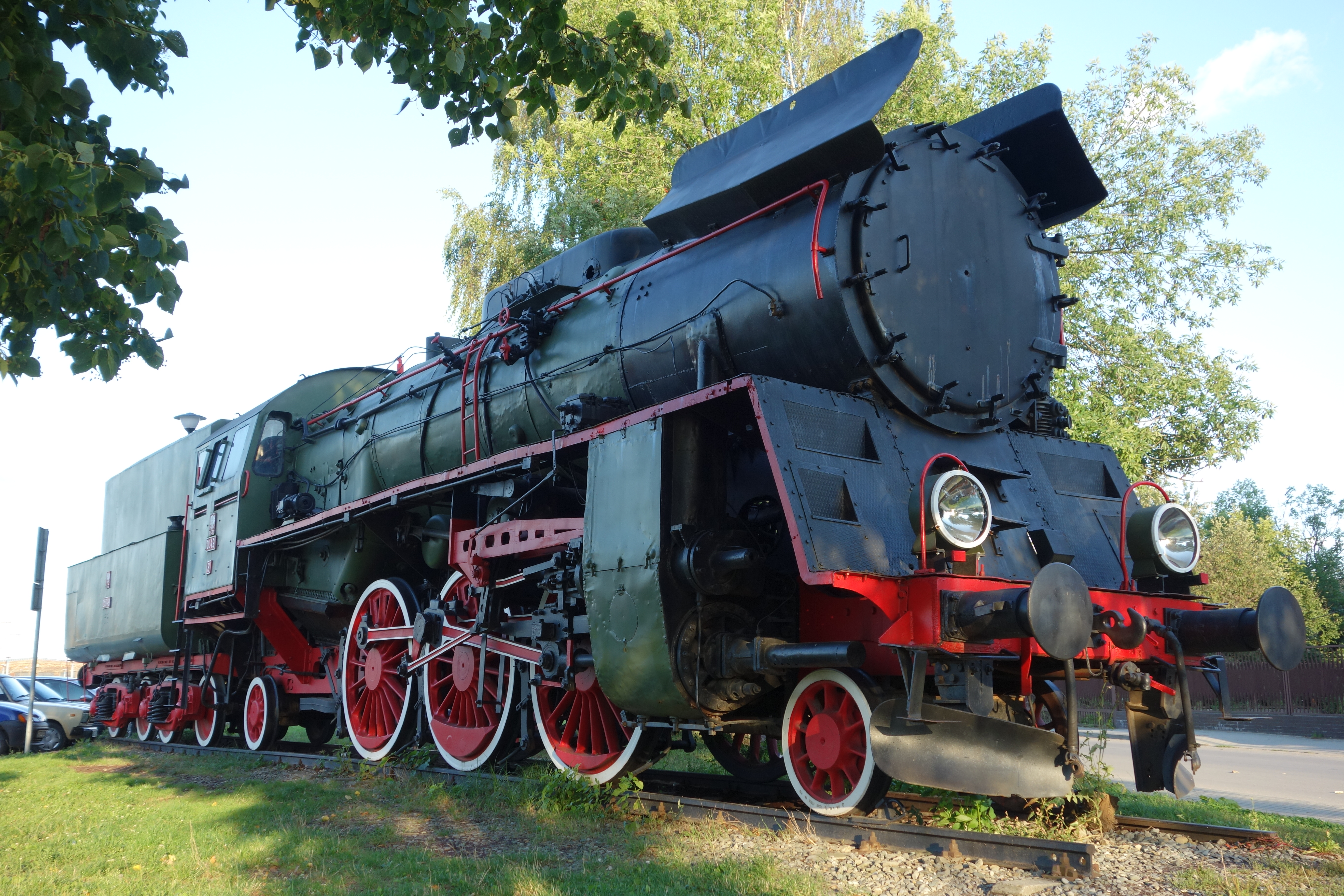
Zabytkowa lokomotywa parowa Ol49-8 w pobliżu dworca

Stacja kolejowa Przeworsk wraz z węzłem stanowi ważny punkt na kolejowej mapie Polski. Początki kolei w Przeworsku wiążą się z doprowadzeniem do miasta w 1859 r. Kolei galicyjskiej im. Karola Ludwika. W latach 1898–1902 powstała linia Przeworsk – Rozwadów. Dwa lata później wybudowano linię wąskotorową Przeworsk – Dynów. Planowane w II Rzeczypospolitej inwestycje: budowa magistrali Warszawa – Przeworsk – Budapeszt i rozbudowa kolei wąskotorowej nie zostały zrealizowane. Po wojnie, wraz z elektryfikacją linii, przeworski węzeł kolejowy nabrał istotnego znaczenia – miasto stało się centrum tranzytu towarów i surowców. W tym czasie z Przeworska kursowały pociągi do wielu ośrodków miejskich regionu i Polski .
Obecnie (2023) z Przeworska można dotrzeć bezpośrednio pociągiem do Jeleniej Góry, Katowic, Krakowa, Opola, Poznania, Przemyśla, Radomia, Rzeszowa, Stalowej Woli, Szczecina, Tarnowa, Warszawy, Wrocławia, Zielonej Góry. Istnieją również połączenia międzynarodowe do Berlina, Grazu, Pragi, Wiednia. Paradoksalnie, z Przeworska nie można dotrzeć bezpośrednio pociągiem do Lublina, chociaż wiodąca w kierunku północnym linia kolejowa nosi nazwę „Przeworsk-Lublin”.
Stacja węzłowa łączy linie kolejowe
- Linia kolejowa 91 Kraków – Przeworsk – Medyka
- Linia kolejowa 68 Lublin – Kraśnik – Stalowa Wola Rozwadów – Stalowa Wola Południe – Przeworsk
- Linia kolejowa Przeworsk – 91 Munina – 101 – Hrebenne 69 – Bełżec

Na terenie miasta leżą również
- Linia kolejowa 612 Przeworsk – Przeworsk Gorliczyna
- Linia kolejowa 988 Przeworsk R66 – Przeworsk Towarowy R112

W mieście rozpoczyna swą trasę Przeworska Kolej Dojazdowa kursująca do Dynowa. Wybudowana w latach 1902–1904 celem dostarczania surowca do przeworskiej cukrowni oraz dowozu do miasta drewna z terenu pogórza. Na 46-kilometrowej trasie znajduje się tunel – jedyny taki czynny obiekt na kolejach wąskotorowych w Polsce.

### Planowane inwestycje transportowe
W przeszłości planowano budowę obwodnicy miasta w ciągu drogi krajowej nr 4, obecnie 94, zwłaszcza że Przeworsk jest jedynym miastem na terenie województwa podkarpackiego położonym przy tej trasie, w którym przebiega ona przez ścisłe centrum. Nowa droga o długości 6,7 km miała rozpoczynać swój bieg na zachodnich rubieżach miasta, omijać Przeworsk od strony południowej, przecinając drogę powiatową do Gaci, drogę wojewódzką 835, ulicę Wiejską i drogę powiatową do Zarzecza, aby następnie połączyć się z dotychczasowym przebiegiem „krajówki” na wschodnim krańcu miasta (ul. Lwowska). Planowano budowę trzech węzłów drogowych – na początku, końcu i na skrzyżowaniu z DW 835. Mimo utrzymującego się, znacznego ruchu kołowego w centrum miasta, Przeworsk nie został ujęty w rządowym Programie Budowy Dróg Krajowych i Autostrad w 2015 roku, ani w kolejnym, Programie Budowy 100 Obwodnic na lata 2020–2030, ogłoszonym w 2021 roku. W związku z budową zachodniej obwodnicy miasta w ramach nowego przebiegu DW835, w niektórych mediach pojawiły się informacje, że obwodnica południowa nie powstanie.

## Zabytki

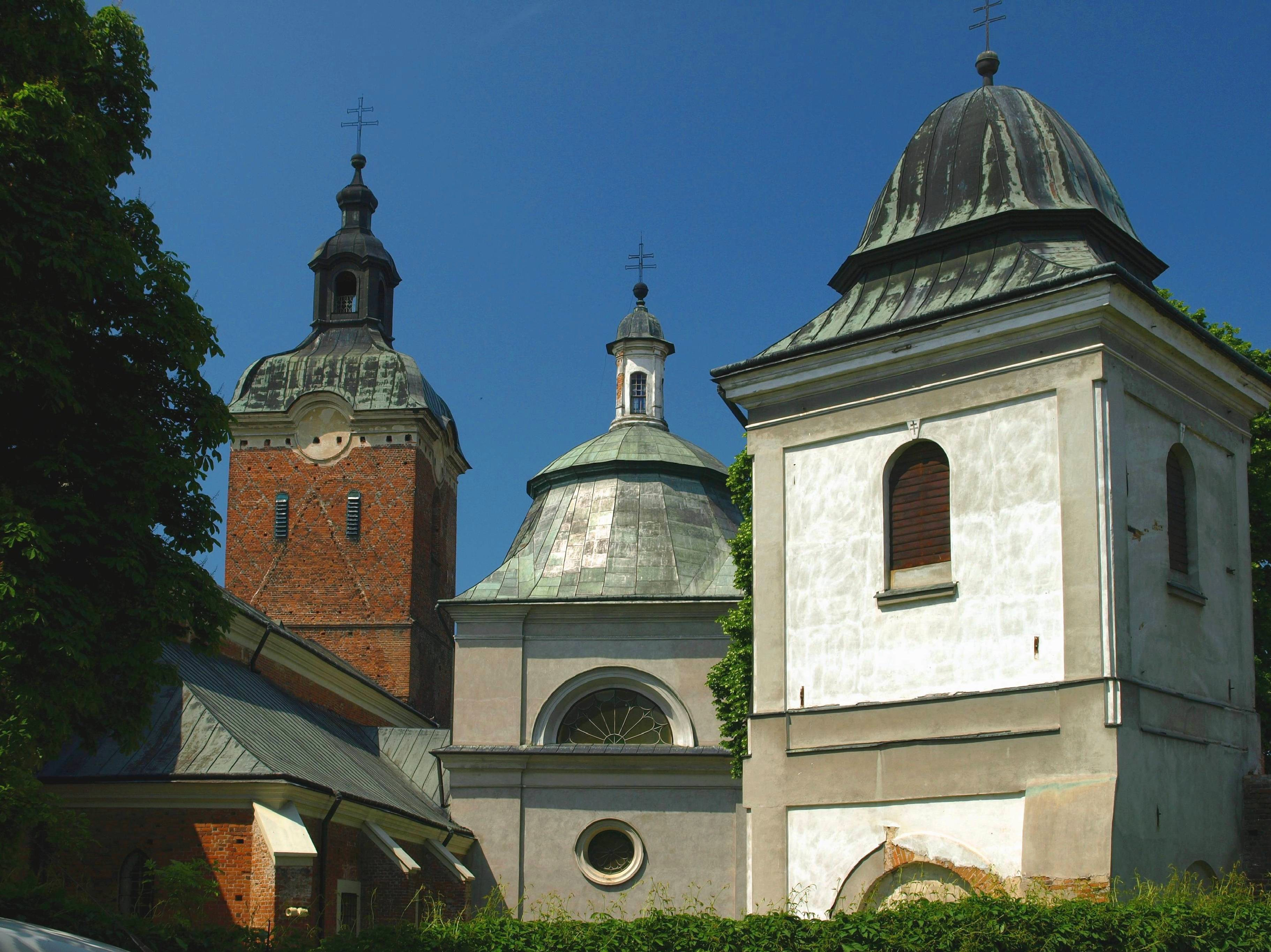
Zespół klasztorny Bożogrobców: bazylika Ducha Świętego i kaplica Grobu Bożego

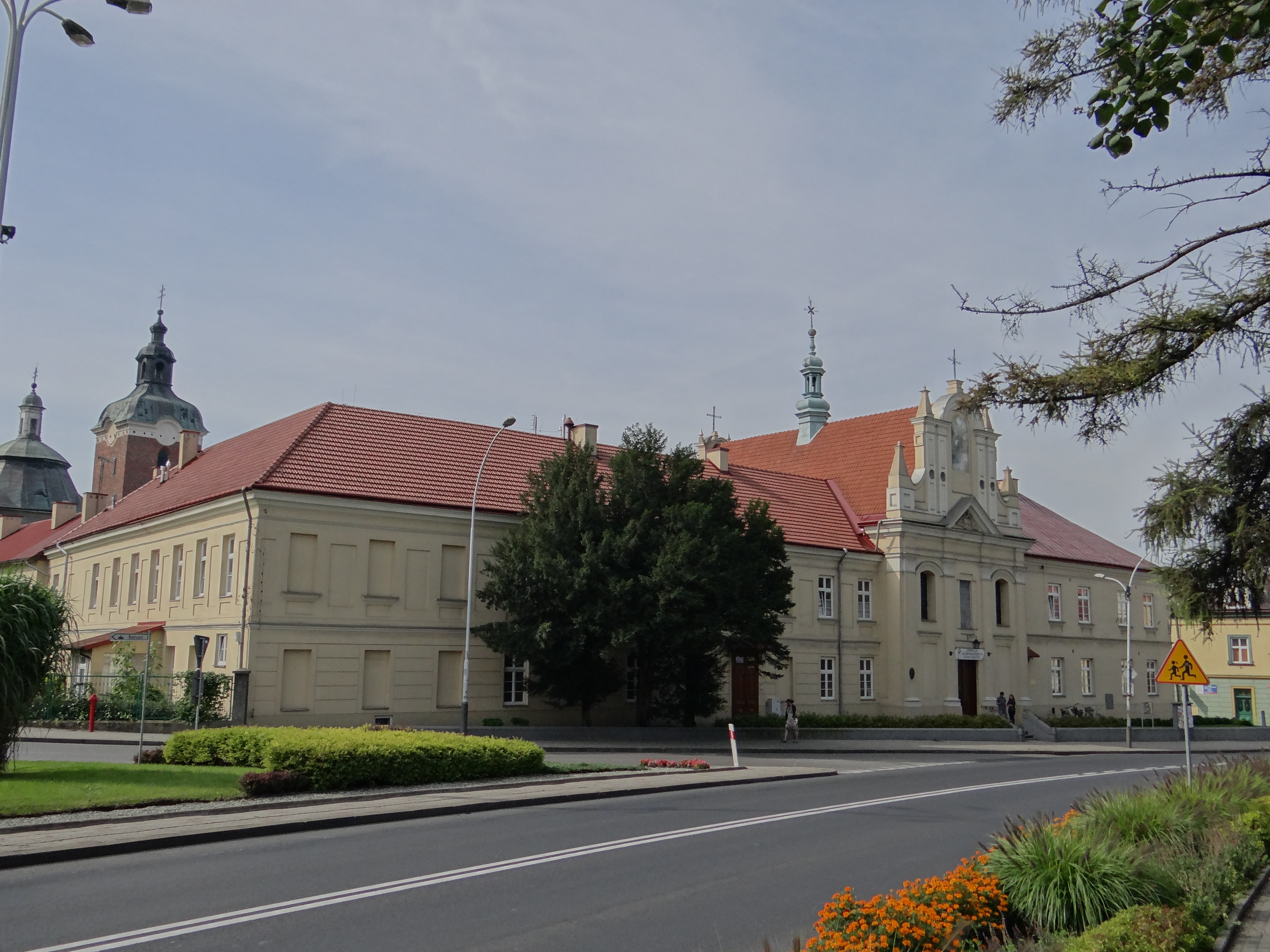
Kościół Matki Boskiej Śnieżnej w zespole klasztornym Sióstr Szarytek

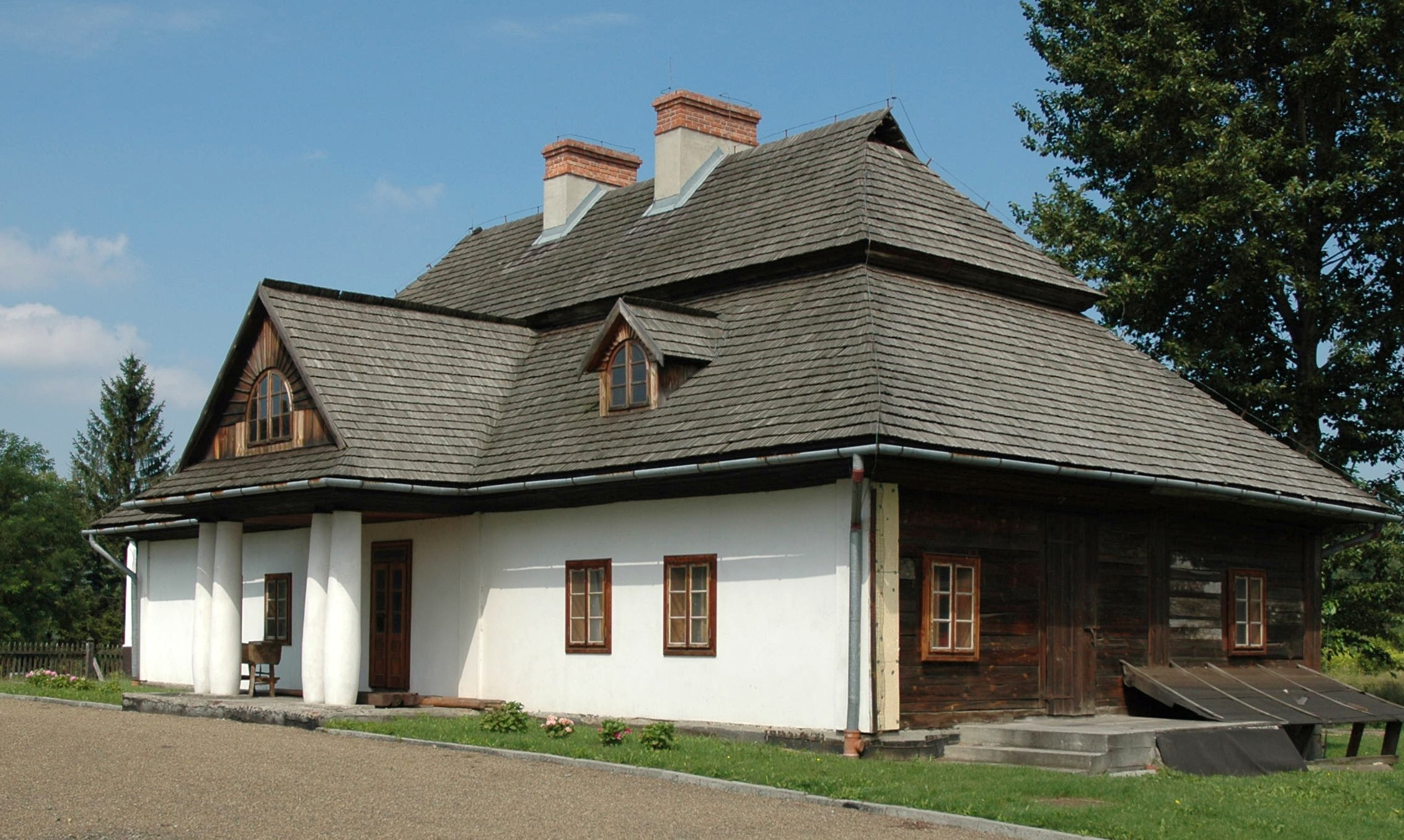
XVII-wieczny modrzewiowy dwór w skansenie „Pastewnik”

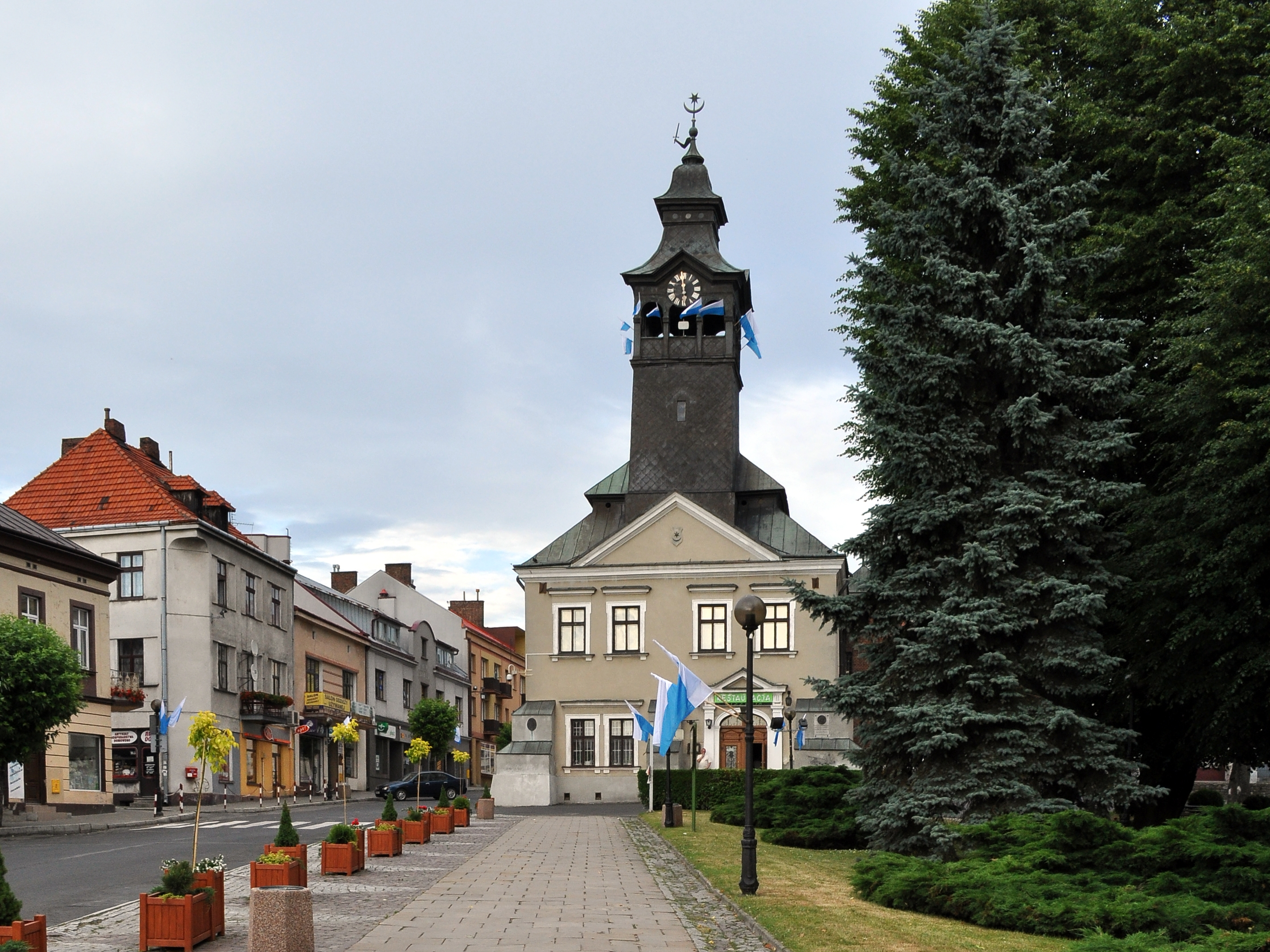
Ratusz

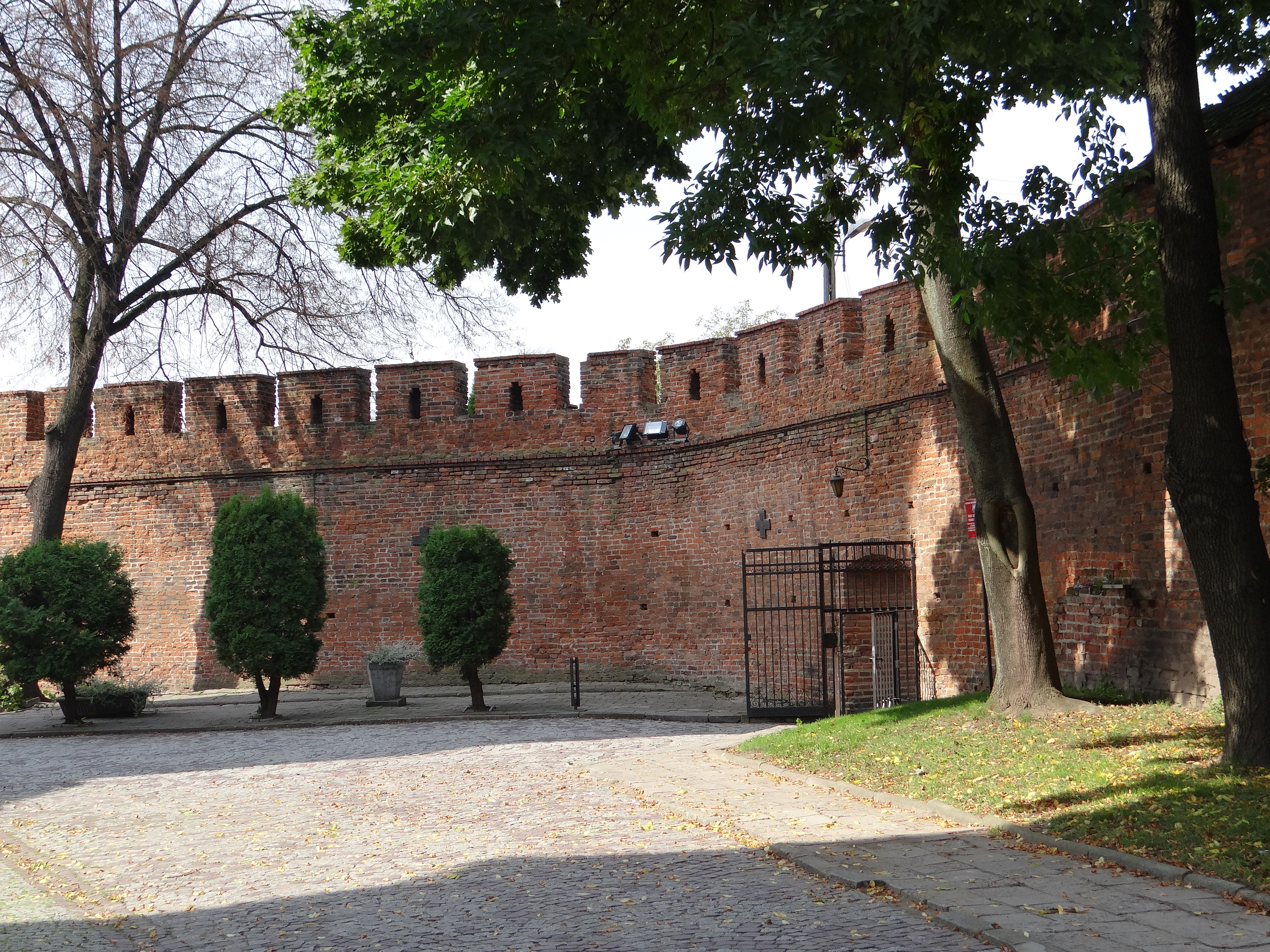
Mury obronne

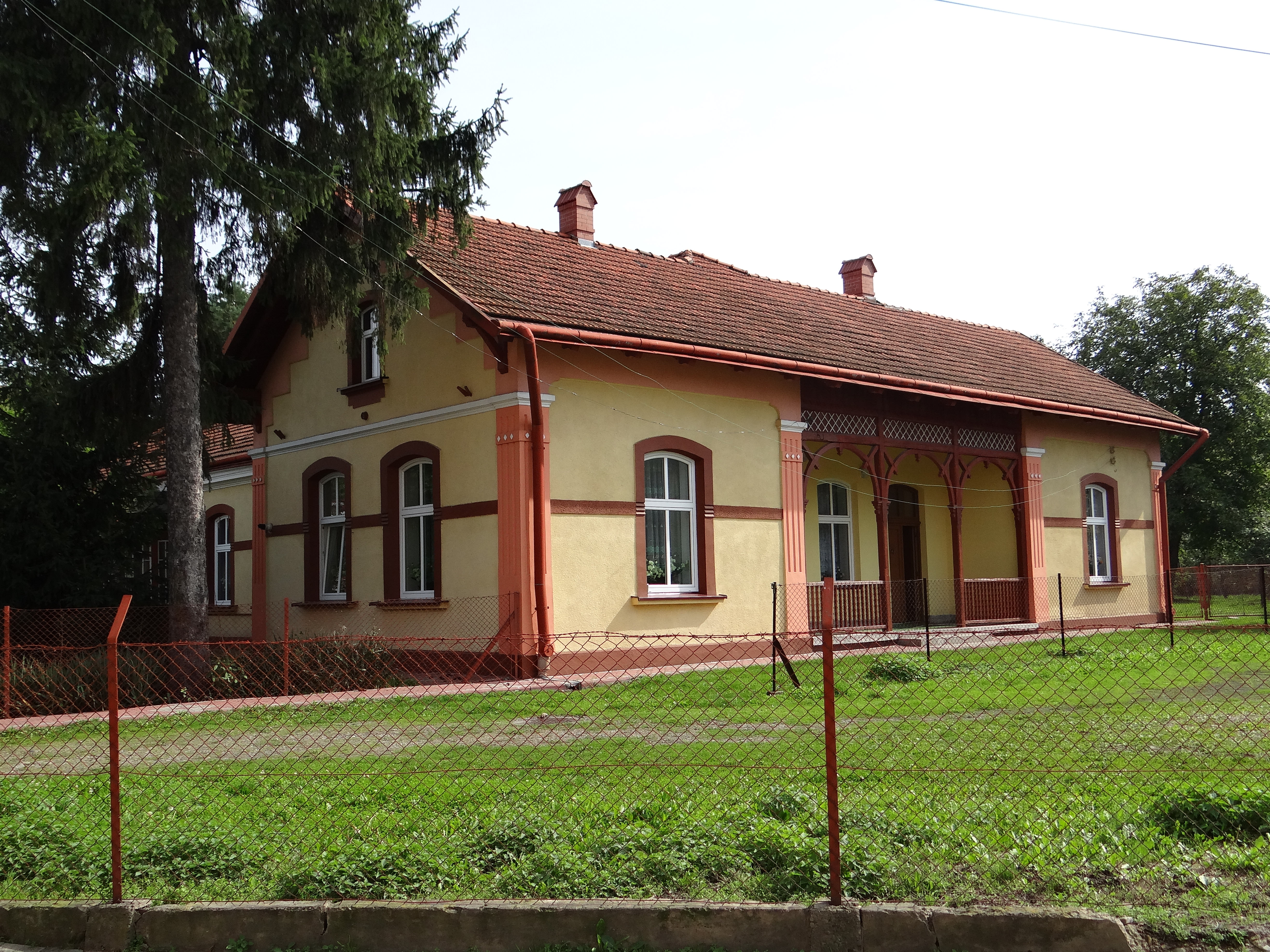
Willa Zajączkowskich z 1912 r.

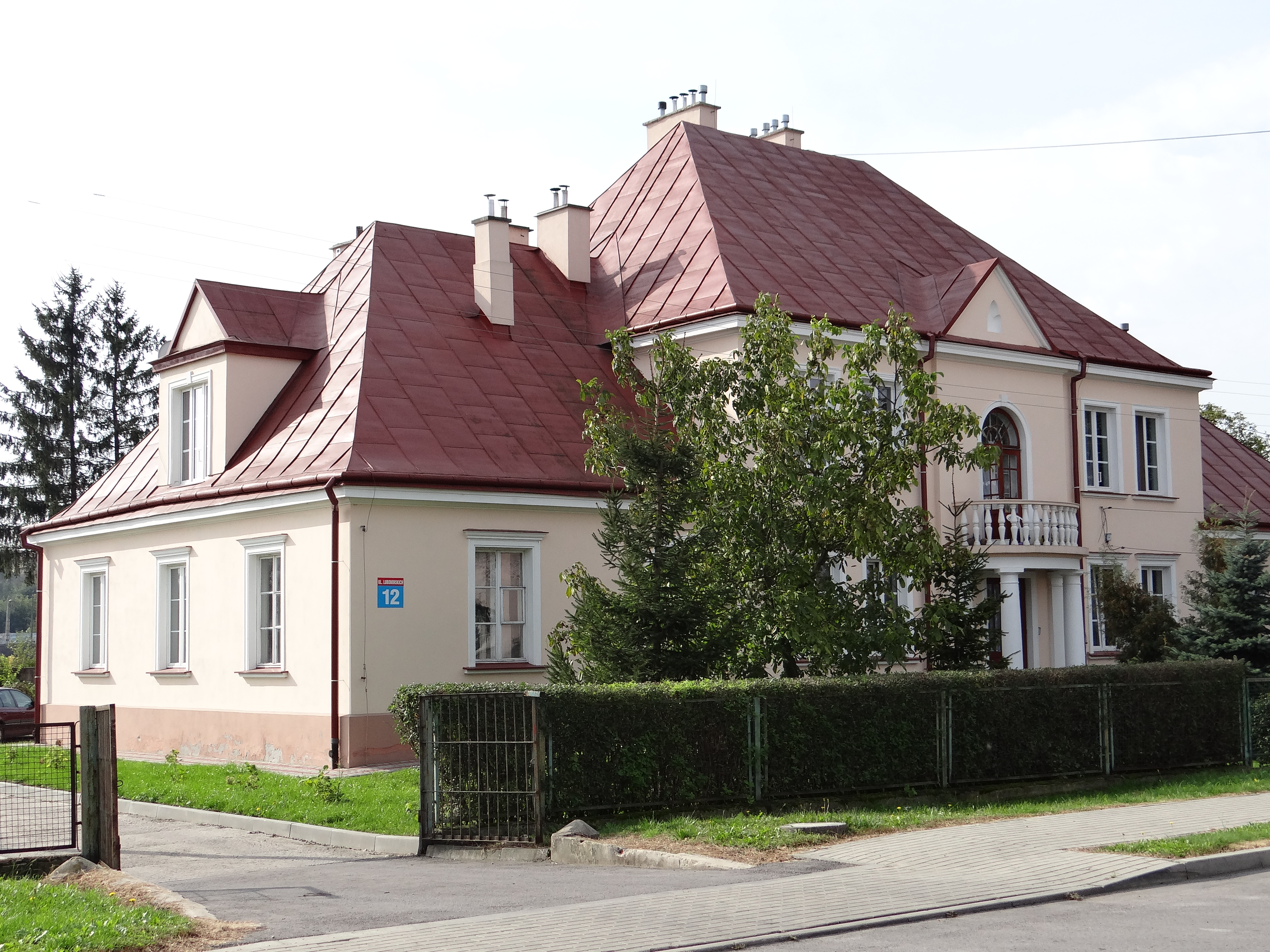
Willa przy ul. Lubomirskich 12

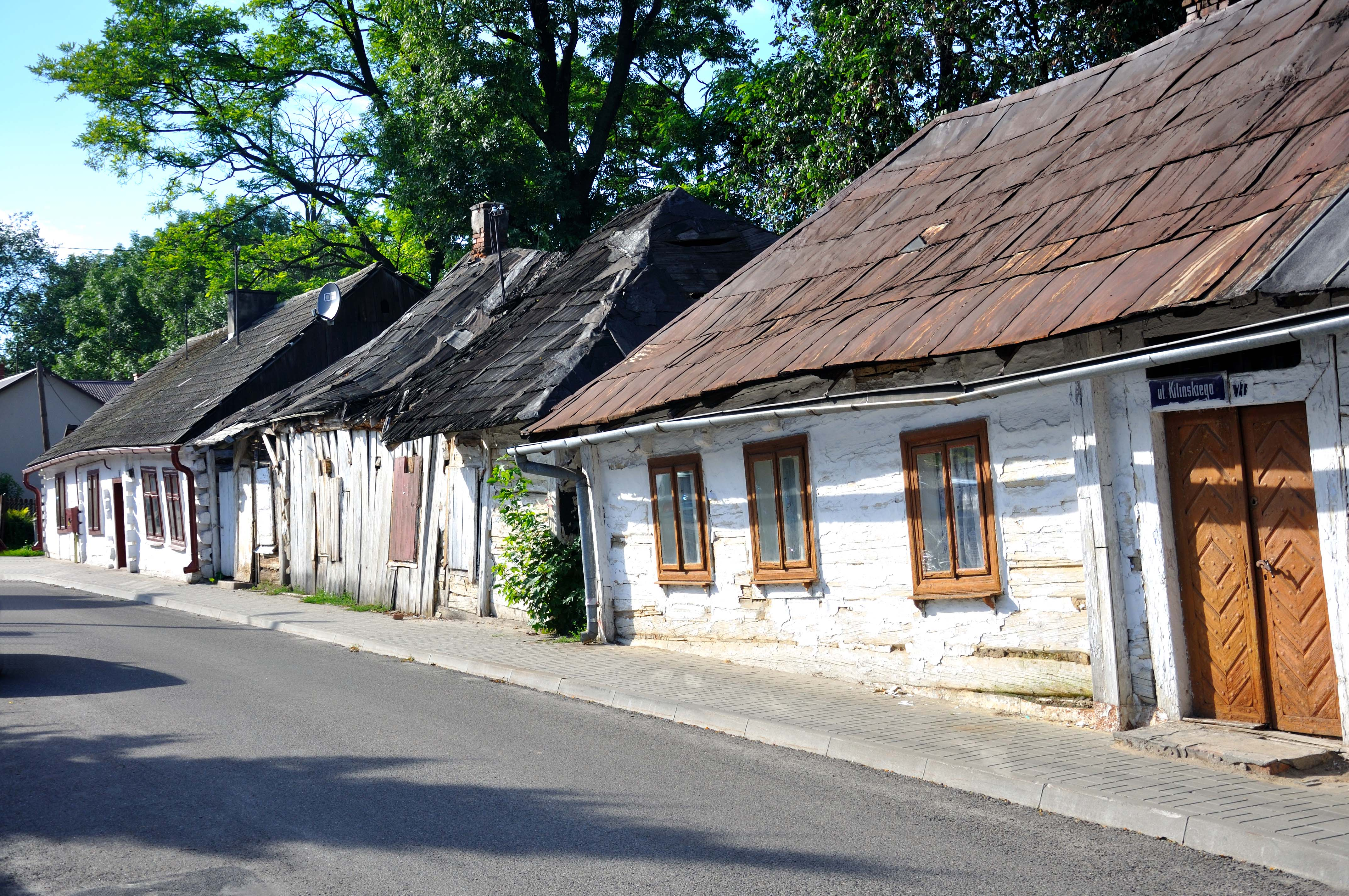
Przymurowe domy tkaczy przy ul. Kilińskiego

Zespół zabytków miasta Przeworska (XIV – XIX) figuruje w Rejestrze Zabytków (nr rej.: A-712 z 6.12.1972)

### Kościoły i obiekty sakralne
- Zespół gotyckiego obronnego klasztoru Bożogrobców:
  - Bazylika kolegiacka Ducha Świętego – jeden z najcenniejszych obiektów gotyckich w Polsce, wzniesiona w latach 1430–1473, z fundacji Rafała Tarnowskiego, w 1640 r. kościół i klasztor otoczono murami, w 1785 r. pokryto wieżę blachą miedzianą, w 1845 r. obniżono dach. Do elementów wyposażenia należą: spiżowa chrzcielnica gotycka (1400), gotyckie epitafium Rafała Tarnowskiego (1491 r., ołtarz główny w stylu baroku toskańskiego (1693), barokowa ambona (1713), barokowe stalle (1751))[8] .
  - Kaplica Bożego Grobu – wzniesiona w latach 1692–1712, znajduje się w niej wierna replika Grobu Bożego z Jerozolimy, unikat w skali kraju od 2012 r. sanktuarium Grobu Bożego[8] . W 2007 r. obiekt zajął 5. miejsce w plebiscycie gazety „Nowiny” na 7 cudów Podkarpacia[50].
  - Klasztor (obecnie plebania) – siedziba przełożonych prowincji ruskiej Zakonu Bożogrobców, ostatni męski klasztor bożogrobców w Europie (w 1846 r. w Przeworsku zmarł ostatni bożogrobiec o. Kasper Mizerski)[8] .
- Zespół gotyckiego obronnego klasztoru Bernardynów:
  - Kościół Świętej Barbary – obiekt gotycki, fundowany przez Rafała Tarnowskiego w 1461 r., przekazany bernardynom w 1465 r., w 1489 r. konsekrowany, w 1512 r. kościół otoczono murem obronnym, w 1619–1621 wzniesiono manierystyczny szczyt nad prezbiterium, w 1631 r. kościół zyskał wystrój barokowy. Elementy wnętrza to: barokowy ołtarz główny, osiem iluzjonistycznych rokokowych ołtarzy bocznych w formie fresków, ambona (1600), stalle (1646), obrazy Lekszyckiego z XVII w. Kościół jest ośrodkiem kultu Matki Bożej Pocieszenia, Świętego Antoniego i Świętego Klemensa[8] .
  - Kaplica Świętego Antoniego – wybudowana w 1757 r. jako kaplica Pana Jezusa Biczowanego, w latach 1894–1962 znajdował się w niej Cudowny Obraz Matki Bożej Pocieszenia Przeworskiej, a od 1962 r. Cudowny Obraz Świętego Antoniego autorstwa Lekszyckiego[8] .
  - Klasztor – obiekt gotycki, wzniesiony w 4. ćw. XV w., w 1664 r. założono studium teologii moralnej oraz języka łacińskiego dla młodzieży zakonnej, w latach 1822–1869 znajdował się tam dom poprawczy dla duchownych wszystkich diecezji galicyjskich, zaś w latach 1951–1969 mieścił się w nim nowicjat[8] .
- Zespół barokowego klasztoru ss. Szarytek:
  - Kościół Matki Bożej Śnieżnej – obiekt wzniesiony w latach 1768–1780 (fundacja Antoniego i Zofii Lubomirskich) na miejscu dawnego szpitala Świętego Ducha. We wnętrzu znajdują się trzy barokowe ołtarze, w głównym umieszczono Cudowny Obraz Matki Bożej Śnieżnej pochodzący z nieistniejącego kościoła pod tym wezwaniem.
  - Klasztor – pochodzi z 2. poł. XVIII w., mieścił szpital i słynną szkołę dla dziewcząt, obecnie siostry prowadzą Dom Opieki i przedszkole[8] .
  - Spichrz – z 1869 r.[8]
- Kopiec Tatarski w Przeworsku – usypany na pamiątkę odparcia przez mieszczan najazdu tatarskiego w 1624 r., znajduje się przy dawnym trakcie ruskim, na kopcu usytuowana jest XVII-wieczna kapliczka w formie murowanej kolumny[8] .

### Pałace, dwory i wille
- Zespół Pałacowo-Parkowy w Przeworsku – obiekt powstał z inicjatywy księcia Henryka Lubomirskiego na miejscu wcześniejszego zamku, prace przy pałacu prowadzili Piotr Aigner oraz Fryderyk Baumann, budowę zakończono w 1807 r.; w pałacu znajdowały się liczne dzieła sztuki (obrazy, książki, numizmaty) zagrabione przez Niemców i Rosjan. Oprócz pałacu w parku urządzonym w stylu angielskim znajdują się oranżeria, stajnie cugowe, oficyny, dom ogrodnika i koniuszego[8] .
- Dwór Habichta – obiekt wybudowany w 1922 r. dla Ernesta Habichta, pełnomocnika Ordynacji Lubomirskich, znajduje się przy ul. Skłodowskiej-Curie, na tzw. Podzamczu[14] .
- Dwór Skaliszów – obiekt położony na Błoniu Browarnym, wzniesiony w 1929 r. według projektu burmistrza Walentego Rybackiego[8] .
- Willa Zajączkowskich – obiekt z 1912 r. z charakterystyczną drewnianą werandą i loggią, ul. Krakowska[8] .
- Willa Ordynacka – ul. Niepodległości, siedziba Prokuratury[8] .
- Willa – budynek z pocz. XX w., ul. Lubomirskich 12
- Zabudowa ulicy Lubomirskich – zespół budynków willowych zamieszkiwanych przez pracowników przeworskiej cukrowni[8] .

### Obiekty użyteczności publicznej
- Ratusz – wzniesiony w pierwszej połowie XV w., przez wieki siedziba magistratu, wagi miejskiej oraz sądu wójtowsko-ławniczego, przebudowany w 1909 r. – wzniesiono wówczas obecną wieżę z loggią i nadano konstrukcji dachowej formę mansardową. Na wieży znajduje się zegar oraz symbol sądów miejskich i stosowania kary śmierci, czyli ręka z mieczem (ius gladi), a nad nim herb miasta – Leliwa[14] . Na wieży ratusza znajduje się platforma widokowa udostępniona dla zwiedzających[51]
- Zespół dworca kolei wąskotorowej Przeworsk Główny – obiekty związane z eksploatacją wąskotorowej linii kolejowej Przeworsk – Dynów[14]
- Gmach Szkoły Muzycznej (1912)[8]
- Budynek dawnej Szkoły Męskiej (1904)[14]
- Budynek dawnego Urzędu Podatkowego i Kasy Zaliczkowej (1900)[8]
- Budynek Starej Poczty i Starostwa (1905)[8]
- Gmach Towarzystwa Gimnastycznego „Sokół”[8]
- Oberża – XVII w., ul. Krakowska[14]
- Stary Cmentarz – założony w 1866 r., na jego terenie znajdują się liczne, zabytkowe nagrobki, miejsce spoczynku wielu wybitnych przeworszczan, powstańców listopadowych i styczniowych[14]
- Więzienie pańszczyźniane – XVIII-wieczny budynek użytkowany jako więzienie dla okolicznych chłopów, następnie użytkowany przez Ordynację Przeworską

### Architektura obronna
- Mury obronne – Przeworsk będąc w średniowieczu strategicznie położonym miastem posiadał od 1512 r. rozbudowywany system murów obronnych, w ich obrębie zlokalizowanych było 5 baszt i 3 bramy, zachowały się fragmenty murów przy Klasztorze oo. Bernardynów i bazylice Ducha Świętego oraz przy ulicach: Tkackiej, Kazimierzowskiej, Kilińskiego[8] .

### Kamienice i domy mieszczańskie
- Jedyny w Polsce żywy skansen – zajazd Pastewnik – łączy w sobie funkcje muzealną z gastronomiczno-hotelarską, powstał dla skutecznego ratowania drewnianego budownictwa Ziemi Przeworskiej, wśród umieszczonych tam obiektów na uwagę zasługuje m.in. XVII-wieczny dwór z Krzeczowic, Dom Maślarza oraz Kuźnia[8] .
- Drewniane domy przymurowe przy ul. Kilińskiego – zespół unikatowych domów tkaczy, których tylną ścianę stanowi mur miejski, porównywane do Złotej Uliczki w Pradze[8]
- Dom Ćwierzów – drewniany budynek z 1794 r., ul. Bernardyńska 3[8]
- Dom Fuhrmanów – drewniano-murowany budynek z 1731 r., ul. Bernardyńska 5[8]
- Kamienica miejska nr 2 – neobarokowy budynek, ul. Piłsudskiego[14]
- Kamienica Anaszkiewiczów – 1798 r., ul. Rynek 13[14]
- Kamienica Dąbrowieckiego – eklektyczny narożny budynek z 1914 r., ul. Piłsudskiego 7
- Kamienica Mirkiewiczów – k. XVIII w., ul. Rynek 3[14]
- Kamienica Pieniążków – secesyjna kamienica przeworskiego adwokata z 1928 r., obecnie mieści Muzeum Społeczne PTTK, ul. Marii Konopnickiej[14]
- Kamienica Pretoriusa – neobarokowy budynek z 1910 r., ul. Piłsudskiego 4[8]
- Apteka Pod Duchem Świętym – ul. Rynek 6[14]

### Historyczne nieistniejące obiekty
- Cukrownia w Przeworsku – fabryka wzniesiona w 1895 r. jako pierwsza w Galicji, z czasem stała się jednym z największych tego typu zakładów w kraju[8]
- Kościół Świętej Katarzyny – najstarszy przeworski kościół, wzniesiony przed 1375 r. na Małym Rynku[14]
- Kościół Matki Bożej Śnieżnej na Przedmieściu Łańcuckim – drewniana świątynia z XVI w., ul. Ogrodowa[14]
- Organistówka – eklektyczny budynek z XVIII w., ul. Kościelna
- Synagoga – barokowa bożnica z bogatym wyposażeniem, zniszczona przez hitlerowców w 1939 r.[8]
- Stary Sąd – renesansowy obiekt, zniszczony podczas okupacji, ul. Piłsudskiego[14]

## Miejsca pamięci

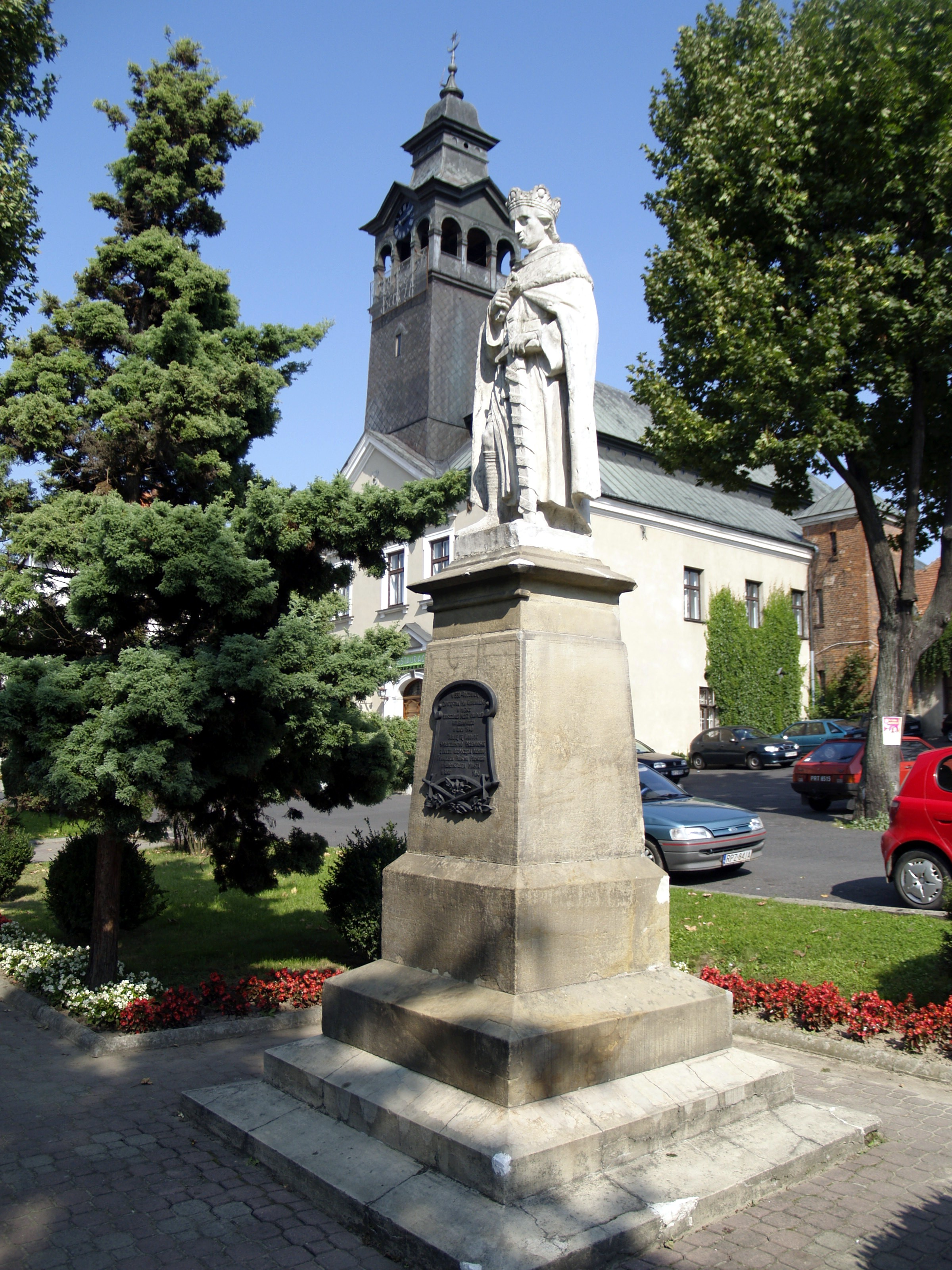
Pomnik króla Władysława Jagiełły (w tle Ratusz)

- Krzyż Powstańczy (ul. Tysiąclecia)[30]
- Pomnik Chrystusa Króla (plac bazyliki)[30]
- Pomnik Króla Władysława Jagiełły (Rynek)[52]
- Pomnik 200-lecia Konstytucji 3 Maja[52]
- Pomnik Adama Mickiewicza (pl. Mickiewicza)[52]
- Pomnik Milenijny (pl. Jana Pawła II)[52]
- Pomnik Pamięci Żydów (ul. 11 Listopada)[52]
- Pomnik Smoleński w Przeworsku (okolice ul. Wierzbowej)[30]
- Tablica gen. Jana Władysława Chmurowicza (elewacja budynku Biblioteki Miejskiej)
- Tablice Dyrektorów Gimnazjum i Liceum: Jana Ćwierza, Stanisława Zabielskiego i Kazimierza Karpa (Liceum Ogólnokształcące)
- Tablica 100-lecia chóru „Echo” (kruchta bazyliki)
- Tablica Harcerzy (elewacja budynku Biblioteki Miejskiej)[52]
- Tablica Doktora Henryka Jankowskiego (elewacja Szpitala Rejonowego)[30]
- Tablica Marii Konopnickiej (elewacja budynku PTTK)[30]
- Tablica 1000-lecia Państwa Polskiego (Park)[52]
- Tablica Józefa Piłsudskiego (elewacja Ratusza)[52]
- Tablica Księdza Jerzego Popiełuszki (kruchta bazyliki)
- Tablica Tadeusza Ruta (Hala sportowa)[52]
- Tablica króla Jana III Sobieskiego (elewacja Pałacu)[30]
- Tablica Dyrektora Lesława Ścisłowicza (Zespół Szkół Zawodowych)
- Tablica Wincentego Witosa (elewacja Urzędu Miasta)

## Turystyka

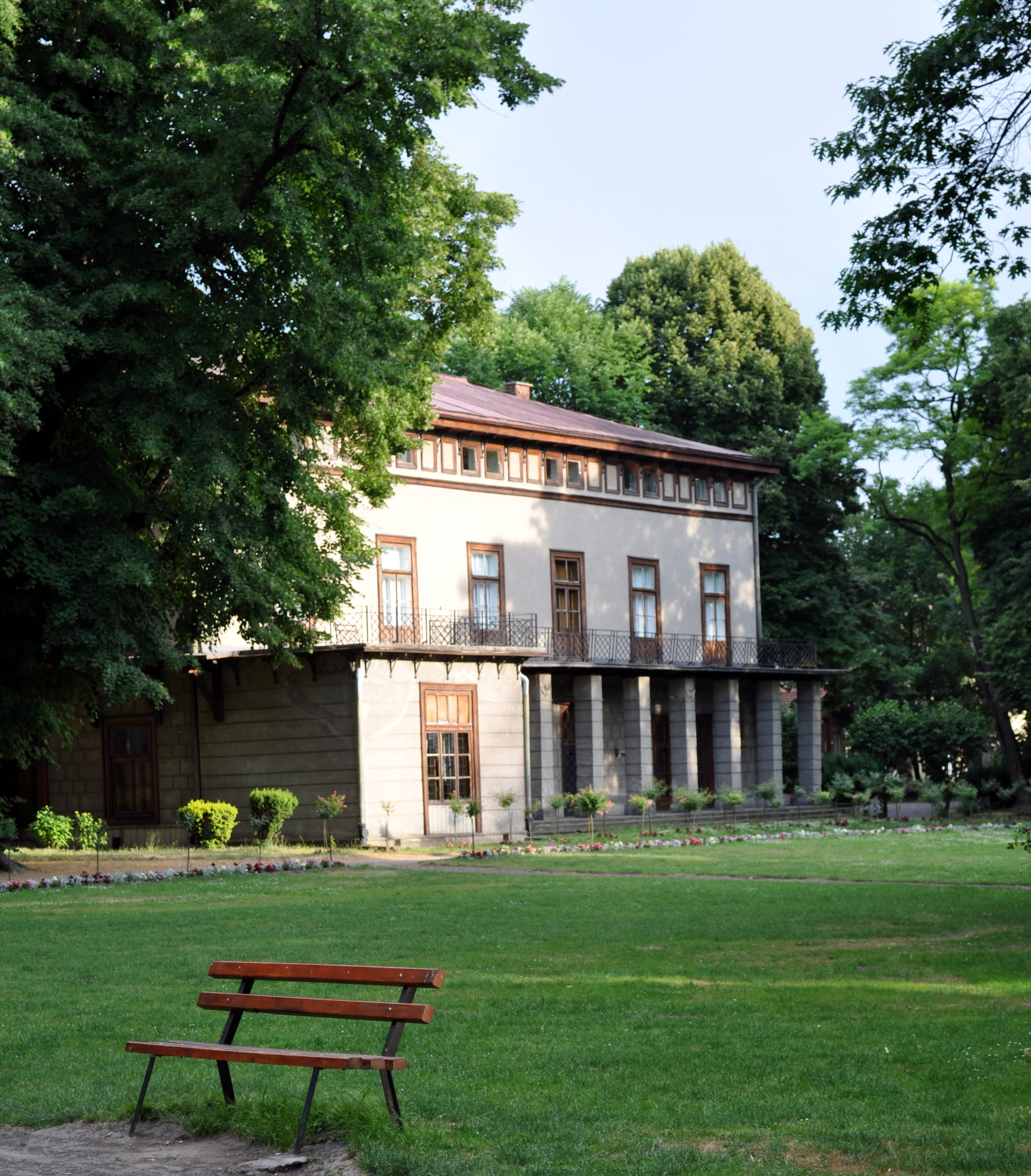
Pałac Lubomirskich – obiekt na Szlaku Gniazd Rodowych Lubomirskich

Ze względu na liczne zabytki i walory historyczne Przeworsk stanowi obiekt zainteresowania turystyki kulturowej i krajoznawczej. Ponadto miasto stanowi cel pielgrzymów przybywających do sanktuarium Grobu Bożego.
W 2013 r. udostępniono do zwiedzania platformę widokową na wieży przeworskiego ratusza.
W Przeworsku znajdują się dwa centra informacji turystycznej:
- Centrum Informacji Turystycznej „Kordegarda” w Zespole Pałacowo-Parkowym[53],
- Euroregionalne Centrum Informacji Turystycznej w Ratuszu[54].

Przez Przeworsk przebiegają:
- Via Regia – odcinek Drogi Świętego Jakuba – szlaku pielgrzymkowego do grobu św. Jakuba w Santiago de Compostela w Hiszpanii[55]
- Turystyczny Szlak Gniazd Rodowych Lubomirskich – szlak łączący miejscowości, w których istnieją po dziś dzień rezydencje lub znaczące obiekty ufundowane przez Lubomirskich[56]
- Szlak Frontu Wschodniego I wojny światowej
- Szlak Architektury Drewnianej (Trasa łącznikowa Przeworsk – Lubaczów)
- Trasa rowerowa: Przeworsk – Studzian – Nowosielce – Białoboki – Ostrów – Mikulice – Krzeczowice – Urzejowice – Przeworsk[57]

W Przeworsku znajduje się 5 turystycznych obiektów noclegowych. W 2012 r. udostępniały one 268 miejsc noclegowych. Skorzystało z nich wówczas 7774 osoby, w tym 1759 turystów zagranicznych. W obiektach hotelowych wynajęto 4840 pokoi, w tym 1522 turystom zagranicznym. Ogółem udzielono 15705 noclegów, w tym 2843 turystom zagranicznym. Turyści zagraniczni pochodzili najczęściej z Ukrainy, Niemiec, Holandii i Słowacji.

## Administracja

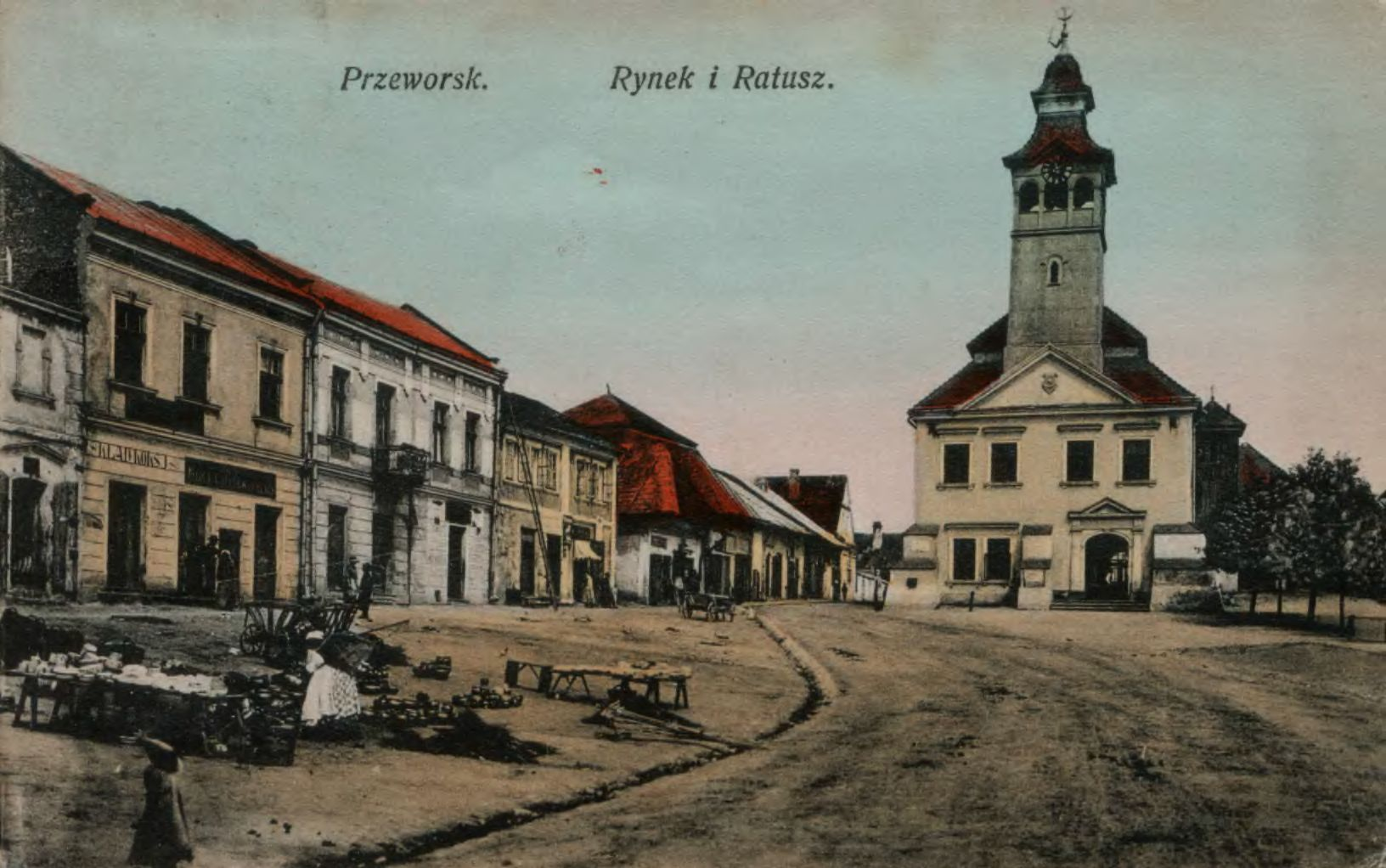
Rynek i Ratusz w 1915

Mieszkańcy Przeworska wybierają 15 radnych do rady miejskiej. Miasto jest podzielone na 15 okręgów – w każdym po 1 mandacie. Organem wykonawczym władz jest burmistrz. Od 2014 r. tę funkcję sprawuje Leszek Kisiel. Jego poprzedniczką była Maria Dubrawska-Lichtarska, wybrana w wyborach samorządowych w 2010 r. (zarazem była to pierwsza kobieta na stanowisku włodarza miasta Przeworska). Siedzibą władz jest budynek przy ul. Jagiellońskiej, w którym mieści się także większość urzędów
W Przeworsku znajdują się biura poselskie Jana Burego (PSL) i Mieczysława Golby (Solidarna Polska) oraz biuro senatorskie Andrzeja Matusiewicza (PiS).
Mieszkańcy Przeworska wybierają parlamentarzystów z okręgu wyborczego nr 22, senatora z okręgu nr 58, a posłów do Parlamentu Europejskiego z okręgu nr 9. Mieszkańcy wybierają radnych do sejmiku województwa z okręgu 4.

### Włodarze miasta
W 1862 r. decyzją władz austriackich Przeworsk przestał być miastem prywatnym. Odtąd nazwa brzmiała Królewskie Wolne Miasto Przeworsk. Wprowadzono urząd burmistrza, który do II wojny światowej sprawowało 9 osób. Dwóch kolejnych zarządców miasta zostało nadanych przez okupanta. W 1950 r. zniesiono urząd burmistrza – lista zawiera Przewodniczących Miejskiej Rady Narodowej. Po reformie administracyjnej wprowadzono urząd Naczelnika Miasta. Od 1990 r. zarządcą Przeworska jest ponownie burmistrz .
| Burmistrzowie miasta 1861–1865 – Feliks Świtalski 1865 – Andrzej Iszczak 1865–1880 – Feliks Świtalski (po raz drugi) 1880–1883 – Jan Koncowicz 1883–1886 – Marcin Lisiewicz 1887–1896 – Jan Wodecki 1898–1918 – Władysław Świtalski 1918–1921 – Kazimierz Zawilski 1921–1934 – Walenty Rybacki 1934–1939 – Marcin Głąb 1939–1940 – Bernhard Bonk 1940–1944 – Teodor Gralik 1944–1947 – Stanisław Michalik 1948–1950 – Tadeusz Romaniszyn | Przewodniczący Prezydium MRN w Przeworsku 1950–1952 – Władysław Szkoda 1952–1954 – Franciszek Wyszyński 1955–1958 – Józef Pawłowski 1958–1961 – Bolesław Czajkowski 1961–1965 – Jan Skalski 1965–1969 – Tadeusz Szozda 1969–1975 – Antoni Piela Naczelnicy miasta 1975–1982 – Antoni Piela 1982–1989 – Henryk Fil 1989–1990 – Władysław Dziedzic Burmistrzowie miasta 1990–1998 – Kazimierz Borcz 1998–2010 – Janusz Magoń 2010–2014 – Maria Dubrawska-Lichtarska 2014–nadal – Leszek Kisiel |

## Podział

### Części miasta
Zgodnie z klasyfikacją miejscowości TERYT wyróżnia się 7 części miasta Przeworska:
- Aleksandrów
- Błonie Browarne
- Błonie Rzeźnicze
- Mokra Strona
- Nowa Wieś
- Podzamcze
- Szwaby

### Osiedla
Miasto Przeworsk jest gminą, w ramach której na mocy uchwał Rady Miasta z dnia 24 maja 2023 r. utworzono 6 jednostek pomocniczych, zwanych osiedlami:
- Osiedle Nr 1[62]
- Osiedle Nr 2[63]
- Osiedle Nr 3[64]
- Osiedle Nr 4[65]
- Osiedle Nr 5[66]
- Osiedle Nr 6[67]

W Gminie Miasto Przeworsk przed wprowadzeniem zmian istniało 11 osiedli, posiadających numery od 1 do 11.

## Kultura
Miasto ma kilka instytucji kulturalnych. Miejski Ośrodek Kultury, który organizuje działalność kulturalną w mieście, a także prowadzi koła i zespoły zainteresowań. Organizuje Przeworski Przegląd Amatorskiej Sztuki Filmowej, Przeworską Jesień Artystyczną Młodych i Przegląd Plastyki Przeworskiej. Przy MOK-u działa Przeworska Kapela Podwórkowa „Beka” oraz Orkiestra Dęta. W ośrodku znajduje się również galeria. MOK stanowi siedzibę Kina „Warszawa” w Przeworsku.

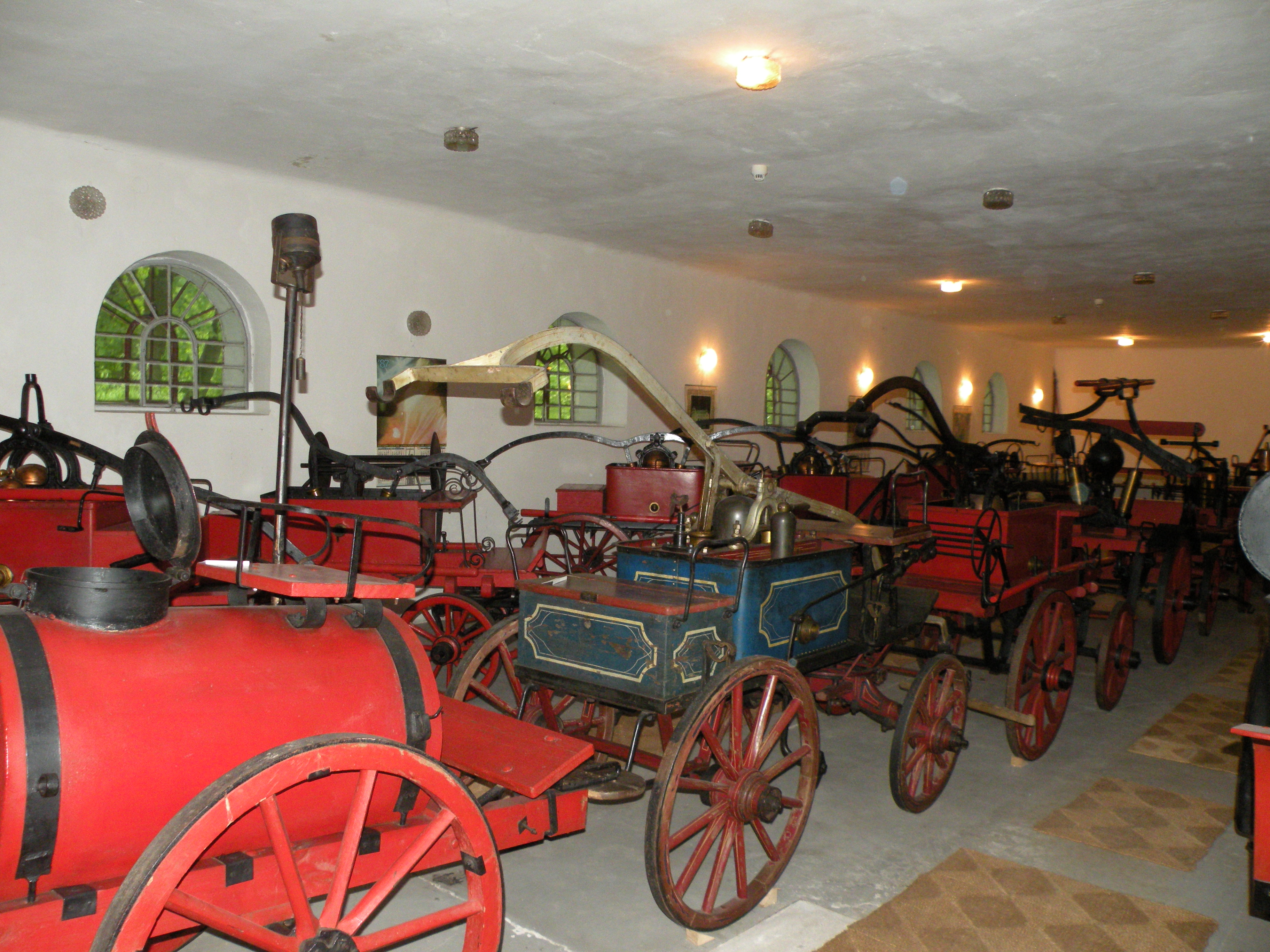
Zbiory Muzeum Pożarnictwa

W Zespole Pałacowo-Parkowym ma siedzibę Muzeum w Przeworsku. W klasycystycznym Pałacu Lubomirskich mieszczą się ekspozycje przedstawiające zbiory archeologiczne, historię miasta i regionu oraz XIX-wieczne wnętrza pałacowe. W stajniach cugowych ma siedzibę Muzeum Pożarnictwa, ukazujące historię straży pożarnych w Małopolsce od poł. XIX w. W powozowni zaś znajduje się dział powozów z ekspozycją karet, powozów i pojazdów regionalnych. W oficynie „białej” mieści się galeria „Magnez” organizująca ekspozycje czasowe.
Od 2009 r. działa w Przeworsku Muzeum Społeczne PTTK. Ekspozycja „Przeworsk: Dzieje i Ludzie” zajmuje 1. piętro Kamienicy Pieniążków przy ul. Konopnickiej. W mieście również znajduje się jedyny w Polsce żywy skansen Pastewnik. Ratując drewniane budownictwo z terenu miasta i okolicy przystosowano przeniesione obiekty do celów hotelarskich i gastronomicznych.

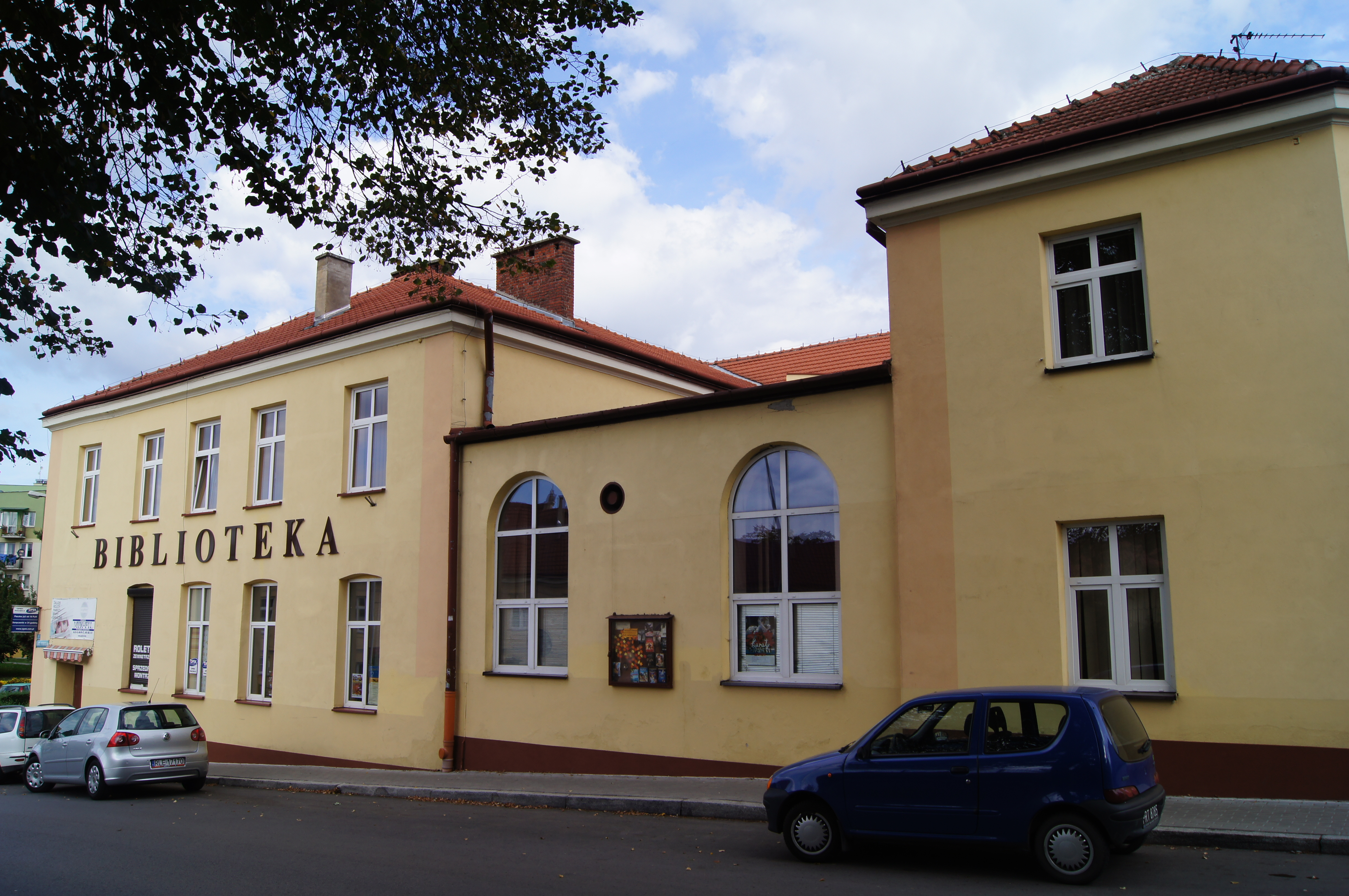
Gmach Miejskiej Biblioteki Publicznej

W mieście czynna jest również Miejska Biblioteka Publiczna im. Juliana Przybosia, której księgozbiór zawiera ok. 76 000 woluminów. W placówce znajduje się wypożyczalnia, czytelnia, dział dziecięcy i dział audiowizualny, publiczny punkt dostępu do internetu. Biblioteka udostępnia także komputerowy katalog książek na swojej stronie internetowej. Placówka należy do Systemu Bibliografii Regionalnej Województwa Podkarpackiego. Przy bibliotece od 2009 r. działa Przeworski Uniwersytet Trzeciego Wieku.
Przy ul. Jagiellońskiej mieści się filia Pedagogicznej Biblioteki Wojewódzkiej im. Józefa Gwalberta Pawlikowskiego w Przemyślu, która ma bogaty księgozbiór literatury psychologiczno-pedagogicznej, literatury naukowej z innych dziedzin wiedzy oraz literatury pięknej liczący 46 000 pozycji, a także zbiór czasopism i zbiory specjalne.
W mieście działa również Oddział Polskiego Towarzystwa Turystyczno-Krajoznawczego, Towarzystwo Miłośników Przeworska i Regionu oraz Koło Polskiego Związku Filatelistów, oraz prywatna galeria łowiecka miejscowego twórcy Jerzego Mańkuta. Przy bazylice Ducha Świętego działa Chór Męski „Echo” założony w 1898 r. Działa również Malchus, powstały w 2004 r. zespół, grający chrześcijańską muzykę metalową.
Na początku czerwca organizowane są Dni Przeworska, na których odbywają się koncerty, spektakle i inne wydarzenia sportowo-kulturalne. W mieście odbywa się również Przeworsk Blues Festiwal i Ogólnopolskie Spotkanie Kapel Podwórkowych.

## Oświata

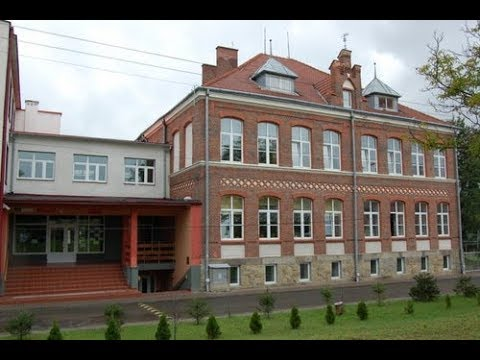
I Liceum Ogólnokształcące im. Króla Władysława Jagiełły w Przeworsku

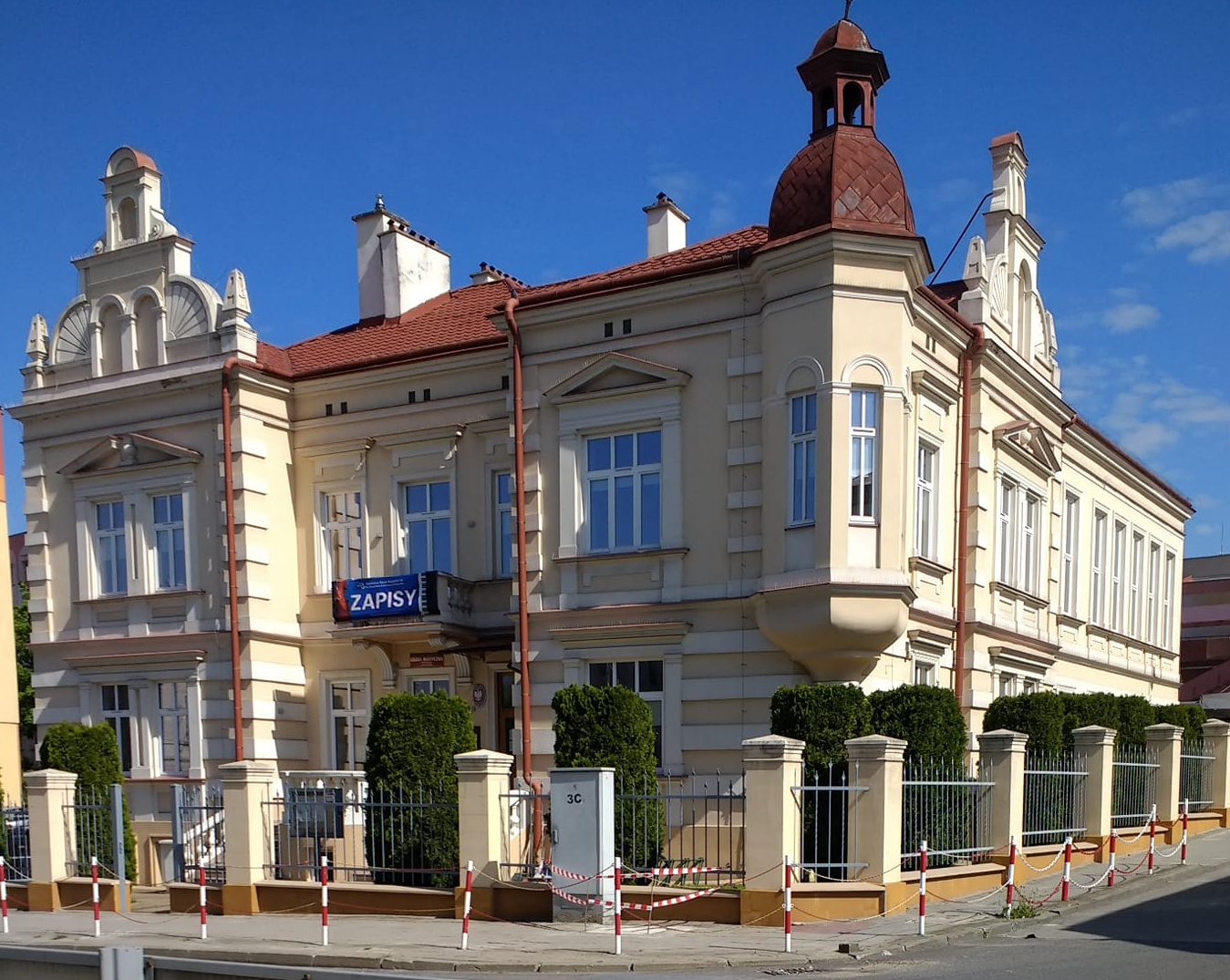
Budynek Państwowej Szkoły Muzycznej I stopnia

### Historia oświaty
Pierwsza wzmianka o szkole parafialnej w Przeworsku pochodzi z 1419 r. W latach 1400–1642 studiowało 77 przeworszczan na Uniwersytecie Jagiellońskim. Stąd pochodzili: Jakub Witeliusz – rektor uniwersytetu w latach 1643–1645 i 1646–1848, Herman z Przeworska – lekarz Władysława Jagiełły. W miejscowej szkole uczył Jan Przeworszczyk – autor słynnego kancjonału. Szkoła parafialna prowadzona przez Bożogrobców mieściła się w budynkach klasztornych i istniała w niezmienionej formie do końca XVIII w. 
Pod koniec XVII w. przy klasztorze Bernardynów powstaje studium teologiczno-filozoficzne (atrium). W XVIII w. założona została prywatna szkoła żydowska. W 1780 r. szkołę parafialną przemianowano na szkołę trywialną, podlegającą władzy austriackiej. W 1784 r. przy klasztorze Szarytek utworzono szkołę dla dziewcząt. W 1821 roku do szkoły trywialnej uczęszczało 105 uczniów. W 1866 r. podniesiono szkołę trywialną do rangi 4-klasowej tzw. Szkoły Głównej, co spowodowało wzrost liczby uczącej się młodzieży. Starania o utworzenie w mieście seminarium żeńskiego (1899) nie zostały uwieńczone sukcesem . Przydatnym źródłem archiwalnym do poznawania historii szkolnictwa w czasach Galicyjskich są Szematyzmy Galicji i Lodomerii.
W 1904 r. wzniesiono nowy budynek Miejskiej Szkoły Męskiej, zaś w 1929 r. szkoły żeńskiej. Gimnazjum i Liceum założone zostało w 1911 r.  W czasie okupacji prężnie działało tajne nauczanie obejmujące wszystkie szczeble. Po II wojnie światowej powstało Technikum Elektryczne (1963) i liczne szkoły przyzakładowe. Wzniesiono również budynek obecnej Szkoły Podstawowej nr 1. XXI wiek przyniósł utworzenie w mieście Nauczycielskiego Kolegium Języków Obcych i Wyższej Szkoły Społeczno-Gospodarczej.

### Aktualny stan
Przeworsk jest lokalnym ośrodkiem oświaty. Działają 3 szkoły podstawowe, 1 gimnazjum, 2 zespoły szkół średnich, 2 uczelnie wyższe. W 2011 r. do szkół podstawowych uczęszczało 1103 uczniów, w tym 184 absolwentów. Liczba uczniów gimnazjum wynosiła 492, spośród nich 182 absolwentów. W liceach naukę pobierało 576 uczniów, ukończyło zaś 211 osób w technikach zaś odpowiednio 561 uczących się i 122 absolwentów.
| Szkoły wyższe: - Wyższa Szkoła Społeczno-Gospodarcza - Nauczycielskie Kolegium Języków Obcych Szkoły ponadgimnazjalne: - Zespół Szkół Zawodowych im. Jana III Sobieskiego - Zespół Szkół Ogólnokształcących i Zawodowych im. Króla Władysława Jagiełły Gimnazja: - Gimnazjum nr 1 im. Kardynała Stefana Wyszyńskiego | Szkoły podstawowe: - Szkoła Podstawowa nr 1 im. Jana Pawła II - Szkoła Podstawowa nr 2 im. Hugona Kołłątaja - Szkoła Podstawowa nr 3 im. Józefa Piłsudskiego Przedszkola: - Przedszkole Miejskie nr 2 - Przedszkole Miejskie nr 3 - Przedszkole Miejskie nr 4 - Przedszkole Sióstr Miłosierdzia im. św. Wincentego a Paulo Szkoły artystyczne: - Państwowa Szkoła Muzyczna I stopnia im. Mieczysława Karłowicza |

## Media
Pierwszą regularnie ukazującą się gazetą w dziejach miasta był Goniec Przeworski ukazujący się w latach 90. XX wieku. Urząd Miasta wydaje „Wiadomości Samorządowe Przeworska”. Pismo przedstawia działalność Urzędu, przeworskich szkół i innych jednostek organizacyjnych miasta. Gazeta Powiat Przeworski wydawana przez Starostwo Powiatowe przedstawia bieżące informacje z życia powiatu i jednostek mu podległych.
Przeworsk opisywany jest również w regionalnych gazetach: Gazecie Jarosławskiej, Nowinach i Życiu Podkarpackim.
W Przeworsku ukazują się pisma dotyczące życia przeworskich parafii. Gazeta „Przy Bazylice” wydawana jest przez Parafię pw. Ducha Świętego w Przeworsku, zaś gazeta „Z Chrystusem Królem” – przez Parafię pw. Chrystusa Króla.
Na terenie miasta działają również internetowe portale informacyjne: TVPrzeworsk.com.pl i mojprzeworsk.pl informujące o wydarzeniach mających miejsce na terenie miasta, gminy i powiatu przeworskiego.

## Opieka zdrowotna

### Historia
Około 1460 r. Rafał z Tarnowa ufundował przy kościele farnym szpital Świętego Ducha, a następnie uposażył go roczną rentą. Istniał również drugi, mniejszy szpital zlokalizowany na Przedmieściu Jarosławskim. Większy szpital, przeznaczony na 20 chorych, utrzymywał się z dotacji i zapisów, prowadził własne gospodarstwo rolne. Szpital ten został z czasem zlikwidowany, wskutek konfliktu proboszcza z właścicielem. Sprowadzone przez Antoniego Lubomirskiego siostry Szarytki założyły własny szpital, w miejscu dawnego szpitala św. Ducha. W 1863 r. książę Jerzy Henryk Lubomirski założył w parku szpitalik dla rannych powstańców styczniowych, podobny lazaret powstał w mieście w związku z działaniami militarnymi podczas I wojny światowej. W lipcu 1944 r. powstał na terenie szkoły żeńskiej szpitalik Polskiego Czerwonego Krzyża. Z czasem dr Henryk Jankowski przystąpił do organizowania szpitala w opuszczonych zabudowaniach ordynackich. Powstałe oddział chirurgiczny, zewnętrzny, zakaźny, dziecięcy, położniczo-ginekologiczny zlokalizowane były w kilku budynkach na terenie całego miasta. W 1949 r. powołano do życia pogotowie ratunkowe w Przeworsku . Nowy budynek szpitala, użytkowany do chwili obecnej ukończono w 1983 r.

### W XXI wieku
Największą placówką opieki zdrowotnej w Przeworsku jest Samodzielny Publiczny Zakład Opieki Zdrowotnej im. Doktora Henryka Jankowskiego. Mieszczący się przy ul. Szpitalnej zespół szpitalny posiada 12 oddziałów: Chorób Wewnętrznych (43 łóżka), Kardiologiczny (33 łóżka), Geriatryczny (30 łóżek), Położniczo-Ginekologiczny (16 łóżek), Noworodkowy (19 łóżek), Urazowo-Ortopedyczny (25 łóżek), Urologiczny (20 łóżek), Chirurgii Ogólnej (30 łóżek), Neurologiczny i Udarowy (34 łóżka), Pediatryczny (28 łóżek), Anestezjologii i Intensywnej Terapii (5 łóżek), Izba Przyjęć. W szpitalu znajduje się również: Dział Diagnostyki Laboratoryjnej, Dział Diagnostyki Obrazowej oraz pracownie: Endoskopii (Gastrofiberoskopii i Kolonoskopii), EEG, Elektrokardiografii, ECHO, Prób Wysiłkowych. Na terenie placówki działa też Pracownia Tomografii Komputerowej i Pracownia Rezonansu Magnetycznego.
W Przeworsku znajduje się 10 aptek i punktów aptecznych, w których zatrudnionych jest 17 magistrów farmacji. W 2011 roku działało 14 niepublicznych zakładów opieki zdrowotnej (m.in. NZOZ „San-Med” oraz NZOZ „A-W-MED”) oraz 2 publiczne, które podlegały samorządowi terytorialnemu. Praktyki lekarskie w Przeworsku prowadziło 6 lekarzy.

## Religia

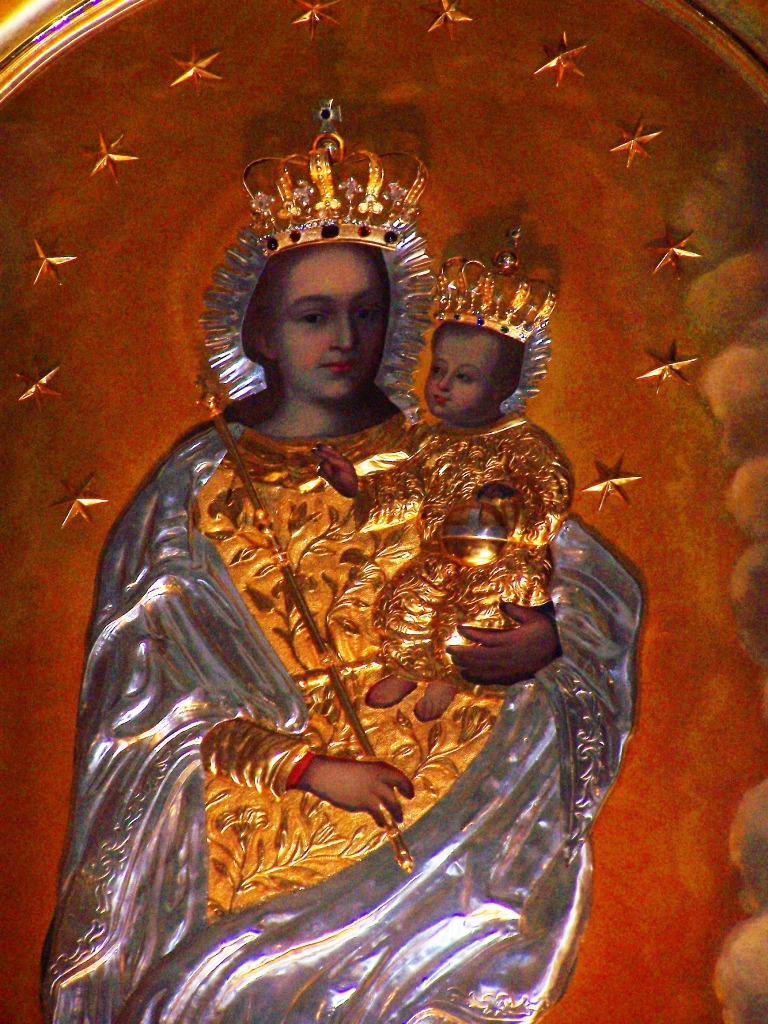
Cudowny Obraz Matki Bożej Pocieszenia w kościele oo. Bernardynów

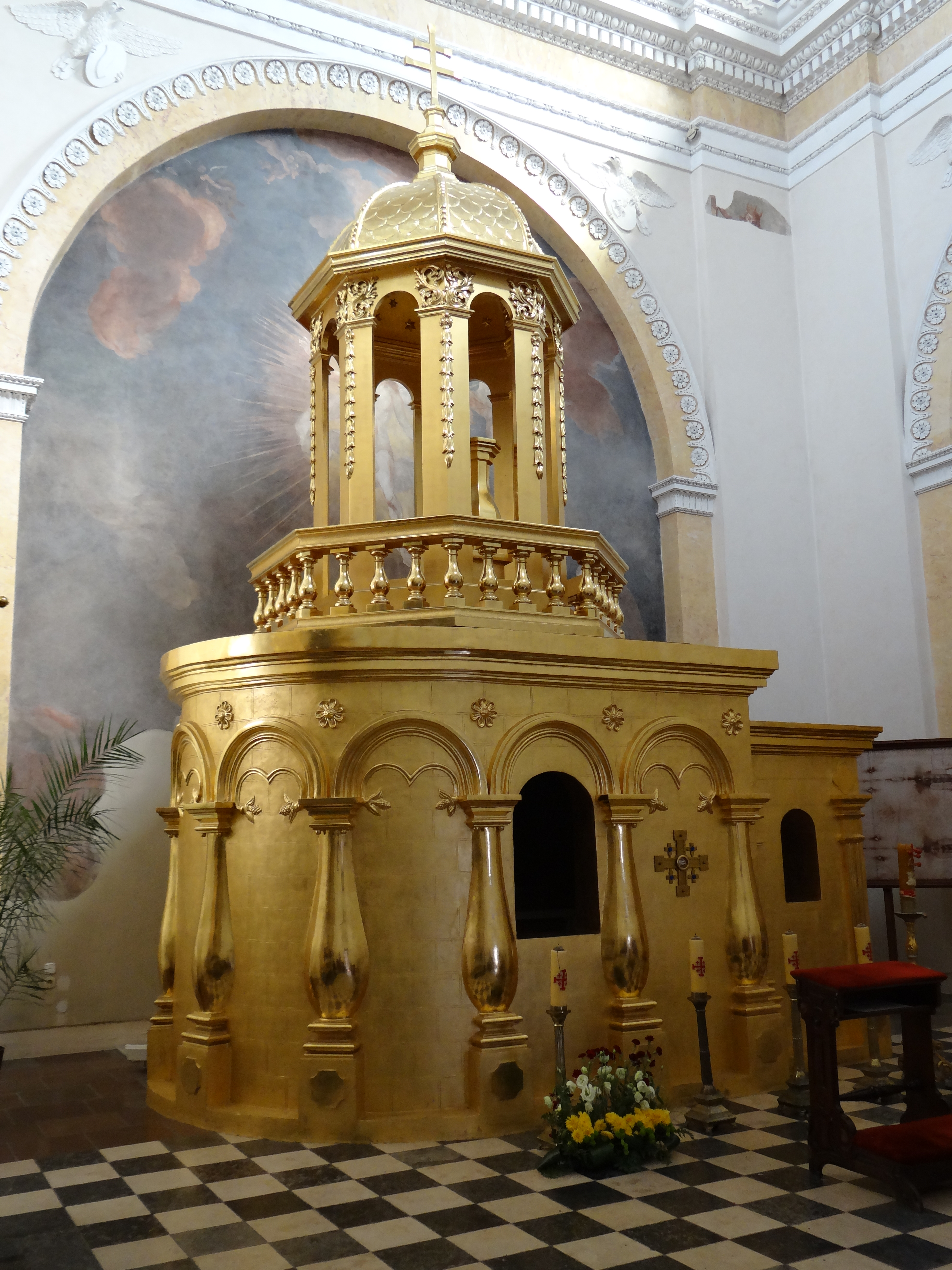
sanktuarium Grobu Bożego

### Kościół rzymskokatolicki
Działalność misyjną w okresie poprzedzającym nadanie praw miejskich prowadzili w Przeworsku biskupi lubuscy. Następnie miasto przyłączono do diecezji przemyskiej (później archidiecezji), w której znajduje się do dziś. Na terenie Przeworska funkcjonują cztery parafie rzymskokatolickie. Domy zakonne posiadają: jeden zakon męski (bernardyni) oraz dwa zgromadzenia żeńskie (szarytki i serafitki). W XIV – XIX w. w Przeworsku działał Zakonu Kanoników Regularnych Stróżów Grobu Chrystusowego w Jerozolimie (Bożogrobcy), a przez krótki okres w XVI w. również siostry bernardynki. Nie powiodły się próby sprowadzenia do miasta pijarów (w XVIII w.) oraz jezuitów (w XIX w.). W okresie przedrozbiorowym przeworszczanie pielgrzymowali licznie do sanktuarium Matki Bożej Różańcowej w Janowie Lubelskim. Była to forma dziękczynienia za uratowanie miasta od epidemii w 1711. Mieszczanie przeworscy złożyli wówczas ślub, że jeżeli miasto zostanie uratowane rokrocznie będą pielgrzymować do Matki Bożej Janowskiej. Jeszcze w 1756 piesza pielgrzymka przeworska liczyła 200 osób. Obecnie mieszkańcy miasta pielgrzymują pieszo w sposób zorganizowany na Jasną Górę jako grupa św. Rafała Kalinowskiego Przemyskiej Pieszej Pielgrzymki, jak również do Leżajska, Jodłówki i Kalwarii Pacławskiej. Bazylika Ducha Świętego stanowi sanktuarium Grobu Bożego (od 2012). W kościołach przeworskich czczonych jest szczególnie kilka wizerunków Najświętszej Maryi Panny: Matka Boża Pocieszenia Przeworska w kościele św. Barbary, Matka Boża Śnieżna w kościele pod tym samym wezwaniem, Matka Boża Pani Przeworska w bazylice Ducha Świętego. Ponadto w kościele św. Barbary kultem otaczany jest Święty Antoni (Patron Przeworska) oraz św. Klemens Męczennik, a w święto Przemienienia Pańskiego święci się koper.
W Przeworsku mają swoją siedzibę dwa rzymskokatolickie dekanaty należące do archidiecezji przemyskiej:
| - Parafia pw. Ducha Świętego - Bazylika mniejsza pw. Ducha Świętego (kolegiata) - Kościół SS. Szarytek pw. Matki Bożej Śnieżnej, - Kaplica pw. Matki Bożej Bolesnej w Szpitalu Rejonowym, - Parafia pw. Świętego Józefa Sebastiana Pelczara - Kościół pw. Świętego Józefa Sebastiana Pelczara | - Parafia pw. Chrystusa Króla - Kościół pw. Chrystusa Króla - Kaplica cmentarna na „Nowym Cmentarzu” - Parafia pw. Świętej Barbary - Kościół oo. Bernardynów pw. Świętej Barbary |

### Świadkowie Jehowy
- zbór Przeworsk, Sala Królestwa[92].

## Sport
Początki przeworskiego sportu wiążą się z powstałym w 1893 r. Towarzystwem Gimnastycznym „Sokół” w Przeworsku. Celem organizacji było m.in. podnoszenie sprawności fizycznej młodzieży i popularyzacja sportów letnich i zimowych. Od 1920 r. organizowano piesze wycieczki w okolice Przeworska, istniała sekcja gimnastyczna, trenowano również szermierkę, strzelectwo i łyżwiarstwo, a przeworscy sokolnicy brali udział w zawodach Towarzystw Sokolich.
Podczas I wojny światowej sport w mieście zaczęła propagować młodzież przebywająca w armii austriackiej. Rozgrywano mecze piłki nożnej, uprawiano lekkoatletykę, zapasy i boks. W 1922 r. powstało Akademicko-Studenckie Koło Sportowe „Lot” w Przeworsku. W 1945 r. pracownicy przeworskiej cukrowni założyli Klub Sportowy „Cukrownia”. W tym też roku z inicjatywy repatriantów ze Lwowa powstał Kolejowy Klub Sportowy „Czarni”. W 1947 r. przy Powiatowym Urzędzie Bezpieczeństwa założono Klub Sportowy „Gwardia”, w 1950 r. przemianowany na KS „Walter” istniał do 1953 r. Działalność wszystkich tych klubów obejmowała wiele dyscyplin, skupiając się przede wszystkim na piłce możnej. Równocześnie powstawały w mieście liczne Ludowe Zespoły Sportowe. 19 lipca 1947 r. miało miejsce poświęcenie stadionu sportowego na Podzamczu. Od 1960 r. dawny KS „Cukrownia” nosi nazwę „Orzeł” Przeworsk.
Od 1987 r. przy Zakładzie Przemysłu Odzieżowego „Vistula” istniała drużyna piłki nożnej kobiet, biorąca udział w rozgrywkach II ligi.
Obecnie działalność sportową w Przeworsku koordynuje Miejski Ośrodek Sportu i Rekreacji. W ramach MKS Orzeł funkcjonują 3 sekcje, w tym najliczniejsza – piłki nożnej. Od 2012 r. klub występuje w III lidze (lubelsko-podkarpackiej). Z klubem związana jest Szkółka Piłkarska „Orzełek” Przeworsk. W II lidze mężczyzn występuje Stowarzyszenie Piłki Ręcznej „Orzeł” Przeworsk. W koszykówce miasto reprezentuje klub MOSiR Przeworsk. W mieście odbywają się rozgrywki Przeworskiej Ligi Halowej Maaw Sport. Liczne sukcesy odnoszą zawodnicy Przeworskiego Klubu Karate Kyokushinkai. W mieście działa Klub Szachowy „Gambit” Przeworsk. W ramach Akademii Szachów prowadzone są zajęcia Szkółki Szachowej. W mieście działają też Uczniowskie Kluby Sportowe zlokalizowane w szkołach.
W Przeworsku znajduje się kilka obiektów sportowo-rekreacyjnych: stadion sportowy (ul. Budowlanych), boisko ze sztuczną murawą (ul. Piłsudskiego), hala sportowa im. Tadeusza Ruta i boisko tartanowe (ul. Misiągiewicza), basen miejski (ul. Krakowska) oraz kryta pływalnia (ul. Konopnickiej). 7 czerwca 2013 r. otwarto przy ul. Misiągiewicza kompleks obiektów sportowych Orlik.

## Współpraca międzynarodowa
Miasta i gminy partnerskie
- Beregowo[100]
- Humenné[101]
- Mielnik[102]
- Moravsky Krumlov[103]

## Odniesienia w kulturze
- W Potopie Henryka Sienkiewicza trzykrotnie wymieniona jest nazwa miasta Przeworska w kontekście postoju oddziałów Stefana Czarnieckiego oraz potyczki ze Szwedami[104].
- Główny bohater filmu „Miasto z morza” Krzysztof Grabień pochodzi spod Przeworska. Również w książce Stanisławy Fleszarowej-Muskat „Tak trzymać”, na podstawie której powstał film, wspomniane jest kilkukrotnie miasto Przeworsk[105].
- Część akcji powieści Janusza Majewskiego „Mała matura” toczy się w Przeworsku. Główny bohater Ludwik Taschke ucieka ze Lwowa do Przeworska, gdzie jego ojciec zostaje zatrudniony na poczcie, a on sam uczęszcza do przeworskiego gimnazjum.
- Strajki chłopskie w okolicach Przeworska opisane zostały w książce Marii Jarochowskiej „Buraczane liście”.
- Mieszczaństwo i ziemiaństwo Przeworska i okolic przedstawił w swej powieści „Łodzie bez steru” Jerzy Turnau.
- W programie satyrycznym pt. „Szopka w kasynie” (2009) jest śpiewana piosenka, w której pojawiają się słowa Od Szczecina do Przeworska zimna wojna polsko-polska[106].

## Osoby zasłużone dla Przeworska

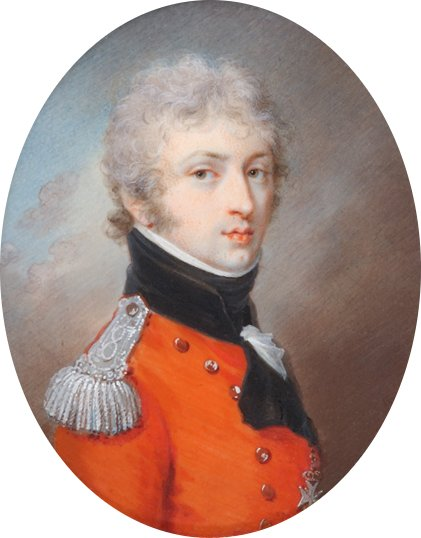
Henryk Lubomirski

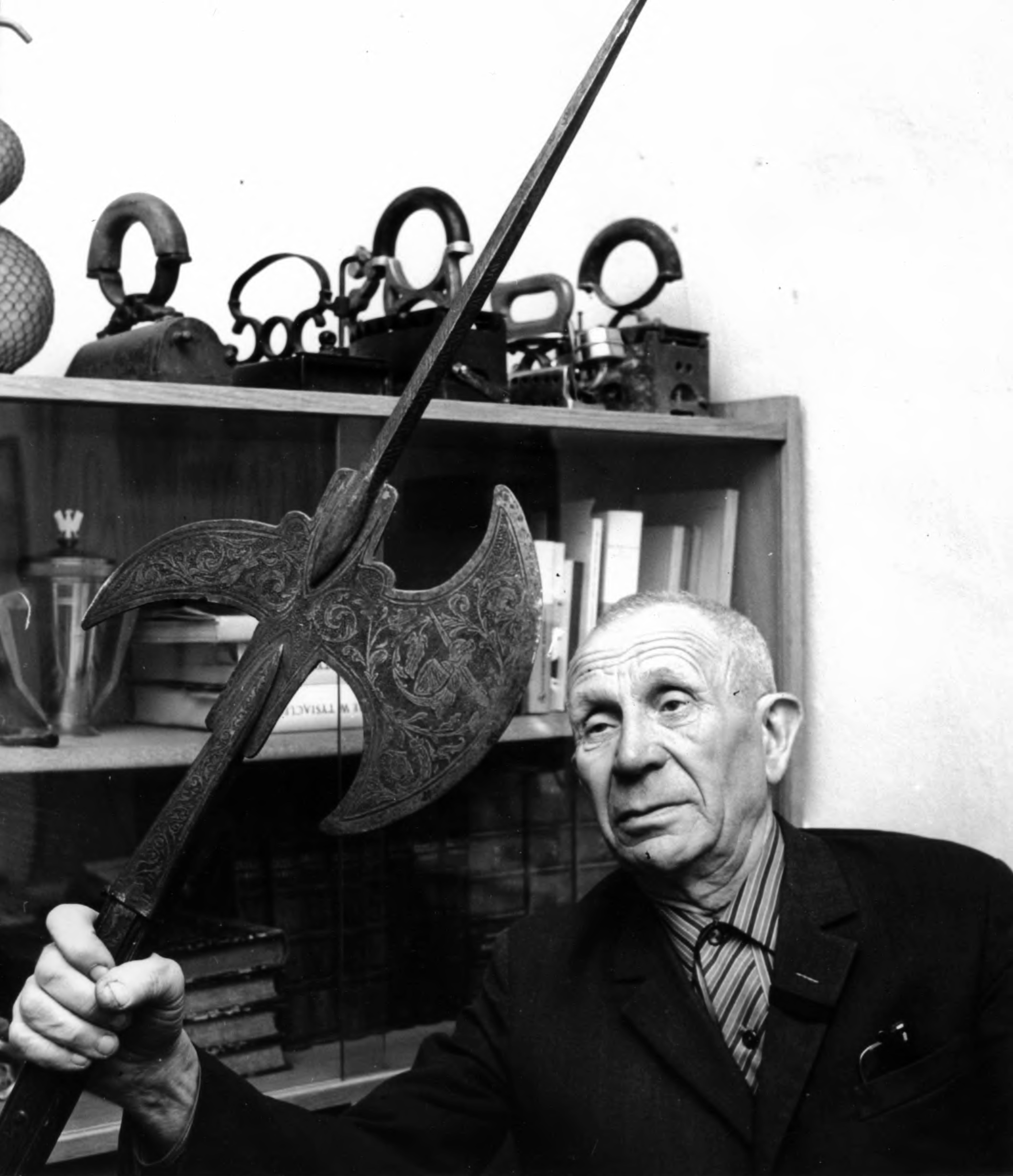
Józef Benbenek

Biogramy osób, które mieszkały w Przeworsku i jednocześnie działały na rzecz miasta, bądź w swojej twórczości w wyraźny sposób poruszały tematy związane z Przeworskiem.

### Ordynaci przeworscy
- Henryk Lubomirski, założyciel Ordynacji Przeworskiem, pierwszy ordynat
- Jerzy Henryk Lubomirski, drugi ordynat przeworski
- Andrzej Lubomirski, trzeci ordynat przeworski, poseł, działacz społeczny

### Związani z miastem
- Adam Ablewicz – ksiądz proboszcz parafii pw. Ducha Świętego w Przeworsku (1964–1989)
- Piotr Aigner – architekt pałacu Lubomirskich
- Jan Kanty Bartnik – polski duchowny katolicki, bernardyn, gwardian klasztoru bernardynów w Przeworsku
- Fryderyk Bauman – architekt i rzeźbiarz, dekorator pałacu Lubomirskich
- Józef Benbenek – założyciel Muzeum w Przeworsku
- Kazimierz Rafał Chłapowski – starosta przeworski w latach 1913–1918
- Wilhelm Chwałek – pierwszy komendant ZHP, architekt i geodeta miejski
- Jan Chmurowicz – generał brygady WP, dowódca powiatu etapowego Przeworsk
- Kazimierz Karp – dyrektor Liceum Ogólnokształcącego (1976–1997)
- Kazimierz Koczocik – dyrektor szkoły męskiej w Przeworsku (1934–1963)
- Władysław Kojder – działacz SL w Przeworsku
- Henryk Jankowski – doktor, założyciel przeworskiego szpitala
- Rufin Janusz – polski duchowny katolicki, bernardyn, gwardian klasztoru bernardynów, kapelan AK, ofiara represji komunistycznych
- Rafał Jakub Jarosławski – właściciel Przeworska, fundator kościoła bernardynów
- Franciszek Lekszycki – zakonnik, bernardyn, kapłan, malarz, twórca wielu obrazów w kościele bernardynów
- Antoni Lubomirski – fundator wraz z żoną, Zofią, kościoła MB Śnieżnej i klasztoru ss. Szarytek
- Franciszek Młynek – regionalista, współautor pierwszego przewodnika po mieście
- Roman Penc – ksiądz proboszcz parafii pw. Ducha Świętego w Przeworsku (1936–1963)
- Antoni Rarogiewicz – rzeźbiarz, twórca ołtarzy w przeworskich kościołach
- Walenty Rybacki – burmistrz Przeworska (1921–1934)
- Aleksander Saloni – folklorysta, badacz kultury ludowej Ziemi Przeworskiej
- Józef Stefański – ksiądz, kapelan Obwodu Przeworsk AK
- Rafał Tarnowski (zm. 1441) – właściciel Przeworska
- Leon Trybalski – regionalista, działacz kulturalno-oświatowy, założyciel Muzeum Pożarnictwa
- Stanisław Żuk – twórca Skansenu Pastewnik

## Znani przeworszczanie
Osoby urodzone lub pochodzące z Przeworska
- Marek Balawender – duchowny katolicki ze Stowarzyszenia Misji Afrykańskich, misjonarz w RPA
- Marek Barbasiewicz – aktor
- Salwator Bartosik – zakonnik bernardyn
- Antoni Bukowy – lekarz pulmonolog i epidemiolog
- Jan Bury (syn Józefa) – poseł
- Ferdynand Władysław Czaplicki – kapitan, powstaniec styczniowy
- Andrzej Ćwierz – poseł
- Jerzy Gaczek – pianista, kompozytor, dyrygent
- Jan Gryczman – major, chorąży Wojska Polskiego II RP, obrońca Westerplatte
- Stanisław Janusz – poseł, II wicepremier w rządzie Edwarda Osóbki-Morawskiego
- Witold Jedynak – duchowny katolicki, socjolog
- Franciszek Kędziora – ksiądz, ppłk, kapelan WP
- Wiesław Kielar – operator filmowy
- Krzysztof Kłak – poseł
- Wojciech Kowal – kapłan rzymskokatolicki, misjonarz oblat Maryi Niepokalanej, wykładowca prawa kanonicznego
- Krzysztof Lechowicz – ksiądz, poeta
- Zofia Lubomirska – administratorka, założycielka i filantropka
- Izabela Maria Lubomirska – księżna
- Jerzy Rafał Lubomirski – książę
- Kazimierz Lubomirski – książę, przewodniczący PKOl
- Eugeniusz Ignacy Luśniak – oficer armii austriackiej, generał brygady WP
- Antoni Łotuszka – porucznik WP zamordowany w Katyniu
- Jan Machniak – doktor teologii, wykładowca PAT
- Janusz Maciejewicz – minister hutnictwa i przemysłu maszynowego w latach 1984–1987
- Józef Meder – matematyk
- Paweł Miesiąc – polski żużlowiec
- Bronisław Mirecki – ksiądz, duszpasterz Polaków na Kresach
- Zygmunt Mycielski – kompozytor, publicysta, pisarz i krytyk muzyczny
- Elżbieta Piela-Mielczarek – poseł
- Jakub Przeworski – wydawca i księgarz
- Roman Reinfuss – etnograf
- Tadeusz Rolski – pilot Wojska Polskiego
- Zbigniew Mieczysław Rosiński – uczestnik kampanii francuskiej
- Tadeusz Rut – lekkoatleta, mistrz Europy i medalista olimpijski
- Roman Damian Sanguszko – ordynat zasławski
- Helena Sierakowska – arystokratka, działaczka społeczna
- Andrzej Skawina – profesor, lekarz anatom
- Juliusz Starkel – pisarz, publicysta, działacz społeczny
- Andrzej Sztolf – polski skoczek narciarski, olimpijczyk
- Bolesław Ł. Taborski – biskup, sufragan przemyski
- Piotr Trybalski – fotograf, podróżnik
- Andrzej Turowicz – matematyk, zakonnik benedyktyn, kapłan katolicki
- Antoni Tyszarski – uczestnik walk o Monte Cassino
- Aleksander Warchałowski – oficer Wojska Polskiego II RP, AK i PSZ na Zachodzie.
- Leon Weissberg – polski malarz aktywny we Francji w pierwszej szkole paryskiej.

## Galeria

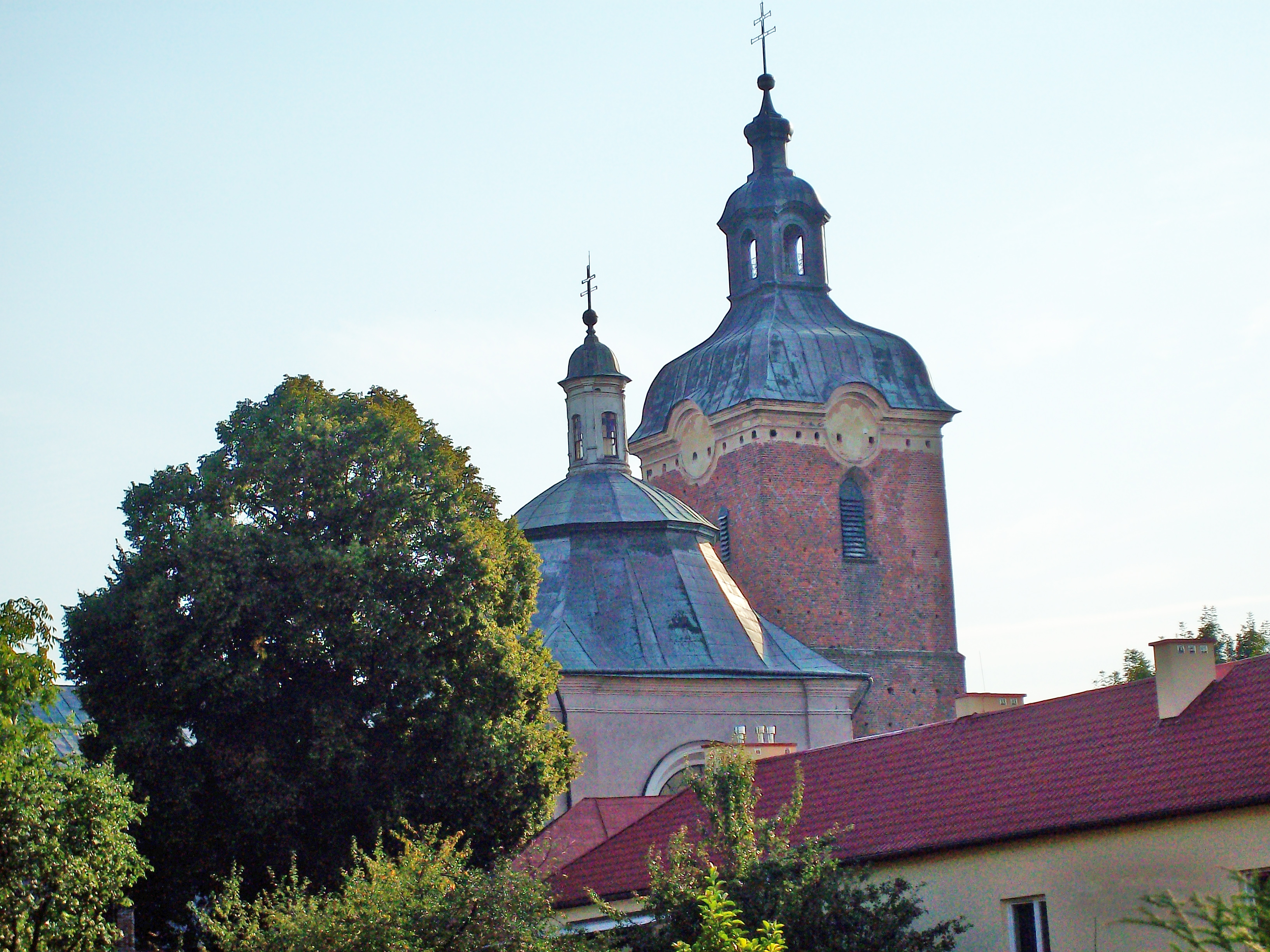
Bazylika Ducha Świętego
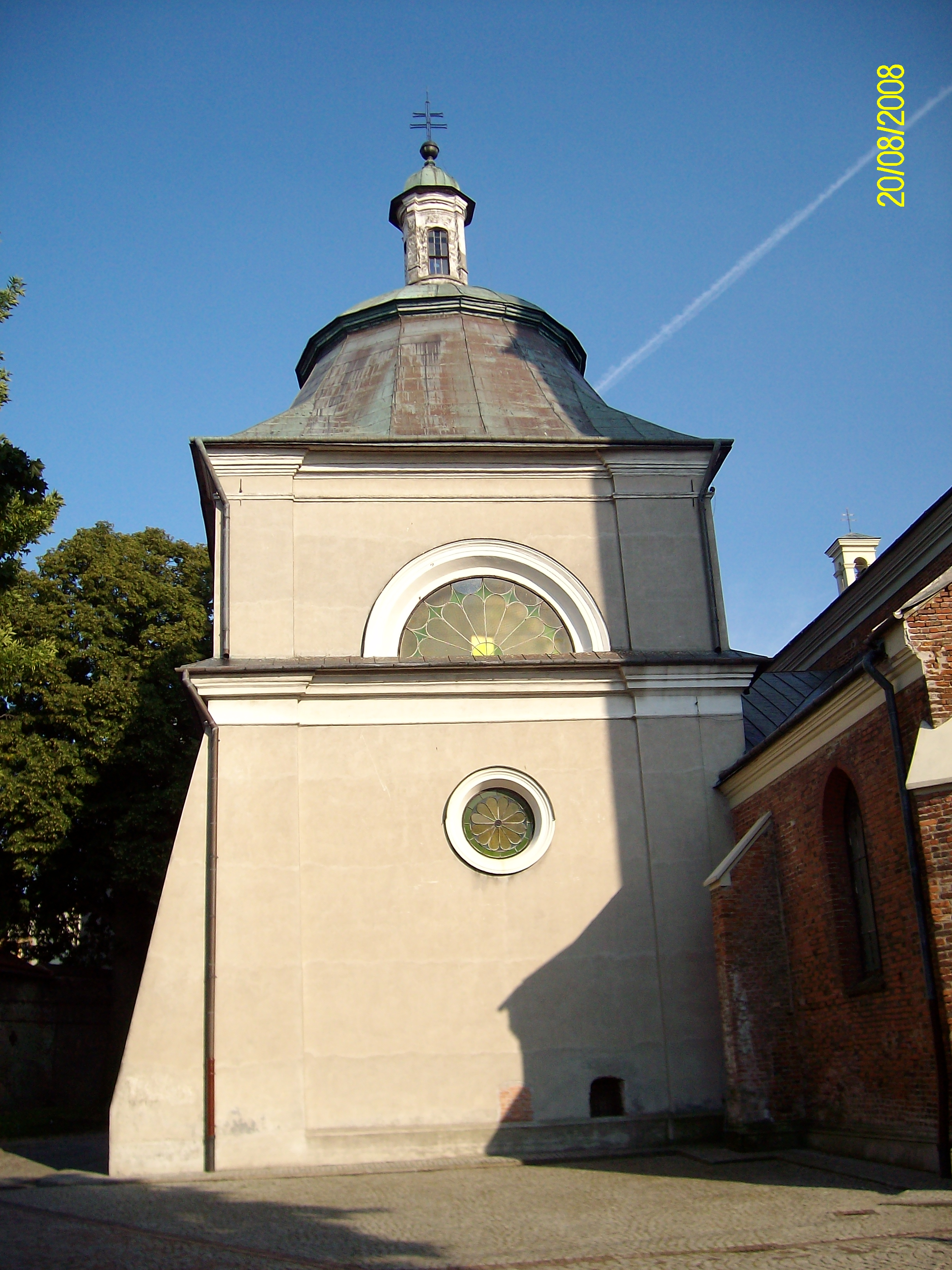
Kaplica Grobu Bożego
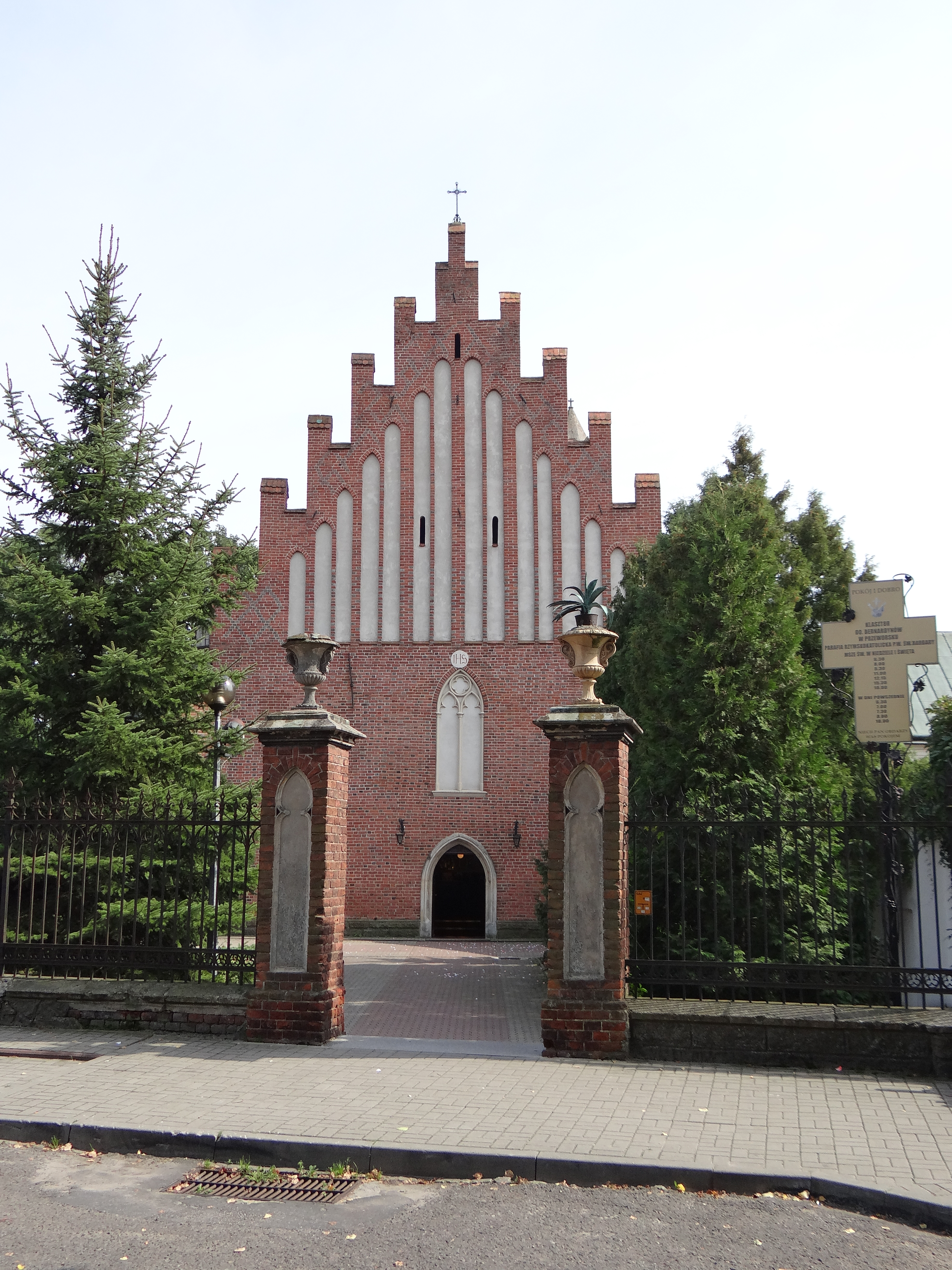
Kościół Świętej Barbary
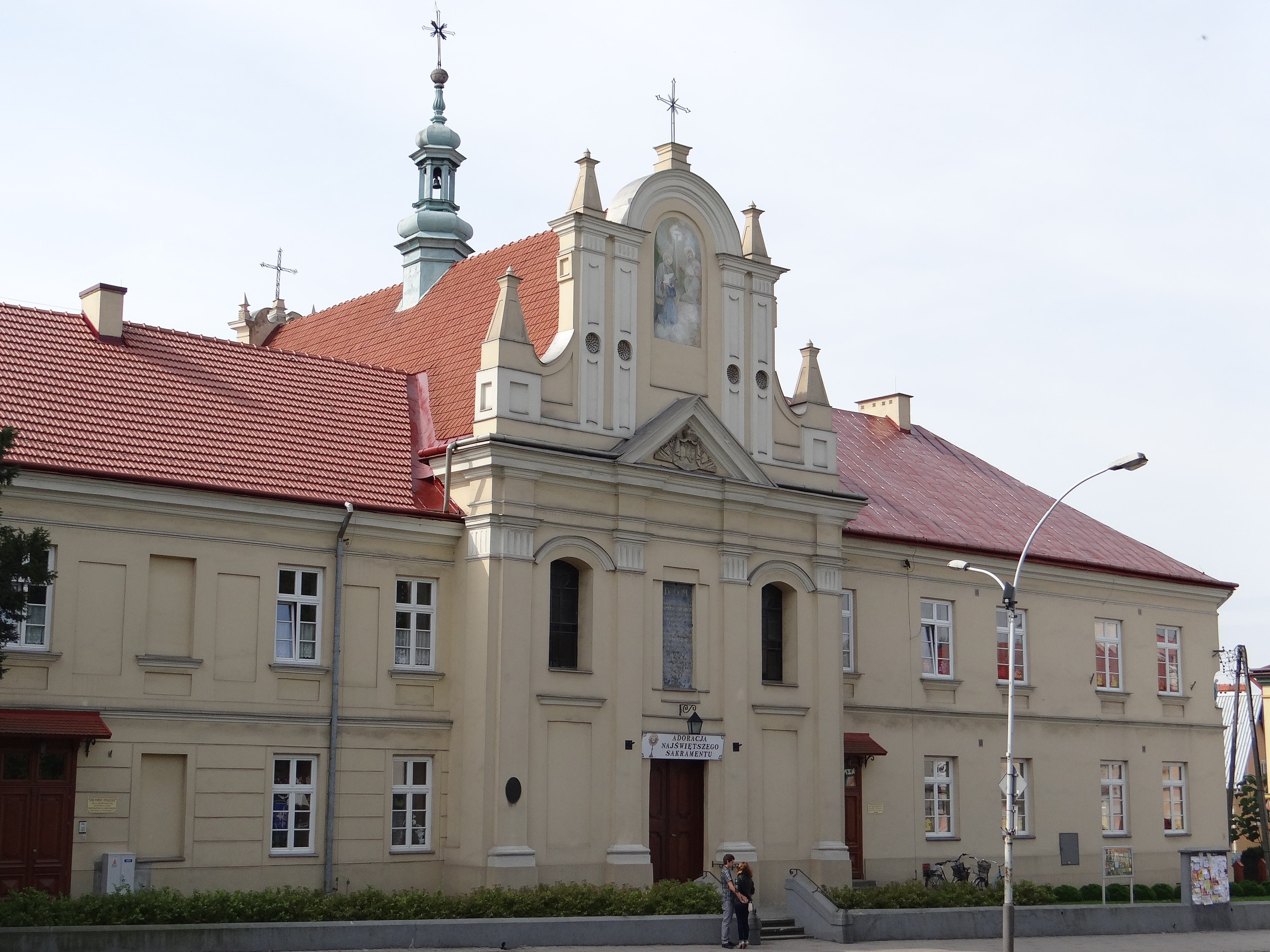
Kościół Matki Bożej Śnieżnej
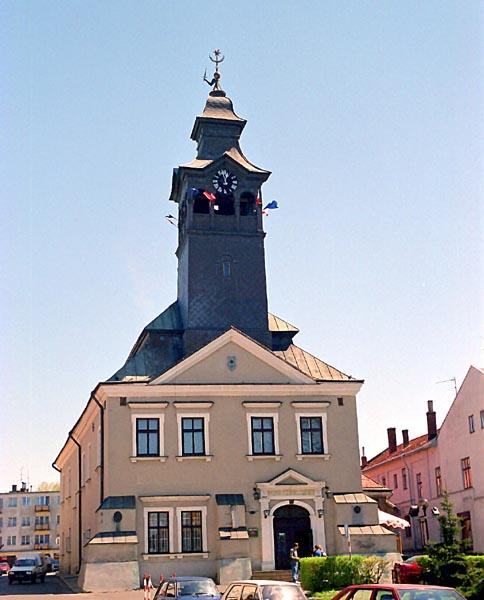
Ratusz
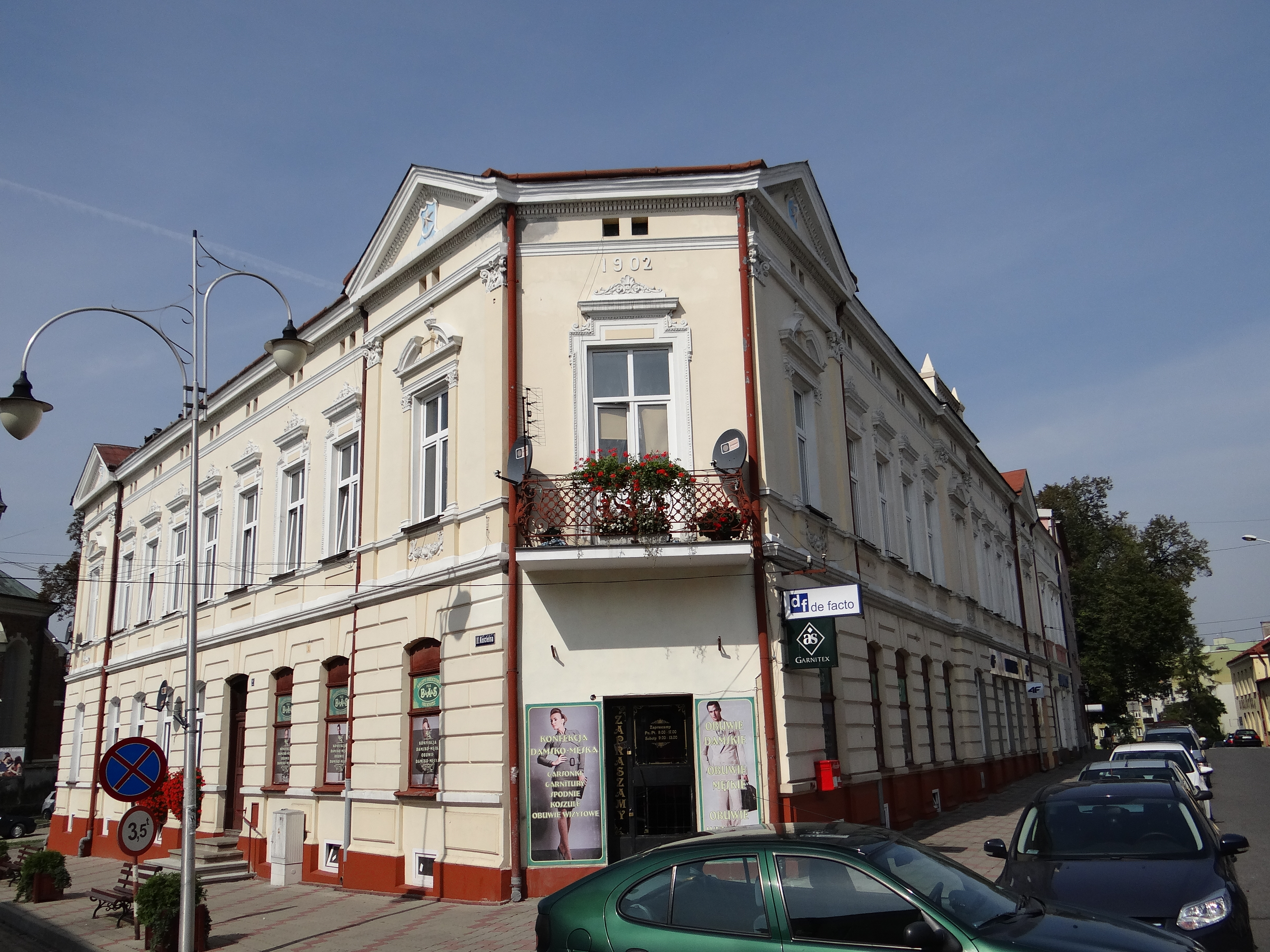
Kamienica przy ul. Kościelnej 2
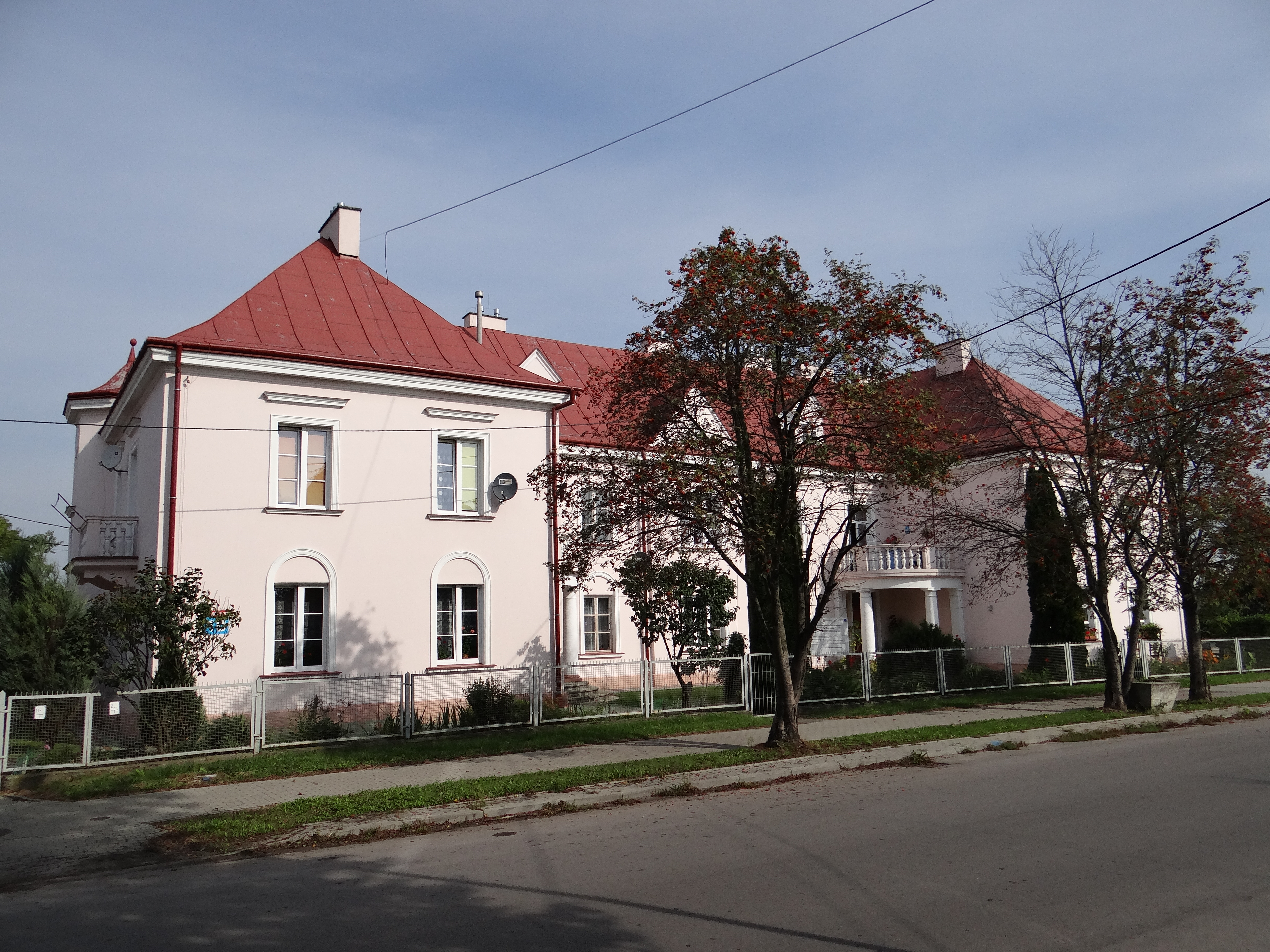
Kamienica przy ul. Lubomirskich 1d
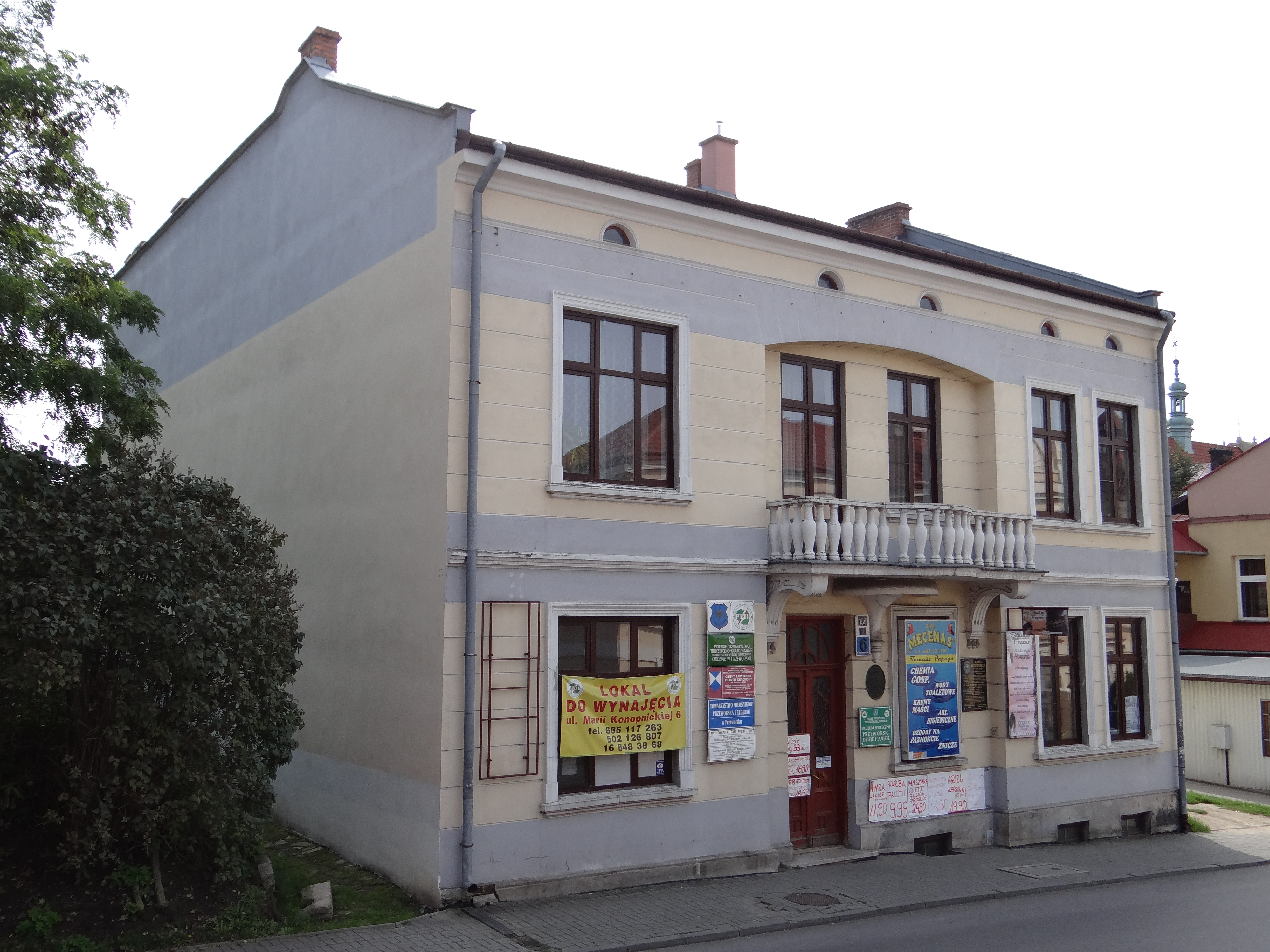
Kamienica przy ul. Konopnickiej 6
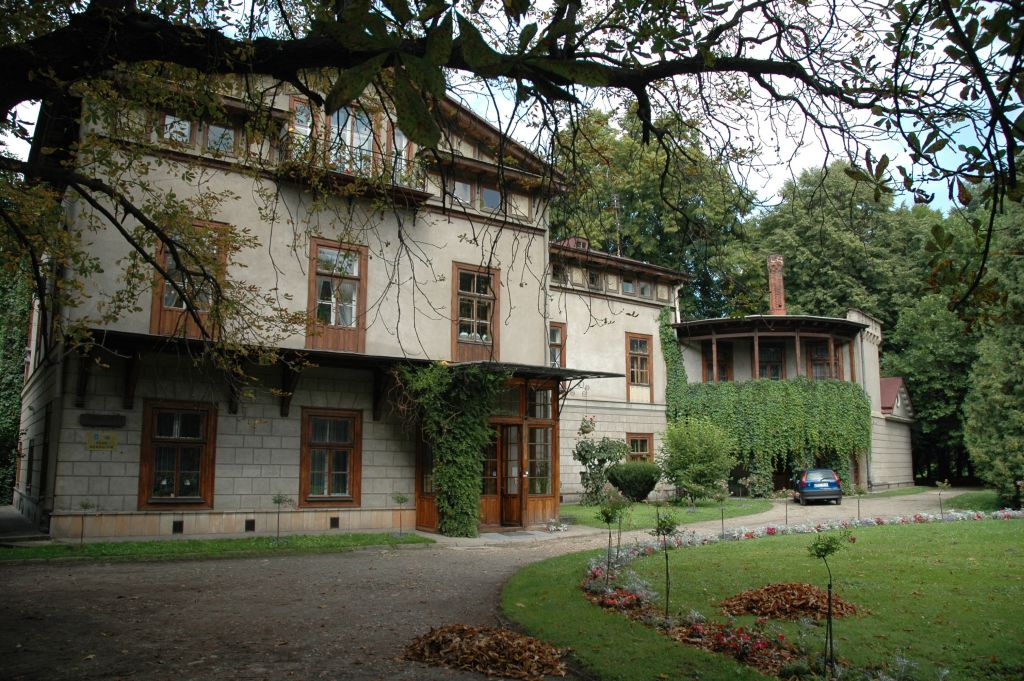
Pałac Lubomirskich
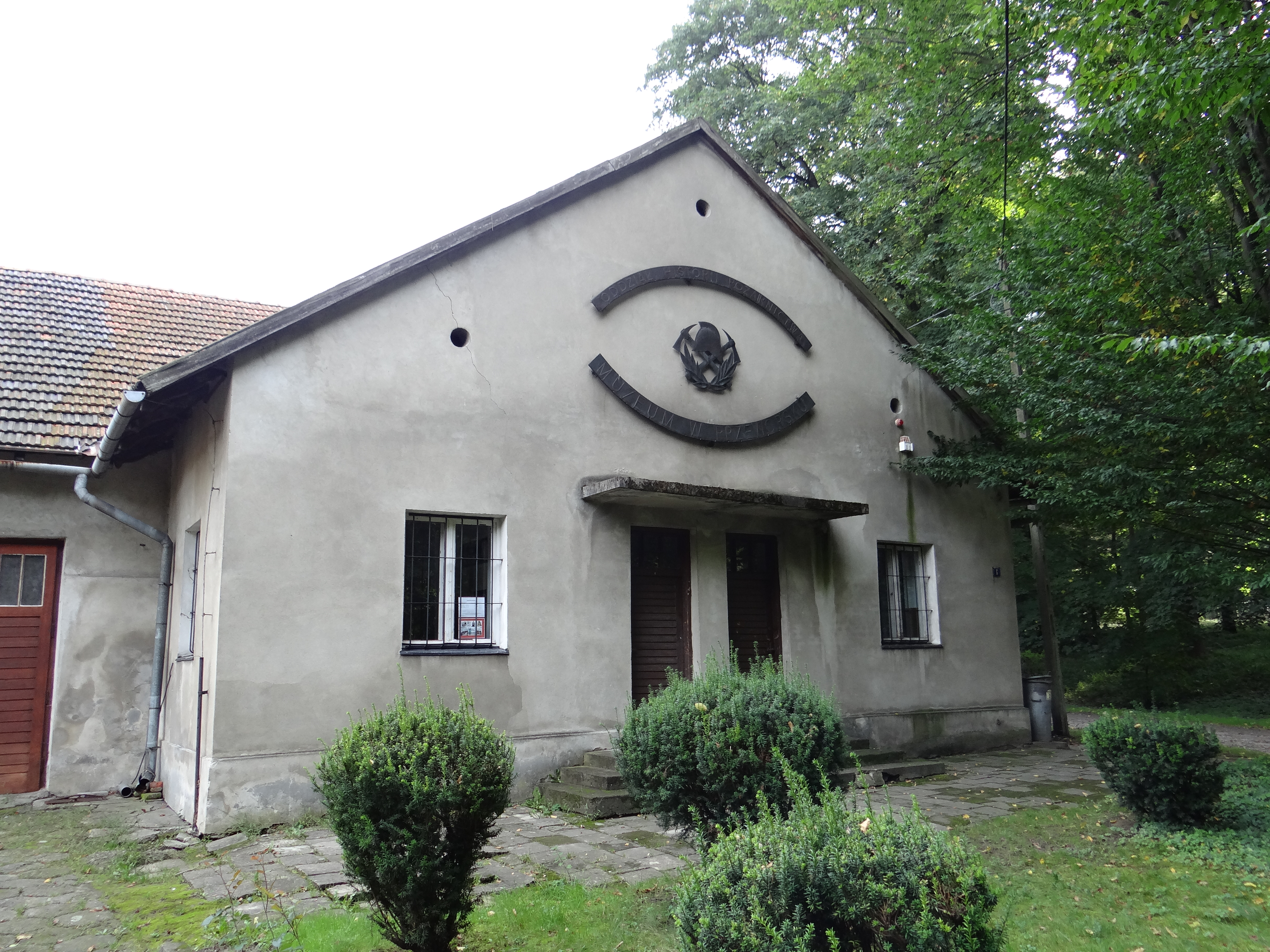
Muzeum Pożarnictwa
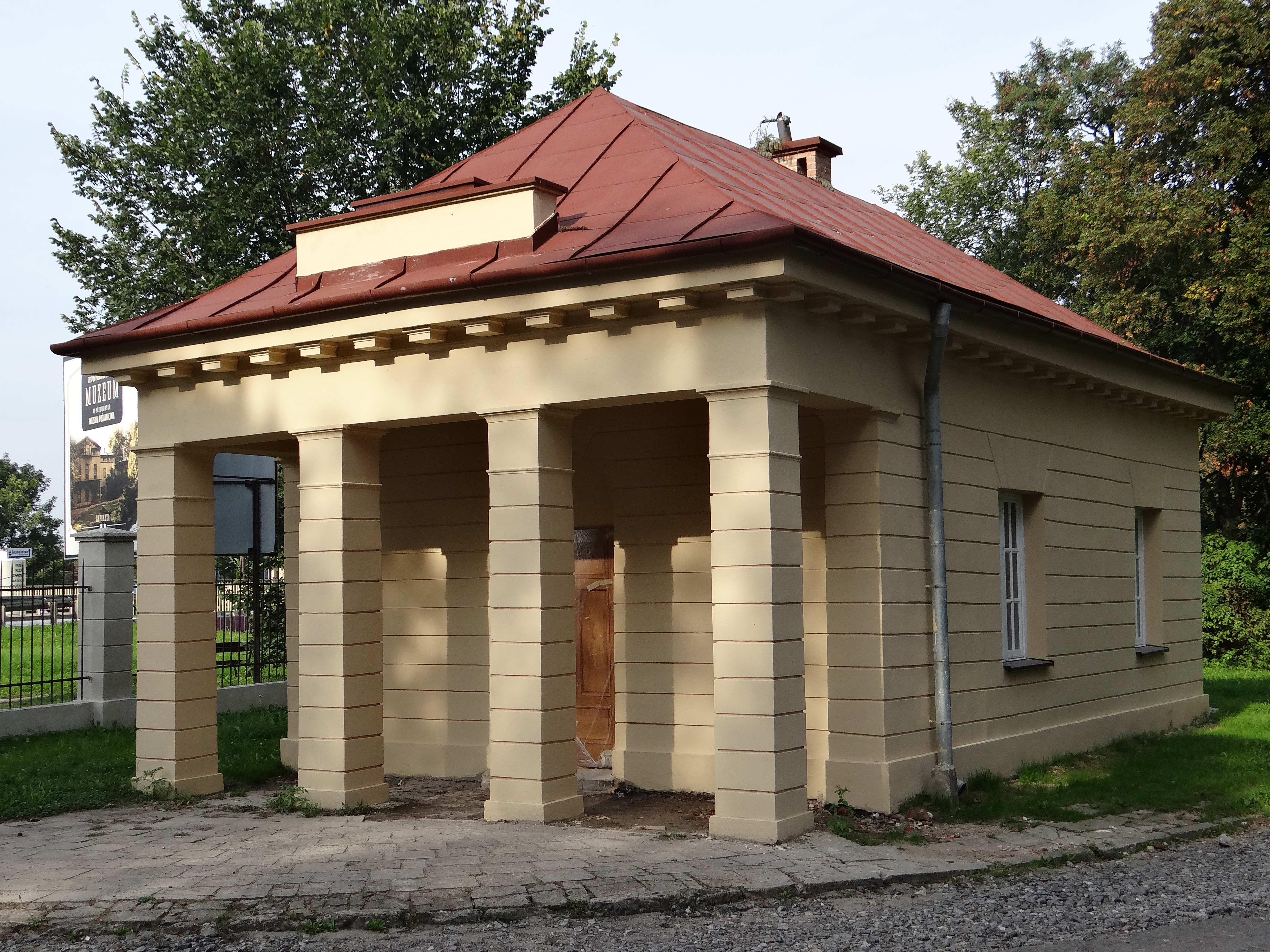
Kordegarda w zespole pałacowym
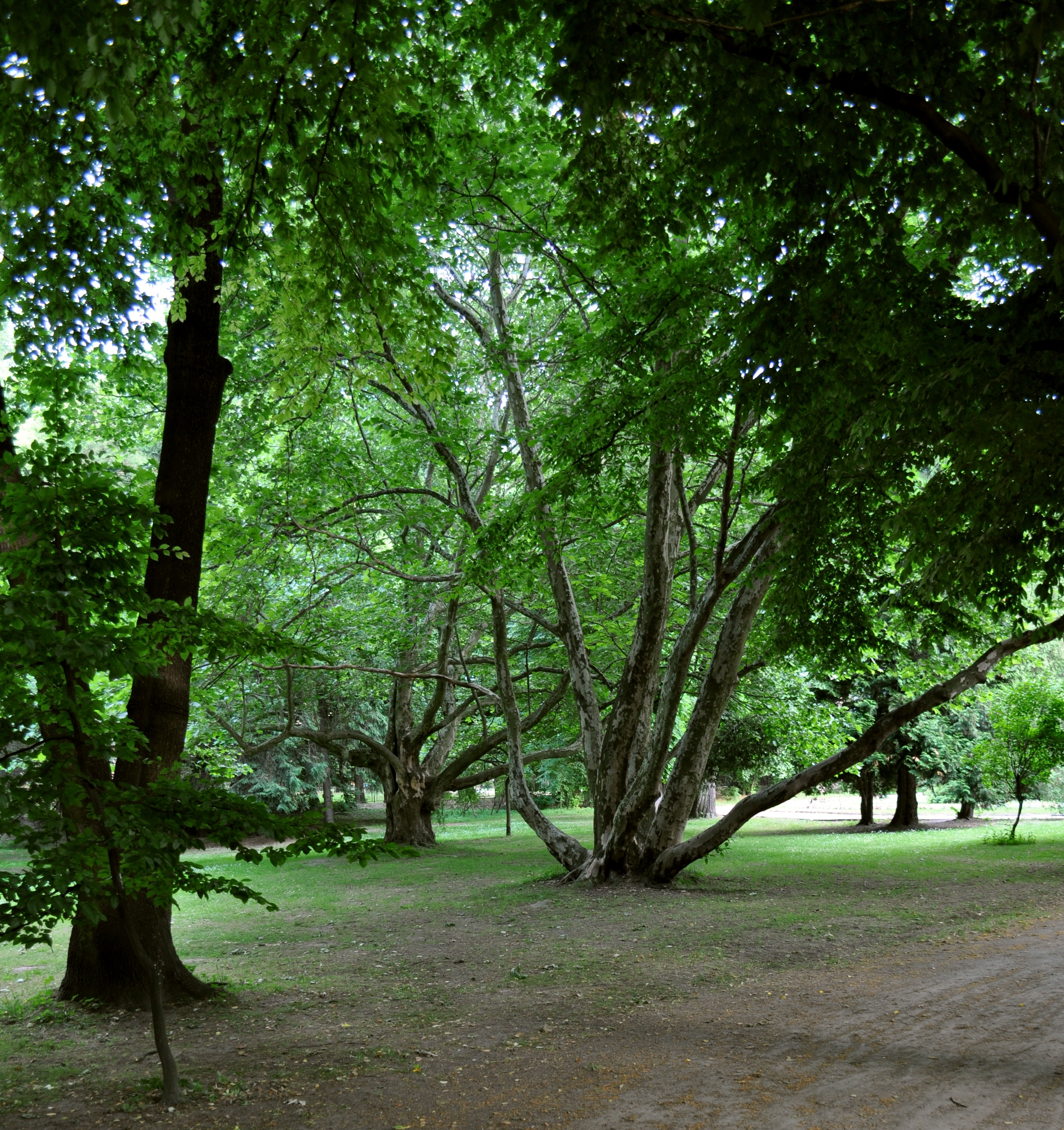
Park w zespole pałacowym
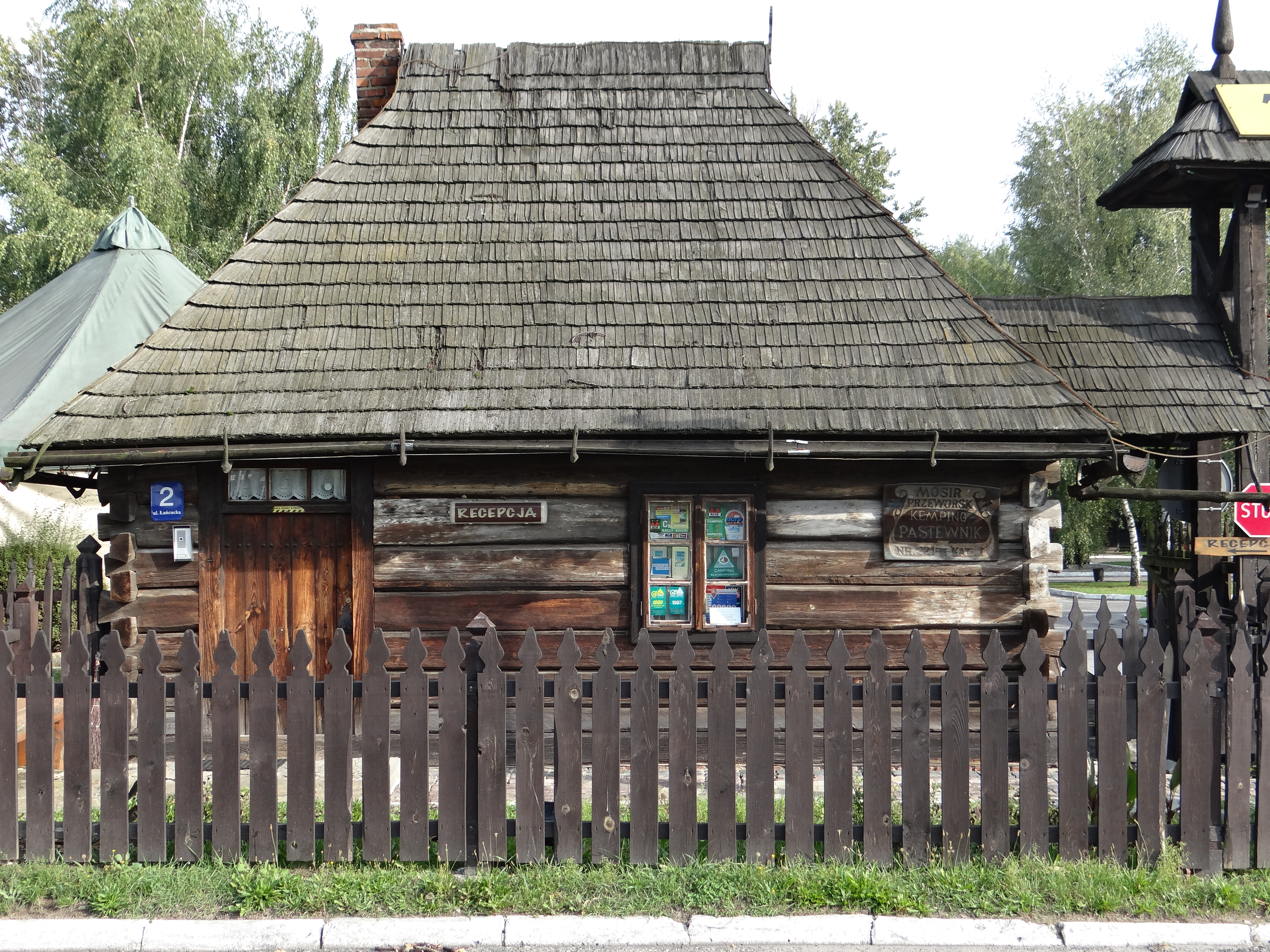
Skansen Pastewnik
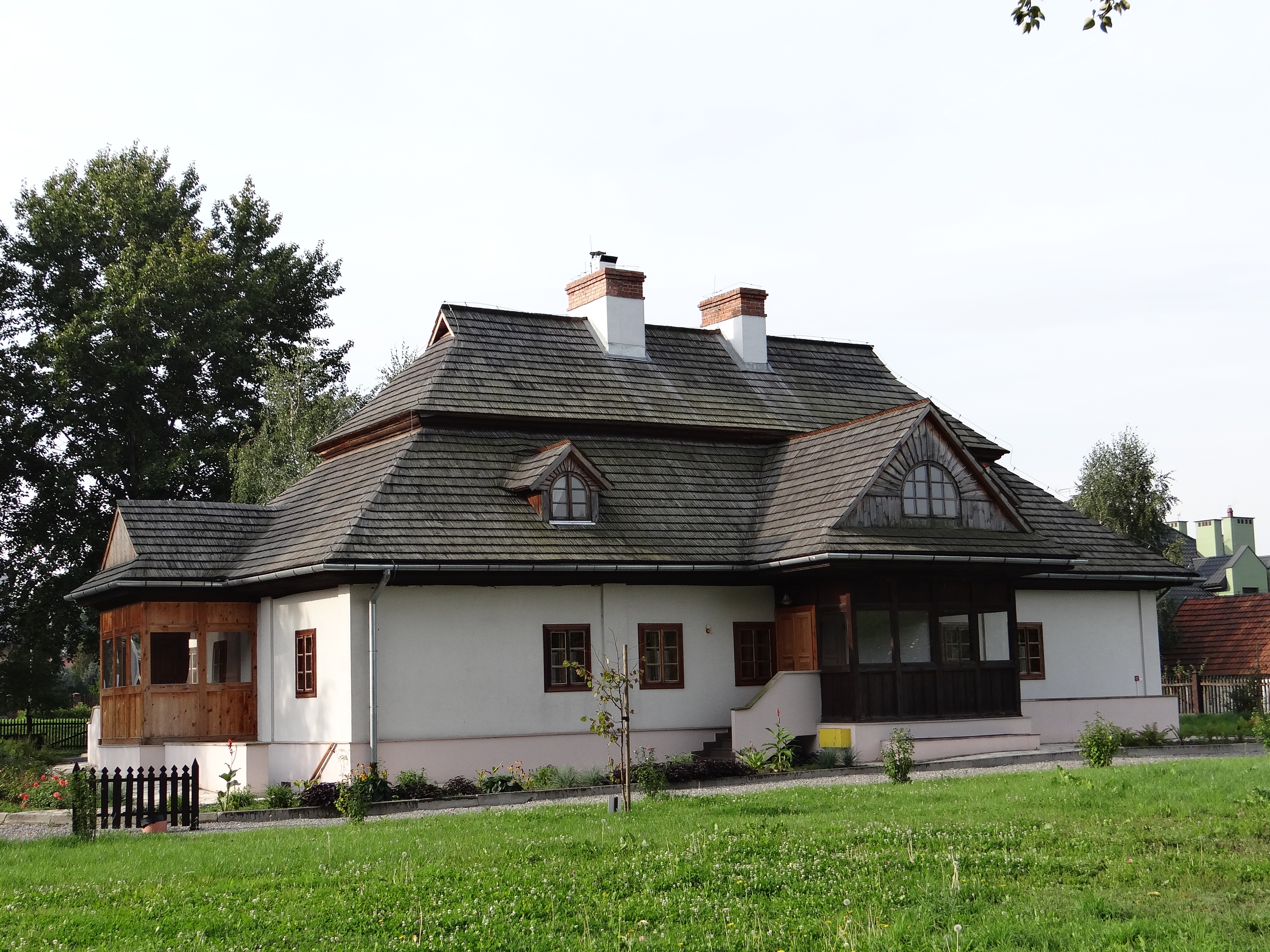
Dwór modrzewiowy z XVIII w.
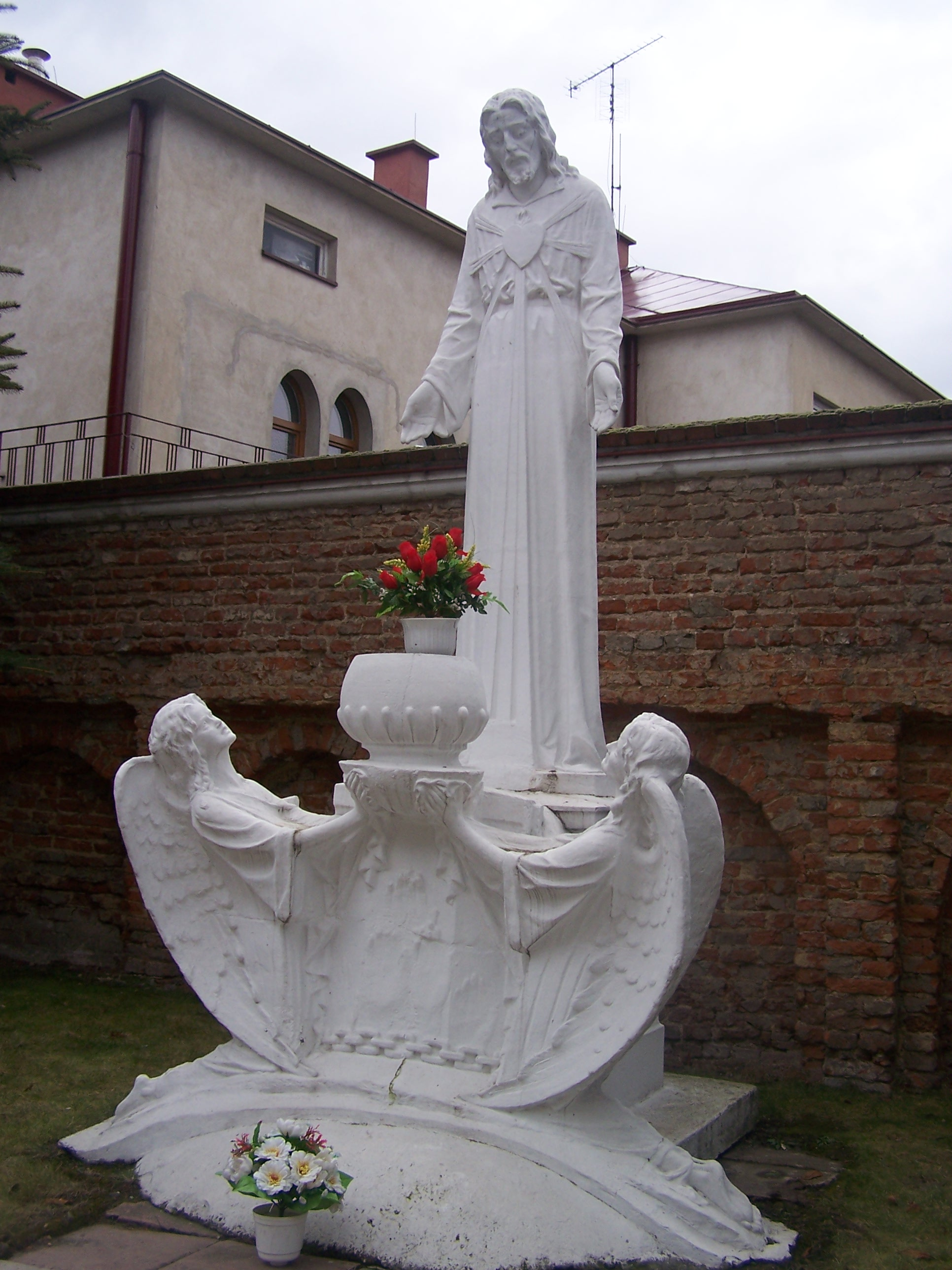
Pomnik Chrystusa Króla
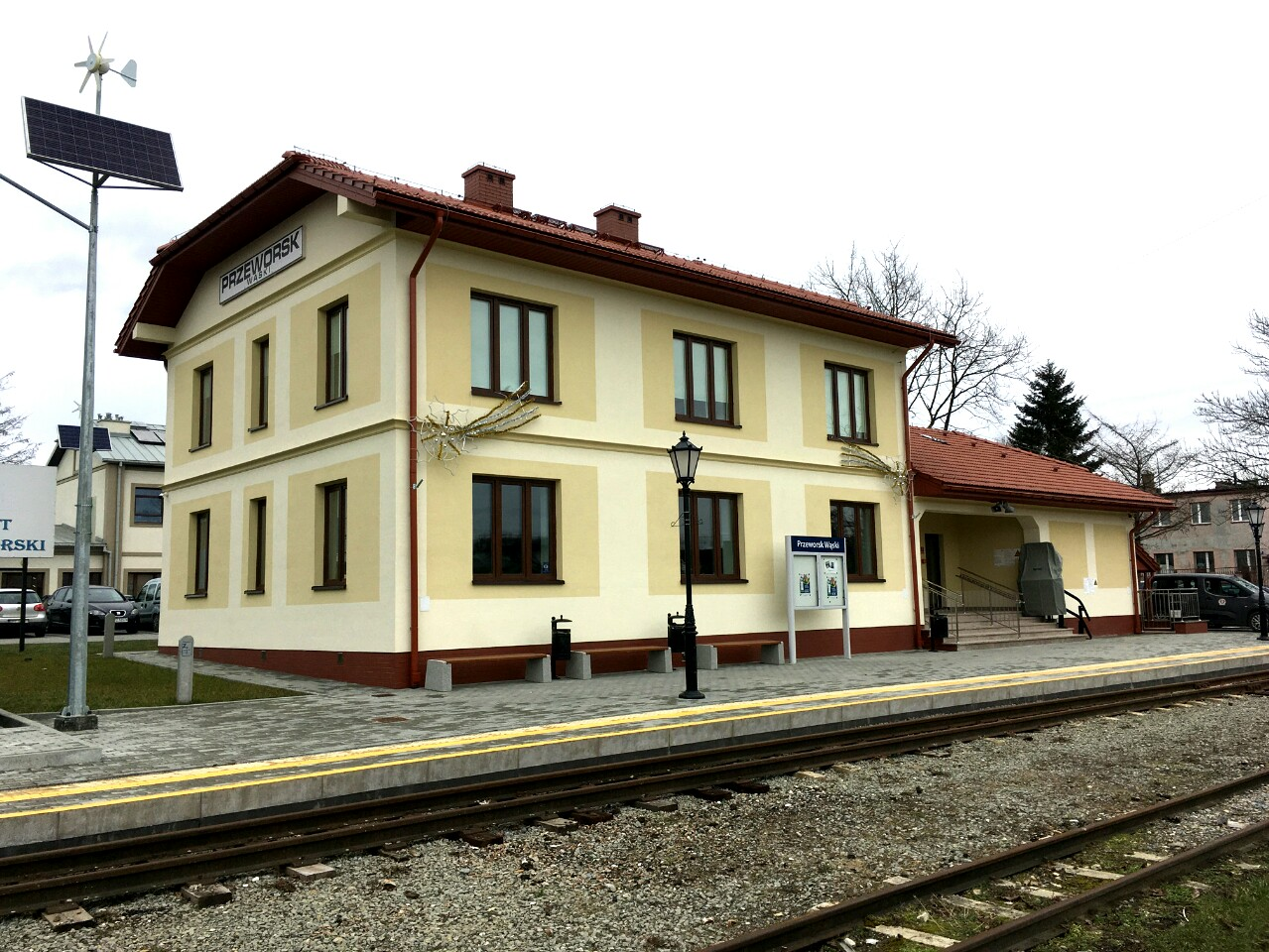
Dworzec Przeworskiej Kolei Dojazdowej